# Ronald Reagan
Ronald Reagan (anglès: Ronald Wilson Reagan)  (Tampico, 6 de febrer de 1911 - Bel Air, 5 de juny de 2004) va ser un polític estatunidenc que va servir com el 40è president dels Estats Units entre 1981 i 1989. Un membre del Partit Republicà,. Anteriorment va ser el 33è governador de Califòrnia del 1967 al 1975, després d'una carrera com a actor de Hollywood i líder sindical.
Criat en una família de baixos ingressos a petites ciutats del nord d'Illinois, Reagan es va graduar de l'Eureka College el 1932 i va treballar com a comentarista d'esports per ràdio. Després de traslladar-se a Califòrnia el 1937, va trobar feina com a actor i va protagonitzar algunes produccions importants. Com a president del Screen Actors Guild, Reagan va treballar per eliminar la suposada influència comunista. Als anys 50, es va traslladar a fer carrera a la televisió i es va convertir en portaveu de General Electric. El 1964, el seu discurs "Un temps per triar" li va valer l'atenció nacional com a nou portaveu conservador. Construint una xarxa de partidaris, Reagan va ser elegit com a governador de Califòrnia el 1966. Durant la seva governació, va augmentar els impostos, va convertir el dèficit pressupostari estatal en superàvit, va desafiar els manifestants de la UC Berkeley i va ordenar a les tropes de la Guàrdia Nacional durant un període de moviments de protesta.
El novembre de 1979, Reagan va anunciar la seva candidatura a la candidatura republicana a les eleccions presidencials del 1980. Va guanyar la nominació i les eleccions, tot derrotant el president en funcions Jimmy Carter. Amb 69 anys i 349 dies d'edat en el moment de la seva primera presa de possessió, Reagan va ser la persona més gran que va assumir la presidència dels Estats Units, distinció que va mantenir fins al 2017, quan Donald Trump va ser inaugurat amb 70 anys i 220 dies. Reagan es va enfrontar a l'exvicepresident Walter Mondale quan es va presentar a la reelecció a les eleccions presidencials de 1984. Reagan el va derrotar, aconseguint la majoria més gran de vots electorals de qualsevol president dels EUA, 525, o el 97,6% dels 538 vots del Col·legi Electoral. Va ser la segona elecció presidencial més elevada de la història moderna dels Estats Units després de la victòria de Franklin Roosevelt en les 1936 sobre Alf Landon, en què va guanyar el 98,5%, o 523, dels 531 vots electorals.
Al principi de la seva presidència, Reagan va començar a implementar noves iniciatives polítiques i econòmiques. Les seves polítiques econòmiques de l'oferta, batejades com a "Reaganòmica", defensaven la reducció de la pressió tributària per estimular el creixement econòmic, la desregulació econòmica i la reducció de la despesa pública. En el seu primer mandat, va sobreviure a un intent d'assassinat, va esperonar la guerra contra les drogues, va envair Granada i va lluitar contra els sindicats del sector públic. En els seus dos mandats, l'economia va veure com es reduïa la inflació del 12,5% al 4,4% i un PIB real mitjà amb un creixement anual del 3,6%. Reagan va promulgar retallades en la despesa discrecional nacional, va reduir impostos i va augmentar la despesa militar, cosa que va contribuir a augmentar el deute federal en general. Els afers exteriors van dominar el seu segon mandat, incloent el bombardeig de Líbia, la guerra Iran-Iraq, l'afer Iran-Contra i la guerra freda en curs. En un discurs celebrat el juny de 1987 a la porta de Brandenburg, quatre anys després de descriure públicament la Unió Soviètica com un "imperi maligne", Reagan va desafiar el secretari general soviètic Mikhaïl Gorbatxov a obrir el mur de Berlín. Va transitar la política de la Guerra Freda de la distensió amb una reducció de la cursa armamentista amb la Unió Soviètica mentre mantenia converses amb Gorbatxov. Les converses van culminar amb el tractat INF, que va reduir els arsenals nuclears de tots dos països. Reagan va començar la seva presidència durant el declivi de la Unió Soviètica, que finalment es va esfondrar gairebé tres anys després de deixar el càrrec. Reagan definia el socialisme afirmant que es basa en tres principis senzills: «Si es mou, posa-li un impost. Si se segueix movent, regula'l. I si deixa de moure's, dona-li un subsidi perquè es torni a moure, i així li pots posar un altre impost».
Quan Reagan va deixar el càrrec el 1989, tenia una aprovació del 68%, que coincidia amb les de Franklin Roosevelt i posteriorment Bill Clinton com les valoracions més altes per als presidents de l'era moderna. Va ser el primer president des de Dwight Eisenhower a servir dos mandats complets després que els cinc presidents anteriors no ho fessin. Tot i que havia planejat una post-presidència activa, Reagan va revelar el novembre de 1994 que li havien diagnosticat la malaltia d'Alzheimer a principis d'aquell any. Les seves aparicions en públic es van fer menys freqüents a mesura que progressava la seva malaltia. Va morir a casa el 5 de juny de 2004. El seu mandat va esdevenir una realineació cap a polítiques conservadores als Estats Units i és considerat una icona entre els conservadors. Les avaluacions de la seva presidència entre els historiadors i el públic en general sovint el situen entre el nivell superior dels presidents nord-americans .

## Joventut

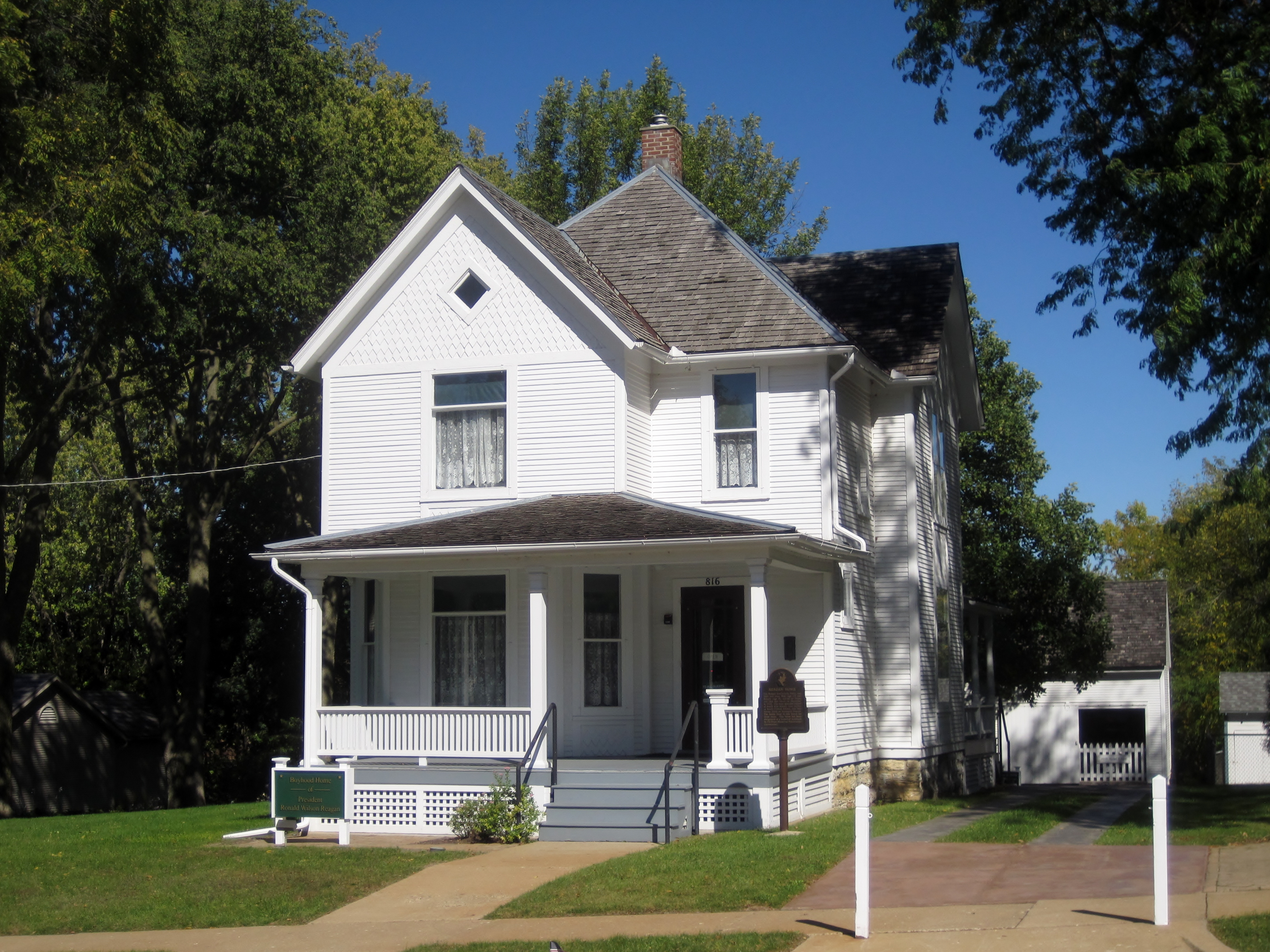
La casa infantil de Ronald Reagan a Dixon, Illinois

Ronald Wilson Reagan va néixer el 6 de febrer de 1911 en un apartament del segon pis d'un edifici comercial de Tampico, Illinois. Era el fill menor de Nelle Clyde (nascuda Wilson) i Jack Reagan. Jack era un venedor i contacontes, els avis del qual eren emigrants catòlics irlandesos del comtat de Tipperary, mentre que Nelle era d'origen anglès i escocès. El germà gran de Ronald, Neil Reagan, es va convertir en un executiu de publicitat.
El pare de Reagan va sobrenomenar el seu fill "Dutch", ("holandès"), a causa de la seva aparença de "petit holandès gros" i tallat de cabells de noi holandès; el sobrenom se li va quedar durant tota la seva joventut. La família de Reagan va viure breument a diverses ciutats d'Illinois, incloent Monmouth, Galesburg i Chicago. El 1919, van tornar a Tampico i van viure per sobre de la botiga de varietats HC Pitney fins a establir-se finalment a Dixon, Illinois. Després de la seva elecció com a president, Reagan va viure al pis privat de la Casa Blanca de dalt, i va dir que de nou "vivia a sobre de la botiga".

### Religió
Ronald Reagan va escriure que la seva mare "sempre esperava trobar el millor de la gent i sovint ho feia". Va assistir a l'església dels Deixebles de Crist regularment i va ser activa i molt influent en ella; sovint dirigia els serveis de l'escola dominical i feia lectures bíbliques a la congregació durant els serveis. Una ferm creient en el poder de l'oració, dirigia reunions d'oració a l'església i s'encarregava de les oracions de mitjan setmana quan el pastor estava fora de la ciutat. També va ser seguidor del moviment Social Gospel. El seu fort compromís amb l'església és el que va induir el seu fill Ronald a convertir-se en un cristià protestant més que en un catòlic romà com el seu pare irlandès. father. També va afirmar que va influir fortament en les seves pròpies creences: "Sé que va plantar aquesta fe molt profundament en mi". Reagan es va identificar com un cristià nascut de nou. A Dixon, Reagan va ser fortament influït pel seu pastor Beh Hill Cleaver, un erudit. Cleaver era el pare de la promesa de Reagan. Reagan el va veure com un segon pare. Stephen Vaughn diu:
| « | En molts punts, les posicions adoptades per la Primera Església cristiana de la joventut de Reagan van coincidir amb les paraules, si no les creences del darrer Reagan. Aquestes posicions incloïen la fe en la Providència, l'associació de la missió nord-americana amb la voluntat de Déu, la creença en el progrés, la confiança en l'ètica laboral i l'admiració per aquells que aconseguien riquesa, un malestar amb la literatura i l'art que qüestionava la família o qüestionava les nocions de comportament sexual adequat, presumpció que la pobresa és un problema individual que es deixa millor a la caritat que a l'estat, sensibilitat als problemes relacionats amb l'alcohol i les drogues i reticència a utilitzar el govern per protegir els drets civils de les minories.. | » |

Segons Paul Kengor, Reagan tenia una fe particularment forta en la bondat de les persones; aquesta fe va sorgir de la fe optimista de la seva mare i de la fe dels deixebles de Crist, en la qual va ser batejat el 1922. Per a aquest període, que era molt abans del moviment pels drets civils, l'oposició de Reagan a la discriminació racial era inusual. Va recordar l'època en què el seu equip de futbol universitari s'allotjava en un hotel local que no permetia que dos companys negres s'hi quedessin, i els va convidar a casa dels seus pares a 24 quilòmetres de distància a Dixon. La seva mare els va convidar a passar la nit i esmorzar l'endemà al matí. El seu pare es va oposar fermament al Ku Klux Klan a causa de la seva herència catòlica, però també a causa de l'antisemitisme i el racisme anti-negre del Klan. Després de convertir-se en un actor destacat, Reagan va pronunciar discursos a favor de la igualtat racial després de la Segona Guerra Mundial.
Durant els seus anys a Hollywood, Reagan es va convertir en membre de l'Església Cristiana de Hollywood-Beverly i va assistir als seus serveis amb poca freqüència. Posteriorment, a partir de 1964, Reagan va començar a assistir als serveis de l'església a l'església presbiteriana de Bel Air, on va conèixer Donn Moomaw Reagan va reduir la seva assistència a l'església mentre exercia de president, citant les molèsties que la seva gran comitiva de serveis secrets portaria a altres fidels i el perill potencial (per a altres persones) de la seva presència a causa d'un possible terrorisme. Després de deixar el càrrec, Reagan es va unir oficialment a Bel Air com a membre i hi assistia regularment als serveis.

## Carrera al món de l'espectacle

### Ràdio i cinema
Després de graduar-se d'Eureka el 1932, Reagan va treballar a Iowa com a locutor de ràdio a diverses emissores. Es va traslladar a la WHO ràdio a Des Moines com a locutor dels partits de beisbol de Chicago Cubs. La seva especialitat era crear comptes de jocs per jocs utilitzant només descripcions bàsiques que l'estació rebia per cable mentre els jocs estaven en curs.

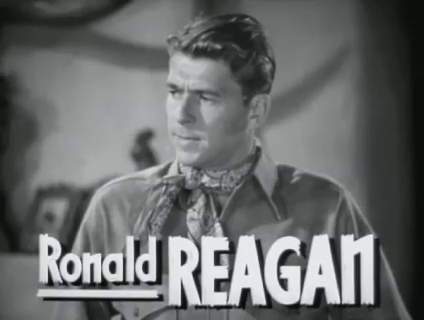
The Bad Man (1941)

Mentre viatjava amb els Cubs a Califòrnia el 1937, Reagan va fer una prova de pantalla que va portar a un contracte de set anys amb els estudis Warner Bros.. Va passar els primers anys de la seva carrera a Hollywood a la unitat de "pel·lícula B", on, va bromejar Reagan, els productors "no els volien bé; els volien dijous".
Va guanyar el seu primer crèdit a la pantalla amb un paper protagonista a la pel·lícula de 1937 Love Is on the Air, i a finals de 1939 ja havia aparegut en 19 pel·lícules, incloent Dark Victory amb Bette Davis i Humphrey Bogart. Abans de la pel·lícula Santa Fe Trail amb Errol Flynn el 1940, va interpretar el paper de George Gipp a la pel·lícula Knute Rockne, All American; en va obtenir el sobrenom de tota la vida "the Gipper". El 1941, els exhibidors el van votar com la cinquena estrella més popular de la generació més jove de Hollywood.
Reagan va interpretar el seu paper d'interpretació favorit a Kings Row de 1942 ', on interpreta un doble amputat que recita la línia "Where's the rest of me?", que posteriorment va utilitzar com a títol de la seva autobiografia de 1965. Molts crítics de cinema van considerar Kings Row la seva millor pel·lícula, encara que la pel·lícula va ser condemnada pel crític del The New York Times Bosley Crowther.
Kings Row va convertir Reagan en una estrella: Warner va triplicar immediatament el seu sou fins a 3.000 dòlars a la setmana. Poc després va rebre la coprotagonització amb Flynn –que encara era una estrella enorme en aquell moment– a Un viatge temerari 1942). L'abril de 1942, Reagan va rebre l'ordre pel servei militar a San Francisco i mai es va convertir en una gran estrella de cinema de primer nivell malgrat haver estat el protagonista de nombroses pel·lícules. Després del seu servei militar durant la guerra, va coprotagonitzar pel·lícules com The Voice of the Turtle, John Loves Mary, The Hasty Heart, Bedtime for Bonzo, La reina de Montana, El jugador, Els gats salvatges de l'armada (l'única pel·lícula en què apareix amb Nancy Reagan) i el seu únic gir en la interpretació d'un malvat vilà, en el remake de 1964 The Killers (la seva última pel·lícula) amb Lee Marvin i Angie Dickenson. Durant la seva carrera cinematogràfica, la mare de Reagan va respondre a gran part del correu dels seus fans.

### Servei militar

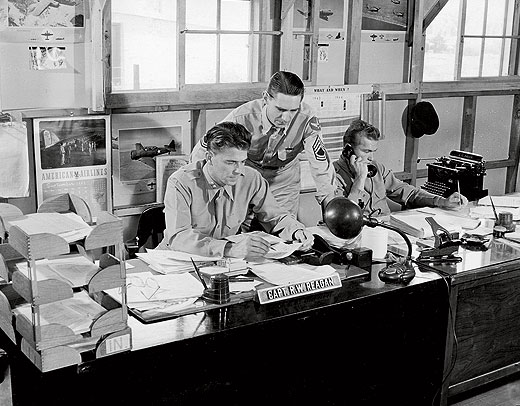
El capità Ronald Reagan a Fort Roach, 1943 o 1944.

Després de completar 14 cursos d'extensió de l'exèrcit a casa seva, Reagan es va allistar a la Reserva de l'Exèrcit i el 25 de maig de 1937 va rebre el rang de subtinent del cos de reserva d'oficials de la cavalleria.
El 18 d'abril de 1942, Reagan va rebre l'ordre de posar-se en servei actiu per primera vegada. A causa de la seva mala vista, va ser classificat només per a un servei limitat, cosa que el va excloure de servir a l'estranger. El seu primer destí va ser al port d'embarcament de San Francisco, a Fort Mason, Califòrnia, com a oficial d'enllaç de l'Oficina de ports i transports. Després de l'aprovació de les Forces Aèries de l'Exèrcit dels Estats Units (AAF), va sol·licitar un trasllat de la cavalleria a l'AAF el 15 de maig de 1942 i va ser assignat a Relacions Públiques d'AAF i posteriorment a la 18a Unitat Base d'AAF (Motion Picture Unit) a Culver City, Califòrnia. El 14 de gener de 1943 fou ascendit a tinent i va ser enviat a la Task Force Show Unit odeThis Is the Army a Burbank, Califòrnia. Va tornar a la 18a Unitat Base AAF després de complir aquest deure i va ser ascendit a capità el 22 de juliol de 1943.
Al gener de 1944, Reagan va rebre l'ordre de fer un servei temporal a la ciutat de Nova York per participar en l'obertura de la Sixth War Loan Drive, que va fer campanya per a la compra de bons de guerra. Va ser reassignat a la 18a Unitat Base AAF el 14 de novembre de 1944, on va romandre fins al final de la Segona Guerra Mundial. Al final de la guerra, les seves unitats havien produït unes 400 pel·lícules d'entrenament per a la Força Aèria, incloent simulacions de cabina per a equips B-29 programats per bombardejar Japó. Va ser separat del servei actiu el 9 de desembre de 1945, com a capità de l'exèrcit.Mentre estava al servei, Reagan va obtenir un rodet que mostra l'alliberament del camp de concentració d'Auschwitz; se'l va quedar, creient que algun dia sorgirien dubtes sobre si s'havia produït l'Holocaust.

### Presidència del Screen Actors Guild

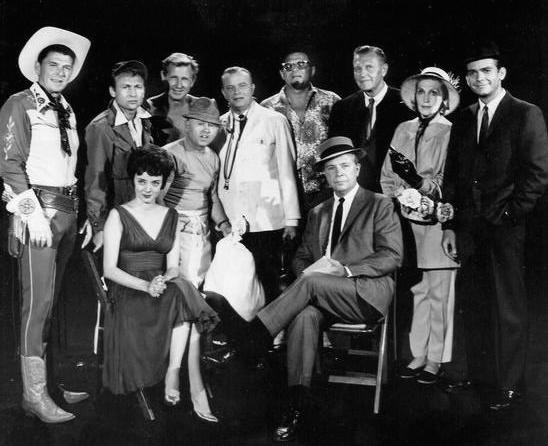
Estrelles convidades per a l'estrena de The Dick Powell Show, 1961. Es pot veure a Reagan amb un barret de cowboy blanc a l'extrem esquerre.

Reagan va ser elegit per primera vegada a la junta directiva del Screen Actors Guild (SAG) el 1941, exercint de membre suplent. Després de la Segona Guerra Mundial, va reprendre el servei i es va convertir en tercer vicepresident el 1946. Quan el president del SAG i sis membres de la junta van dimitir el març de 1947 a causa dels nous estatuts del sindicat sobre conflicte d'interessos, Reagan va ser elegit president en unes eleccions especials. Posteriorment, va ser reelegit sis vegades, el 1947, 1948, 1949, 1950, 1951 i 1959. Va dirigir el SAG mitjançant la implementació de la Llei Taft-Hartley de 1947, diverses disputes sobre gestió laboral i l'era de les llistes negres de Hollywood. Instituïda per primera vegada el 1947 per executius de Studio, que van acordar que no contractarien a ningú que es fos o hagués estat comunista o que fos simpàtitzant amb la política radical, les llistes negres es van anar ampliant constantment durant els primers anys de la dècada del 1950, ja que el Congrés dels Estats Units continuava investigant la subversió política interna . [52]
També durant el seu mandat, Reagan va contribuir a aconseguir residus per als actors de televisió quan es tornaven a executar els seus episodis i, més tard, per als actors de cinema quan les seves pel·lícules d'estudi es van emetre a la televisió.

### Informant del FBI
El 1946, Reagan va formar part de la junta directiva nacional del Comitè Ciutadà Independent de les Arts, les Ciències i les Professions (ICCASP) i havia estat membre del seu capítol de Hollywood (HICCASP). La seva assistència a una reunió del HICCASP del 10 de juliol de 1946 el va posar en coneixement de FBI, que el va entrevistar el 10 d'abril de 1947 en relació amb la seva investigació sobre HICCASP. Quatre dècades després es va revelar que, a finals dels anys quaranta, Reagan (amb el nom en clau T-10) i la seva llavors esposa, Jane Wyman, van proporcionar al FBI els noms dels actors la indústria cinematogràfica que creien que eren simpatitzants comunistes. Tot i això, es va sentir incòmode amb la forma en què el govern estava utilitzant el SAG, i va preguntar durant una entrevista amb l'FBI: " Esperen (és a dir, el Comitè d'Activitats Antiamericanes de la Casa) que ens constituïm com un petit FBI propi? i determinar qui és un comunista i qui no? "

### Escoltes de HUAC
L'octubre de 1947, durant les escoltes de Hollywood de HUAC, Reagan va declarar com a president del Screen Actors Guild:
| « | Hi ha hagut un petit grup dins del Screen Actors Guild que s'ha oposat constantment a la política de la junta del gremi i els oficials del gremi ... sospitosos de seguir més o menys les tàctiques que associem amb el Partit Comunista ... han tractat de ser una mala influència ... he sentit diferents discussions i alguns d'ells etiquetat com comunistes ... em vaig trobar enganyats en ser un patrocinador en una altra ocasió per a una funció que es va dur a terme sota els auspicis del a Comitè conjunt de refugiats antifeixistes. | » |

Respecte a una "vaga jurisdiccional" que va durar set mesos en aquell moment, Reagan va declarar:
| « | La primera vegada que aquesta paraula "comunista" es va injectar en qualsevol de les reunions relacionades amb la vaga va ser en una reunió a Chicago amb el senyor William Hutchinson, president de la Germandat Sindicada de Fusters i Tancadors, que estava en vaga en aquell moment. Va demanar al Screen Actors Guild que enviés els termes al senyor Walsh, perquè Walsh cedís la resolució d'aquesta vaga, i ens va dir que li diguéssim que, si aleshores cediria aquests termes, ell, al seu torn, es presentaria aquest Sorrell i els altres comissaris —l cito— i el trenquen. | » |

Tanmateix, Reagan també es va oposar a les mesures que aviat es manifestarien al Projecte de llei Mundt-Nixon el maig de 1948 opinant:
| « | Com a ciutadà dubtaria, o no m'agradaria, de veure il·legalitzat qualsevol partit polític sobre la base de la seva ideologia política ... Detesto, odio la seva filosofia, però detesto més que això les seves tàctiques, que són quintacolumnistes i són deshonestes, però al mateix temps mai, com a ciutadà, no vull veure que el nostre país s'insti, ni per la por ni pel ressentiment d'aquest grup, a comprometre'ns mai amb cap dels nostres principis democràtics mitjançant aquesta por o ressentiment. | » |

A més, quan se li va preguntar si era conscient dels esforços comunistes dins del Screen Writers Guild, Reagan no hi jugaria, dient: "Senyor, com els altres senyors, he de dir que això és un rumor."

### Televisió
Reagan va aconseguir menys papers cinematogràfics a finals dels anys cinquanta i es va traslladar a la televisió. Va ser contractat com a amfitrió del General Electric Theater, una sèrie de drames setmanals que es van fer molt populars. El seu contracte li obligava a recórrer les plantes de General Electric (GE) 16 setmanes l'any, cosa que sovint li exigia que donés 14 xerrades al dia. Va guanyar aproximadament 125.000 dòlars (equivalents a 1,1 milions de dòlars el 2020) en aquest paper. El programa es va desenvolupar durant deu temporades del 1953 al 1962, cosa que va augmentar el perfil nacional de Reagan.
L'1 de gener de 1959, Reagan va ser l'amfitrió i el locutor de la cobertura del Tournament of Roses Parade de la ABC. En el seu darrer treball com a actor professional, Reagan va ser amfitrió i intèrpret del 1964 al 1965 a la sèrie de televisió Death Valley Days. Després del seu matrimoni el 1952, Ronald i Nancy Reagan, que van continuar utilitzant el nom artístic de Nancy Davis, van actuar junts en tres episodis de sèries de televisió, incloent una entrega del 1958 de General Electric Theatre titulada "A Turkey for the President".

## Matrimoni i fills

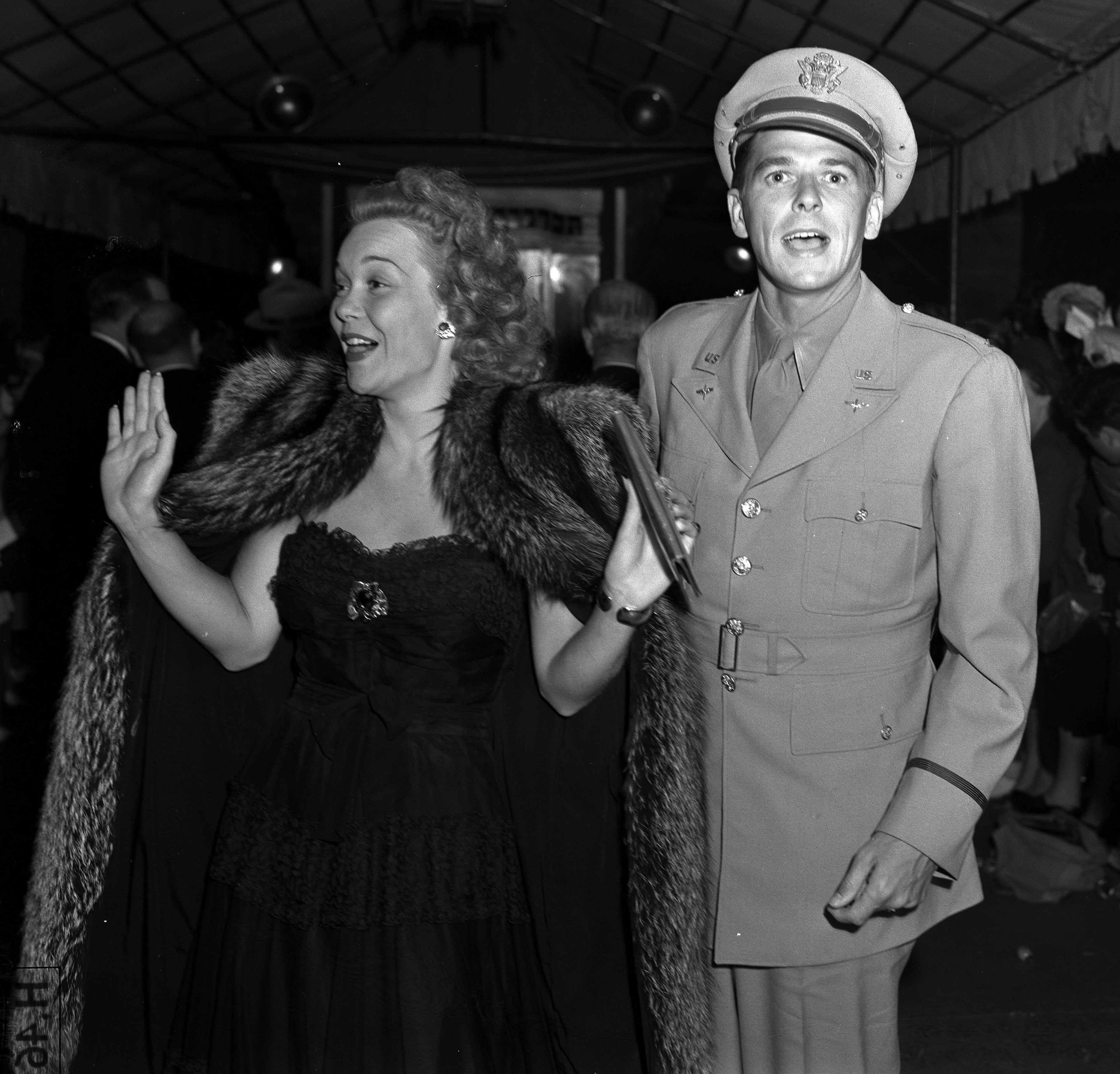
Reagan i la seva primera esposa Jane Wyman, 1942

El 1938, Reagan va coprotagonitzar la pel·lícula Brother Rat amb l'actriu Jane Wyman (1917-2007). Van anunciar el seu compromís al Chicago Theatre i es van casar el 26 de gener de 1940 a l'església Wee Kirk o 'the Heather de Glendale, Califòrnia. Junts van tenir dues filles biològiques, Maureen (1941-2001) i Christine (nascuda prematurament i morta el 26 de juny de 1947); i va adoptar un fill, Michael (n. 1945).Després que la parella tingués discussions sobre les ambicions polítiques de Reagan, Wyman va sol·licitar el divorci el 1948, citant una distracció a causa dels deures sindicals del Screen Actors Guild del seu marit; el divorci es va finalitzar el 1949. Wyman, que era un republicana registrat, també va declarar que la seva ruptura provenia d'una diferència en la política (Reagan encara era demòcrata en aquell moment). Quan Reagan es va convertir en president 32 anys després, es va convertir en la primera persona divorciada que va assumir el càrrec més alt de la nació. Reagan i Wyman van continuar sent amics fins a la seva mort; Wyman va votar a favor de Reagan en les seves dues eleccions i, en morir, va dir: "Estats Units ha perdut un gran president i un home gran, amable i amable".

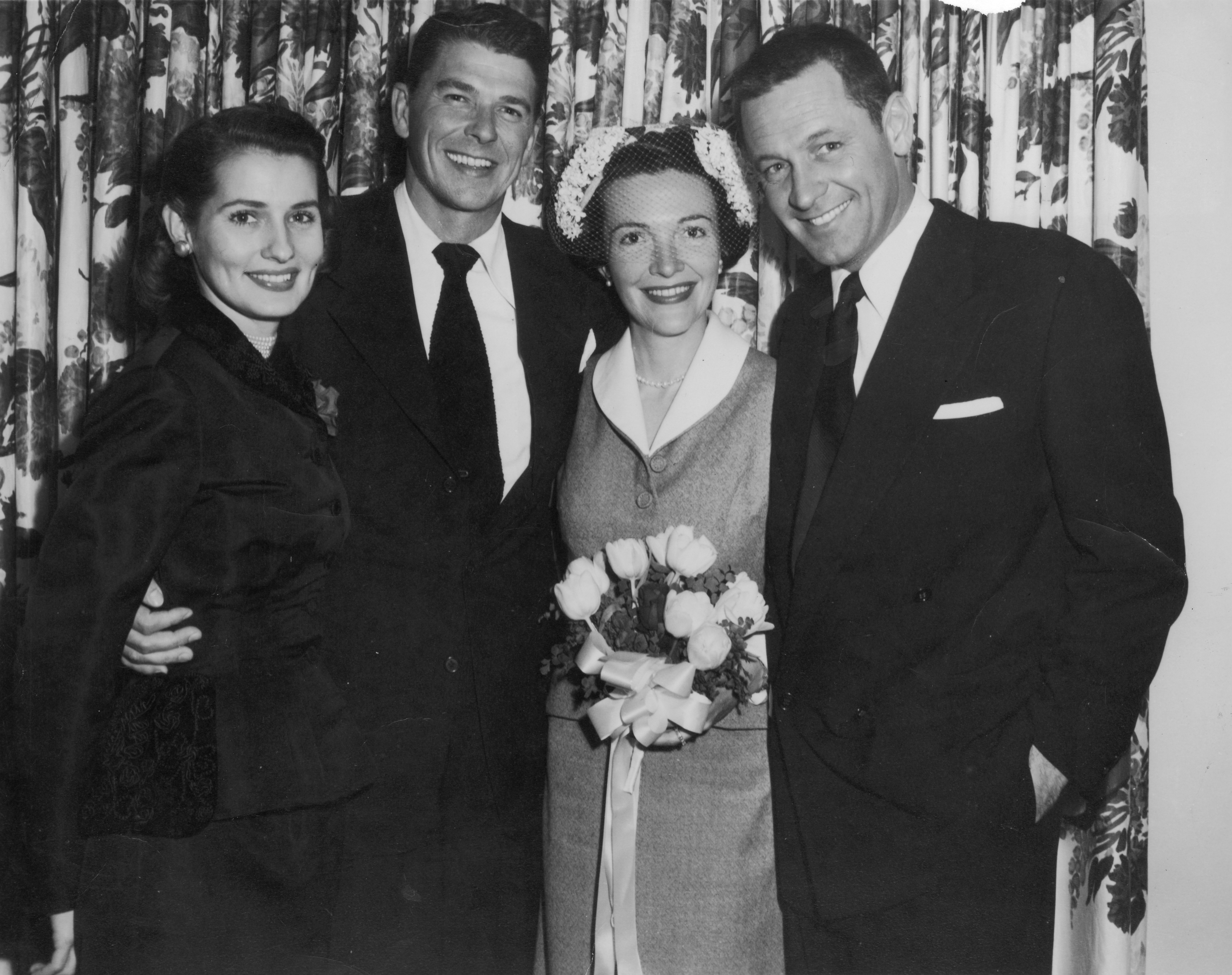
Casament de Ronald i Nancy Reagan, 1952. La dama d'honor Brenda Marshall (esquerra) i el padrí William Holden (dreta) van ser els únics convidats.

Reagan va conèixer l'actriu Nancy Davis (1921-2016) el 1949 després que es posés en contacte amb ell en qualitat de president del Screen Actors Guild. La va ajudar amb problemes relacionats amb el seu nom que apareixien a una llista negra comunista a Hollywood; s'havia confós amb una altra Nancy Davis. Va descriure la seva reunió dient: "No sé si va ser exactament l'amor a primera vista, però va ser força a prop". Es van comprometre al restaurant de Chasen a Los Angeles i es van casar el 4 de març de 1952 a la Little Brown Church in the Valley (North Hollywood, ara Studio City), la vall de San Fernando. L'actor William Holden va exercir com a padrí a la cerimònia. Van tenir dos fills: Patti (n. 1952) i Ronald "Ron" (n. 1958).
La relació de la parella era estreta, autèntica i íntima. Durant la seva presidència, sovint es mostraven afecte l'un per l'altre; un secretari de premsa va dir: "Mai es donaven per descomptat. Mai no deixaven de fer corteses." Sovint la deia "Mami", i ella el deia "Ronnie".Una vegada li va escriure: "Tot el que atresoro i gaudeixo ... tot seria sense sentit si no tingués a tu". El 1998, mentre estava afectat per l'Alzheimer, Nancy va dir a Vanity Fair, : "La nostra relació és molt especial. Estàvem molt enamorats i encara ho estem. Quan dic que la meva vida va començar amb Ronnie, bé, és cert. És cert. No puc imaginar la vida sense ell." Nancy Reagan va morir el 6 de març de 2016, als 94 anys.

## Carrera política inicial

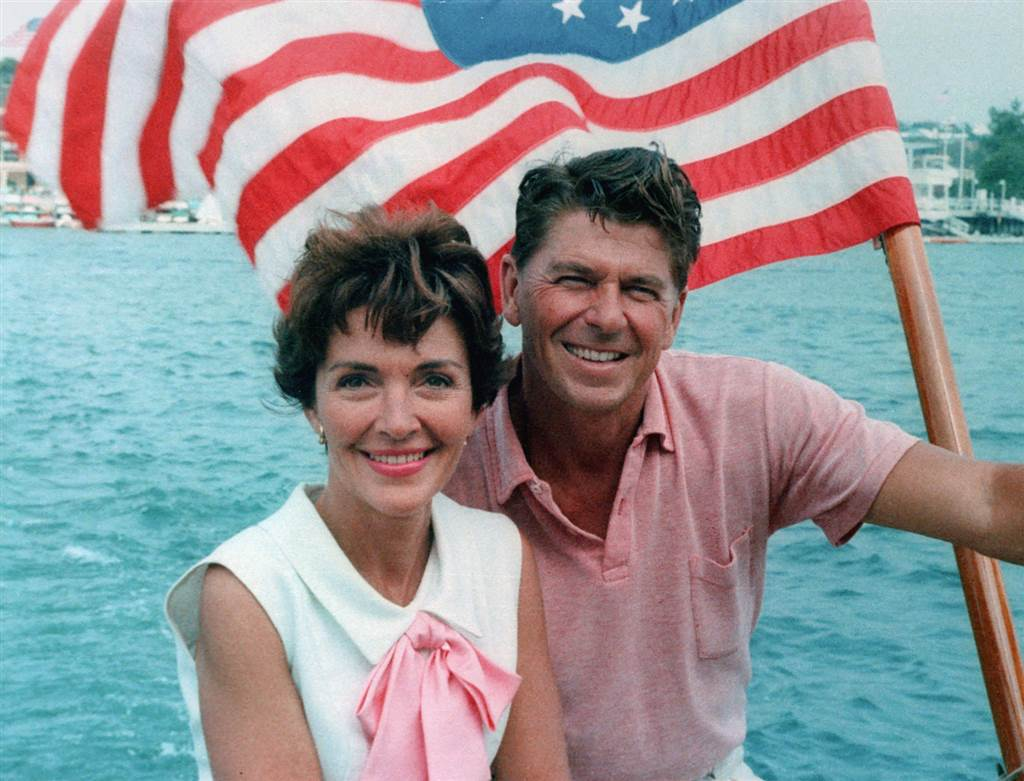
Nancy i Ronald Reagan a bord d'un vaixell a Califòrnia, el 1964

Reagan va començar com a demòcrata de Hollywood i Franklin D. Roosevelt era per a ell un "veritable heroi". Va moure's ca a la dreta a la dècada del 1950, es va fer republicà el 1962 i es va convertir en el principal portaveu conservador de la campanya Goldwater del 1964.
En la seva primera carrera política, es va unir a nombrosos comitès polítics amb orientació d'esquerres, com el Comitè dels Veterans d'Amèrica. Va lluitar contra la legislació sobre el dret al treball patrocinada pels republicans i va donar suport a Helen Gahagan Douglas el 1950, quan va ser derrotada pel Senat per Richard Nixon. Creia que els comunistes eren una poderosa influència entre bastidors en aquells grups que el va portar a reunir els seus amics contra ells.
En els mítings, Reagan parlava sovint amb una forta dimensió ideològica. El desembre de 1945 no va poder dirigir una concentració antinuclear a Hollywood per la pressió de l'estudi de la Warner Bros. Més endavant convertiria les armes nuclears en un punt clau de la seva presidència quan expressament expressés la seva oposició a la destrucció mútua assegurada. Reagan també es va basar en els esforços anteriors per limitar la difusió de les armes nuclears. A les eleccions presidencials de 1948, Reagan va recolzar fermament a Harry S. Truman i va aparèixer a l'escenari amb ell durant un discurs de campanya a Los Angeles. A principis dels anys 50, la seva relació amb l'actriu Nancy Davis va créixer, i es va desplaçar cap a la dreta quan va aprovar les candidatures presidencials de Dwight D. Eisenhower (1952 i 1956) i Richard Nixon (1960).
General Electric (GE) va contractar Reagan el 1954 per acollir el General Electric Theater, una sèrie de drames televisius setmanals. També va viatjar per tot el país per oferir discursos motivacionals a més de 200.000 empleats de GE. Els seus nombrosos discursos —que escrivia ell mateix— no eren partidistes, però portaven un missatge conservador i favorable als negocis; va estar influït per Lemuel Boulware, un alt executiu de GE. Boulware, conegut per la seva dura posició contra els sindicats i les seves innovadores estratègies per guanyar els treballadors, va defensar els principis bàsics del conservadorisme americà modern: lliure mercat, anticomunisme, impostos més baixos i govern limitat. Desitjava fer una temporada més llarga, però GE no li va permetre entrar en política, va deixar de fumar i es va registrar formalment com a republicà. Sovint deia: "No vaig deixar el Partit Demòcrata. El partit em va deixar."
Quan es va introduir la legislació que es convertiria en el Medicare el 1961, va crear un enregistrament per a l'American Medical Association (AMA) advertint que aquesta legislació significaria el final de la llibertat a Amèrica. Reagan va dir que si els seus oients no escrivien cartes per evitar-ho, "ens despertarem per trobar que tenim socialisme. I si no ho feu, i si no ho faig, un d'aquests dies, vosaltres i vosaltres passarem els nostres anys d'ancians explicant als nostres fills i als nostres nets com era una vegada als Estats Units quan els homes eren lliures". Altres iniciatives democràtiques a les quals es va oposar als anys seixanta van incloure el Programa de segells d'aliments, l'augment del salari mínim i l'establiment del Cos de Pau. També es va unir a la National Rifle Association (NRA) i es convertiria en membre de tota la vida.
Reagan va guanyar l'atenció nacional en els seus discursos per al candidat presidencial conservador Barry Goldwater el 1964. En declaracions de Goldwater, Reagan va destacar la seva creença en la importància d'un govern més petit. Va consolidar els temes que havia desenvolupat en les seves xerrades perquè GE pronunciés el seu famós discurs, "Un moment per triar":
| «                      | Els pares fundadors sabien que un govern no pot controlar l'economia sense controlar la gent. I sabien que quan un govern es proposa fer això, hauria d'utilitzar la força i la coacció per aconseguir el seu propòsit. Per tant, hem arribat a un moment per triar ... Vós i jo ens diuen que hem de triar entre una esquerra o una dreta, però suggereixo que no hi ha tal cosa com una esquerra o una dreta. Només hi ha una pujada o una baixada. Fins al vell somni de l'home —el màxim de llibertat individual consistent amb l'ordre— o fins a la formiga del totalitarisme.. | » |
| — 27 d'octubre de 1964 | |   |

Aquest discurs "Un moment per triar" no va ser suficient per capgirar la vacil·lant campanya de Goldwater, però va ser l'esdeveniment crucial que va establir la visibilitat política nacional de Reagan. David Broder, del Washington Post, el va anomenar "el debut polític nacional més reeixit des que William Jennings Bryan va electrificar la convenció democràtica de 1896 amb el seu discurs de la Creu d'Or".

## Governador de Califòrnia (1967-1975)
Els republicans de Califòrnia van quedar impressionats amb les opinions i el carisma polític de Reagan després del seu discurs "Un moment per triar", i a finals de 1965 va anunciar la seva campanya per a  governador a les eleccions de 1966. Va derrotar l'exalcalde de San Francisco George Christopher a les primàries republicanes. A la campanya de Reagan, va posar èmfasi en dos temes principals: " tornar a la feina als vagabunds del benestar" i, en referència a les protestes estudiantils contra la guerra i contra l'establiment a la Universitat de Califòrnia, Berkeley, "per netejar el desastre a Berkeley". El 1966, Reagan va aconseguir el que ambdós senadors nord-americans William Knowland el 1958 i l'exvicepresident Richard Nixon el 1962 no ho van fer: va ser elegit derrotant a Pat Brown, el governador demòcrata de dos mandats. Reagan va ser investit el 2 de gener de 1967. En el seu primer mandat, va congelar la contractació del govern i va aprovar pujades d'impostos per equilibrar el pressupost.

El 1966, Reagan va ser elegit governador de Califòrnia amb el 57,5% dels vots.
Reagan:
50–59%
60–69%
70–79%
Brown:
50–59%

Poc després d'assumir el càrrec, Reagan va provar les aigües presidencials del 1968 com a part d'un moviment "Stop Nixon", amb l'esperança de reduir el suport del sud de Nixon i convertir-se en un candidat de compromís si ni Nixon ni el segon candidat Nelson Rockefeller rebien prou delegats per guanyar en la primera votació a la convenció republicana. No obstant això, en el moment de la convenció, Nixon tenia 692 vots delegats, 25 més dels que necessitava per aconseguir la nominació, seguit de Rockefeller amb Reagan al tercer lloc.
Reagan va participar en diversos conflictes de gran renom amb els moviments de protesta de l'època, incloses les seves crítiques públiques als administradors de la universitat per tolerar les manifestacions estudiantils al campus de Berkeley. El 15 de maig de 1969, durant les protestes del Parc del Poble al campus de la universitat (l'objectiu original del qual era discutir el conflicte àrab-israelià), Reagan va enviar la patrulla de carretera de Califòrnia i altres oficials per sufocar les protestes. Això va provocar un incident que es va conèixer com a "Dijous Sagnant", que va resultar en la mort de l'estudiant James Rector i el cegament del fuster Alan Blanchard. A més, 111 agents de policia van resultar ferits en el conflicte, inclòs un que va ser ganivetat al pit. Reagan va cridar llavors 2.200 efectius de la Guàrdia Nacional estatal perquè ocupessin la ciutat de Berkeley durant dues setmanes per reprimir els manifestants. La Guàrdia va romandre a Berkeley durant 17 dies, acampant al Parc del Poble, i les manifestacions van disminuir a mesura que la universitat va eliminar les tanques tancades i va deixar en suspens tots els plans de desenvolupament del Parc del Poble. Un any després de l'incident, Reagan va respondre a les preguntes sobre els moviments de protesta del campus dient: "Si es fa un bany de sang, acabem-ho. No hi ha més tranquil·lització." Quan l'Exèrcit Simbiòtic d'Alliberament va segrestar Patty Hearst a Berkeley i va exigir la distribució d'aliments als pobres, Reagan va fer broma a un grup d'assistents polítics sobre un brot de botulisme que contaminava els aliments.
A principis de 1967, el debat nacional sobre l'avortament començava a agafar força. En les primeres etapes del debat, el senador demòcrata de l'estat de Califòrnia, Anthony Beilenson, va introduir la llei sobre l'avortament terapèutic en un esforç per reduir el nombre d '"avortaments a la sala" realitzats a Califòrnia. La legislatura estatal va enviar el projecte de llei al despatx de Reagan on, després de molts dies d'indecisió, el va signar a contracor el 14 de juny de 1967. Es produirien aproximadament dos milions d'avortaments, principalment a causa d'una disposició el projecte de llei que permet avortaments per al benestar de la mare. Reagan havia estat al càrrec només quatre mesos quan va signar el projecte de llei i més tard va declarar que si hagués tingut més experiència com a governador, no ho hauria signat. Després de reconèixer el que anomenava les "conseqüències" del projecte de llei, va anunciar que era anti-avortament. Va mantenir aquesta posició més tard en la seva carrera política, escrivint extensament sobre l'avortament.

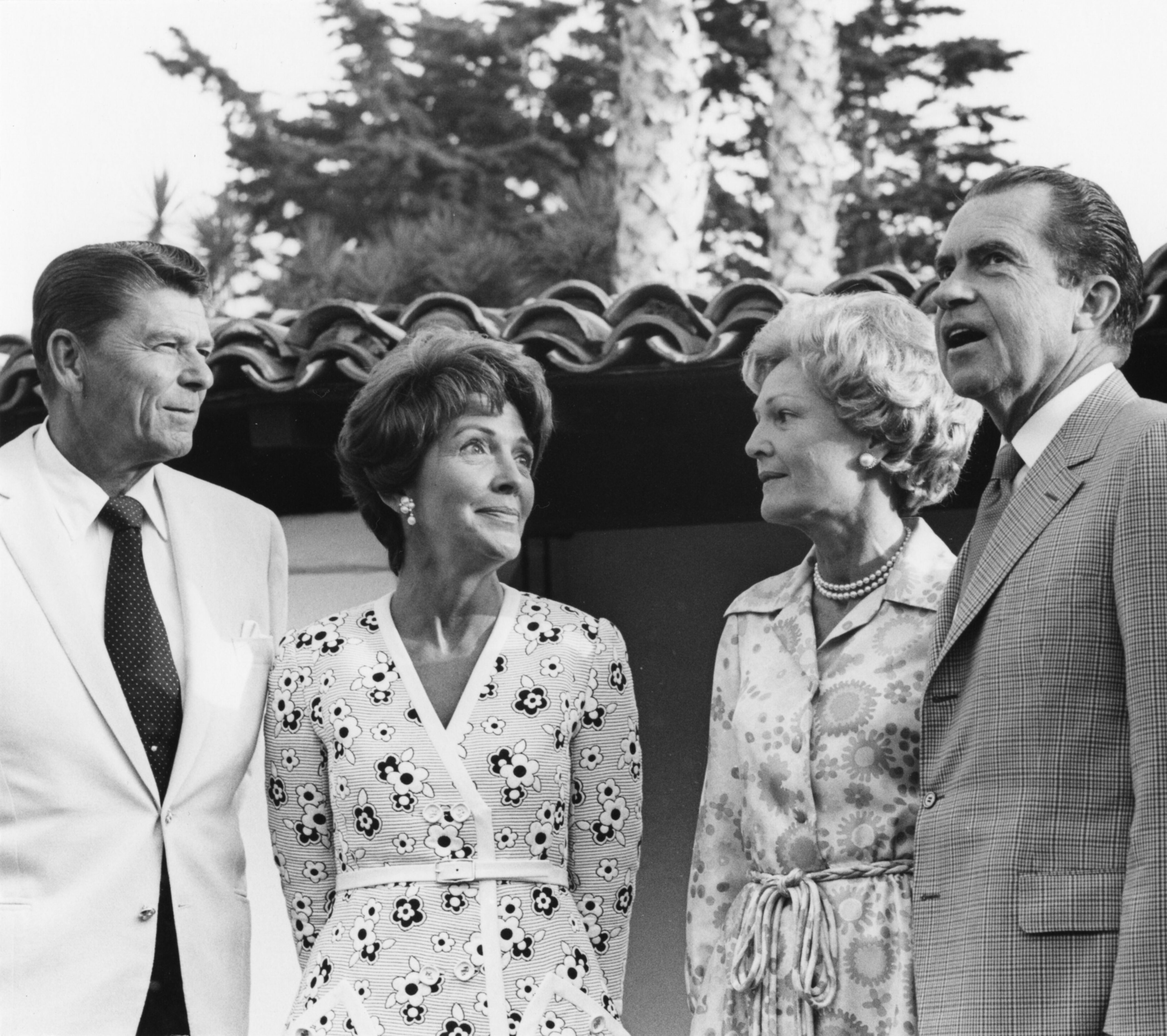
Els reagans es reuneixen amb el president Richard Nixon i la primera dama Pat Nixon, el juliol de 1970

El 1967, Reagan va signar la Llei Mulford, que derogava una llei que permetia el transport públic d'armes de foc carregades (convertint-se en el Codi Penal de Califòrnia 12031 i 171 (c)). El projecte de llei, que va rebre el nom de l'assamble republicà Don Mulford, va cridar l'atenció nacional després que els Black Panthers marxessin amb armes al Capitoli de l'Estat de Califòrnia per protestar-hi.
Malgrat un intent fallit de forçar una retirada electoral a Reagan el 1968, fou reelegit governador el 1970, derrotant a Jesse M. Unruh. Va optar per no buscar un tercer mandat en el següent cicle electoral. Una de les frustracions més grans de Reagan al càrrec va ser la controvèrsia de la pena capital, que va recolzar fermament. Els seus esforços per fer complir les lleis de l'estat en aquesta àrea es van frustrar quan el Tribunal Suprem de Califòrnia va emetre el seu veredicte a El poble contra Anderson, que invalidava totes les sentències de mort dictades a Califòrnia abans del 1972, tot i que la decisió fou anul·lada posteriorment per una esmena constitucional. L'única execució durant el govern de Reagan va ser el 12 d'abril de 1967, quan l'Estat va dur a terme la sentència d'Aaron Mitchell a la cambra de gas de San Quentin.
El 1969, Reagan va signar la Llei de dret de família, que era una amalgama de dos projectes de llei que la legislatura estatal de Califòrnia havia escrit i revisat durant més de dos anys. Es va convertir en la primera legislació sobre divorci sense cap culpa dels Estats Units. Anys més tard, va dir al seu fill Michael que signar aquesta llei era el seu "major pesar" a la vida pública.
Els termes de governador de Reagan van ajudar a donar forma a les polítiques que seguiria en la seva posterior carrera política com a president. Mitjançant una campanya en una plataforma per enviar "els vagabunds del benestar a la feina", es va manifestar en contra de la idea de l'estat del benestar. També va defensar fermament l'ideal republicà de menys regulació del govern de l'economia, inclosa la de tributació federal indeguda.

## Campanya presidencial de 1976

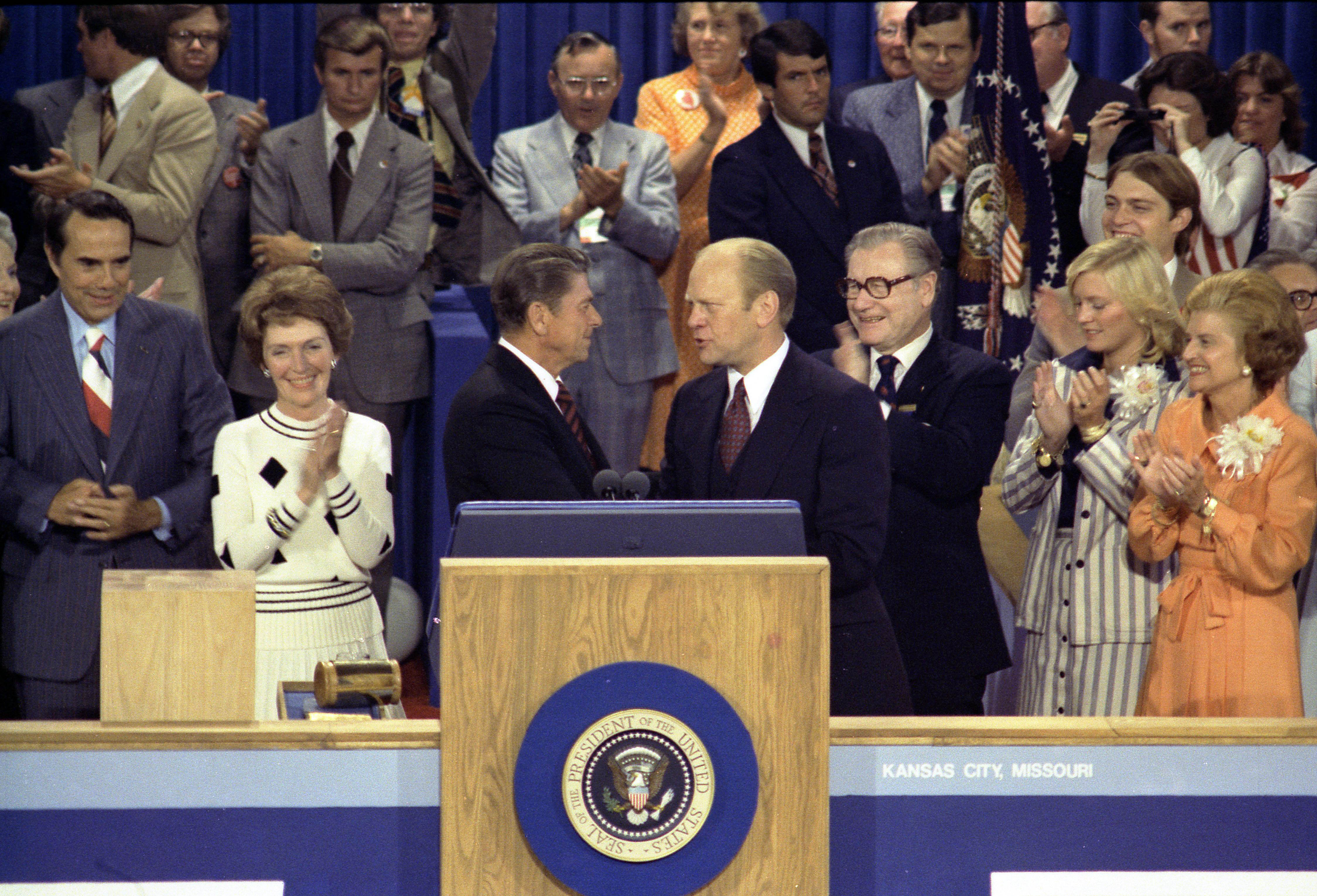
Reagan i el president Ford donen la mà al podi després que Reagan va perdre la nominació a la Convenció Nacional Republicana del 1976

La campanya de Reagan de 1976 es va basar en una estratègia elaborada pel director de campanya John Sears de guanyar unes primàries primerencs per danyar la inevitabilitat de la probable nominació de Ford. Reagan va guanyar Carolina del Nord, Texas i Califòrnia, però l'estratègia va fracassar, ja que va acabar perdent New Hampshire, Florida i el seu Illinois natal. La campanya de Texas va donar nova esperança a Reagan quan va escombrar els 96 delegats escollits a les primàries de l'1 de maig, amb quatre més a l'espera de la convenció estatal. Gran part del mèrit d'aquesta victòria va provenir del treball de tres copresidents, inclosos Ernest Angelo, l'alcalde de Midland i Ray Barnhart, de Houston., a qui Reagan com a president nomenaria el 1981 com a director de l'Administració Federal de Carreteres.
Tanmateix, a mesura que s'acostava la convenció del Partit Republicà, Ford va aparèixer prop de la victòria. Reconeixent l'ala moderada del seu partit, Reagan va escollir el senador moderat Richard Schweiker de Pennsilvània com a company de posició si fos nomenat. Tot i això, Ford va imposar-se amb 1.187 delegats als 1.070 de Reagan.
El discurs de concessió de Reagan va emfatitzar els perills de la guerra nuclear i l'amenaça de la Unió Soviètica. Tot i que va perdre la nominació, va rebre 307 vots d'escriptura a New Hampshire, 388 vots com a independent en la votació de Wyoming i un únic vot electoral d'un elector infidel a les eleccions de novembre de l'estat de Washington.

## 1978: Oposició a la Iniciativa Briggs
El 1978, el legislador estatal conservador John Briggs, va patrocinar una iniciativa de votació per a les eleccions estatals de Califòrnia el 7 de novembre de 1978 (la Iniciativa Briggs) que pretenia prohibir els gais i les lesbianes treballar a les escoles públiques de Califòrnia Oficialment, la Proposició 6 de Califòrnia va ser una iniciativa de votació sotmesa a referèndum sobre la votació estatal. Les primeres oposicions van estar dirigides per activistes LGBT i alguns polítics progressistes, però per sorpresa de molta gent, Reagan es va oposar públicament a la mesura. Va emetre una carta informal d'oposició a la iniciativa, va dir als periodistes que s'hi oposava i va escriure un editorial al Los Angeles Herald-Examiner que s'hi oposava.
El moment de l'oposició de Reagan va ser significatiu i va sorprendre a molts, perquè llavors es preparava per optar a la presidència, una cursa en la qual necessitaria el suport dels conservadors i dels moderats que no estiguessin a gust amb els professors homosexuals. En aquell mateix moment, cortejava activament líders de la dreta religiosa, inclòs Jerry Falwell, que passaria a formar la majoria moral per combatre aquestes qüestions de guerra cultural l'any següent. Com diu el biògraf de Reagan, Lou Cannon, Reagan era "ben conscient que hi havia qui volia que analitzés la qüestió" però, no obstant això, "va optar per declarar les seves conviccions". Cannon informa que Reagan va ser "repel·lit per les agressives croades públiques contra estils de vida homosexuals que es van convertir en un element bàsic de la política de la dreta a finals dels anys setanta". L'editorial de Reagan de l'1 de novembre deia, en part, ""El que sigui, l'homosexualitat no és una malaltia contagiosa com el xarampió. L'opinió científica predominant és que la sexualitat d'un individu es determina a una edat molt primerenca i que els professors d'un nen no hi influeixen realment".

## Campanya presidencial de 1980

Resultats del vot electoral de 1980

Les eleccions presidencials del 1980 van protagonitzar Reagan contra el president en funcions Jimmy Carter i es van dur a terme enmig d'una gran quantitat de preocupacions nacionals, així com de la crisi dels ostatges de l'Iran. La campanya de Reagan va destacar alguns dels seus principis fonamentals: reduir els impostos per estimular l'economia, menys interferència del govern en la vida de les persones, els drets dels estats, i una forta defensa nacional.

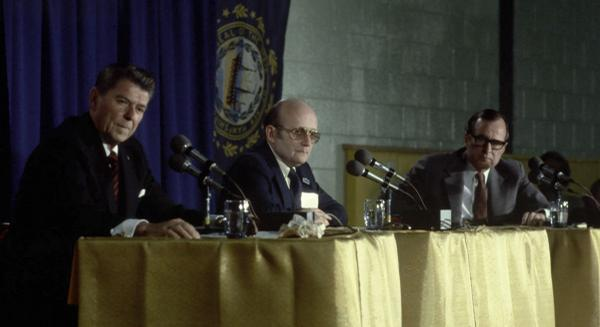
Ronald Reagan, el moderador Jon Breen i Bush participen al debat presidencial de Nashua, Nova Hampshire, el 1980

Reagan va llançar la seva campanya amb una acusació contra un govern federal que, segons ell, creia que havia "superat, sobreestimulat i regulat excessivament". Després de rebre la nominació republicana, Reagan va seleccionar un dels seus oponents de les primàries, George H. W. Bush, per ser el seu company de carrera. La seva aparença relaxada i segura durant el debat televisat Reagan-Carter del 28 d'octubre va augmentar la seva popularitat i va ajudar a ampliar el seu lideratge a les urnes.
El 4 de novembre, Reagan va obtenir una victòria decisiva sobre Carter, guanyant en 44 estats i rebent 489 vots electorals davant dels 49 vots electorals assolits per Carter en només sis estats i DC També va guanyar el vot popular, rebent el 50,7 per cent a Carter 41,0 per cent, amb l'independent John B. Anderson assolint el 6,6 per cent. Els republicans també van obtenir la majoria d'escons al Senat per primera vegada des de 1952, tot i que els demòcrates van mantenir la majoria a la Cambra de Representants.

## Presidència (1981–1989)
Durant la seva presidència, Reagan va seguir polítiques que reflectien la seva creença personal en la llibertat individual, van portar canvis econòmics, van expandir l'exèrcit i van contribuir al final de la Guerra Freda. Anomenada la "Revolució Reagan", la seva presidència augmentaria la moral nord-americana, revigoritzaria l'economia nord-americana i reduiria la dependència del govern. Com a president, Reagan mantenia un diari on comentava les ocurrències diàries de la seva presidència i les seves opinions sobre els temes del dia. Els diaris es van publicar el maig del 2007 sota el títol de The Reagan Diaries.

### Primer mandat

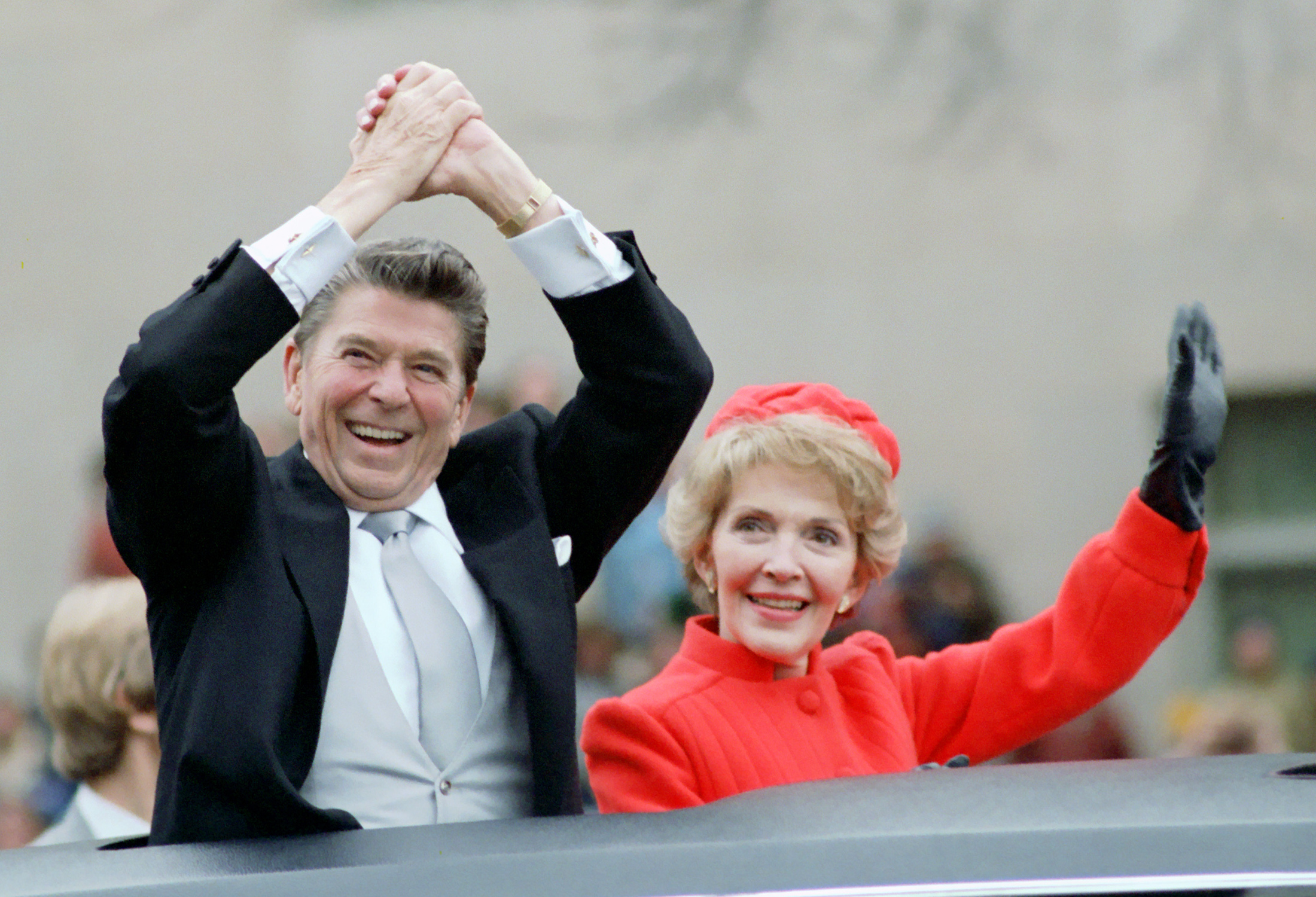
El President i la senyora Reagan a la desfilada d'inauguració del 1981

Reagan tenia 69 anys i 349 dies d'edat, quan va ser investit per al seu primer mandat el 20 de gener de 1981, cosa que el converteix en el president de primer mandat més antic de l'època. Va mantenir aquesta distinció fins al 2017, quan Donald Trump va ser inaugurat a l'edat de 70 anys i 220 dies, tot i que Reagan era més gran en ser inaugurat per al seu segon mandat. En el seu discurs inaugural, va abordar el malestar econòmic del país, argumentant: "En aquesta crisi actual, el govern no és la solució als nostres problemes; el govern és el problema."

#### Oració a les escoles i un moment de silenci

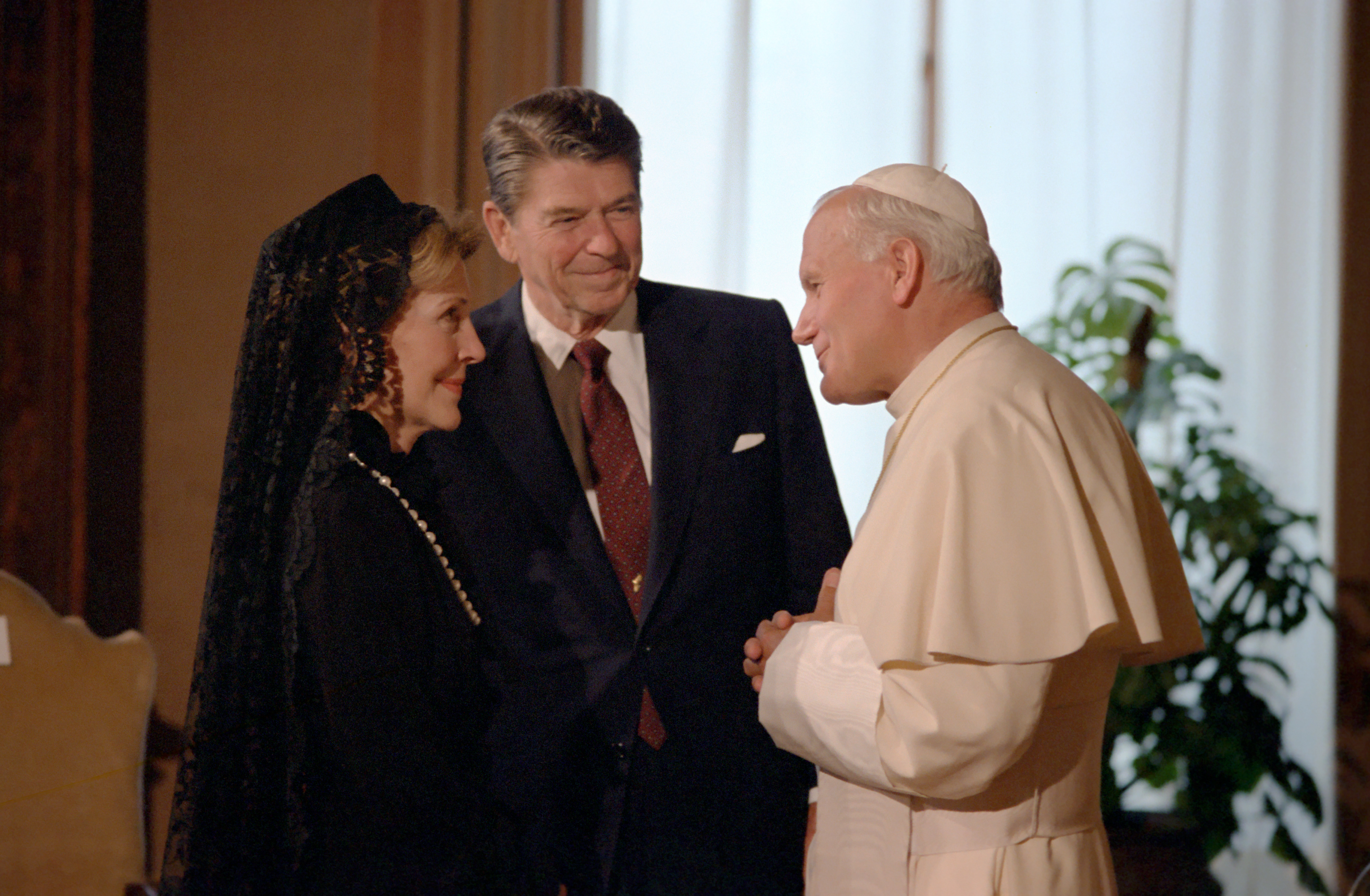
El President Ronald Reagan i la seva esposa Nancy amb el Papa Joan Pau II (1982)

Reagan va fer una forta campanya per restablir l'oració organitzada a les escoles, primer com a moment de pregària i més tard com a moment de silenci. El 1981, Reagan es va convertir en el primer president a proposar una esmena constitucional sobre l'oració escolar. Les eleccions de Reagan van reflectir una oposició al cas del Tribunal Suprem de 1962, Engel contra Vitale, que havia prohibit als funcionaris estatals la composició d'una pregària oficial de l'estat i que exigia que es recités a les escoles públiques. La modificació proposada per Reagan del 1981 deia: "Res en aquesta Constitució no s'entén que prohibeixi la pregària individual o grupal a escoles públiques o altres institucions públiques. Els Estats Units o qualsevol estat no hauran de requerir cap persona que participi en la pregària". El 1984, Reagan va tornar a plantejar la qüestió i va preguntar al Congrés: "per què la llibertat de reconèixer Déu no pot gaudir de nou els nens de totes les aules escolars de tota aquesta terra?" El 1985, Reagan va expressar la seva decepció pel fet que la sentència del Tribunal Suprem encara prohibís un moment de silenci per a les escoles públiques i va dir que els esforços per restablir l'oració a les escoles públiques eren "una batalla ascendent". El 1987, Reagan va renovar la seva crida al Congrés per donar suport a l'oració voluntària a les escoles i posar fi a "l'expulsió de Déu de les aules dels Estats Units".

#### Intent d'assassinat
El 30 de març de 1981, Reagan, el seu secretari de premsa James Brady, l'oficial de policia de Washington Thomas Delahanty i l'agent del servei secret Tim McCarthy van ser atacats per trets de John Hinckley Jr., fora de l'hotel Washington Hilton. Tot i que va estar "a punt de morir" en l'arribar a l'Hospital Universitari George Washington, Reagan va ser estabilitzat a la sala d'emergències i es va sotmetre a una cirurgia exploratòria d'emergència. Es va recuperar i va ser donat d'alta de l'hospital l'11 d'abril, convertint-se en el primer president nord-americà en funcions a sobreviure sent tirotejat en un intent d'assassinat. L'intent va influir significativament en la popularitat de Reagan; les enquestes van indicar que la seva qualificació d'aprovació se situava al voltant del 73 per cent. Reagan creia que Déu havia estalviat la seva vida perquè pogués complir un propòsit superior.

#### Sandra Day O'Connor

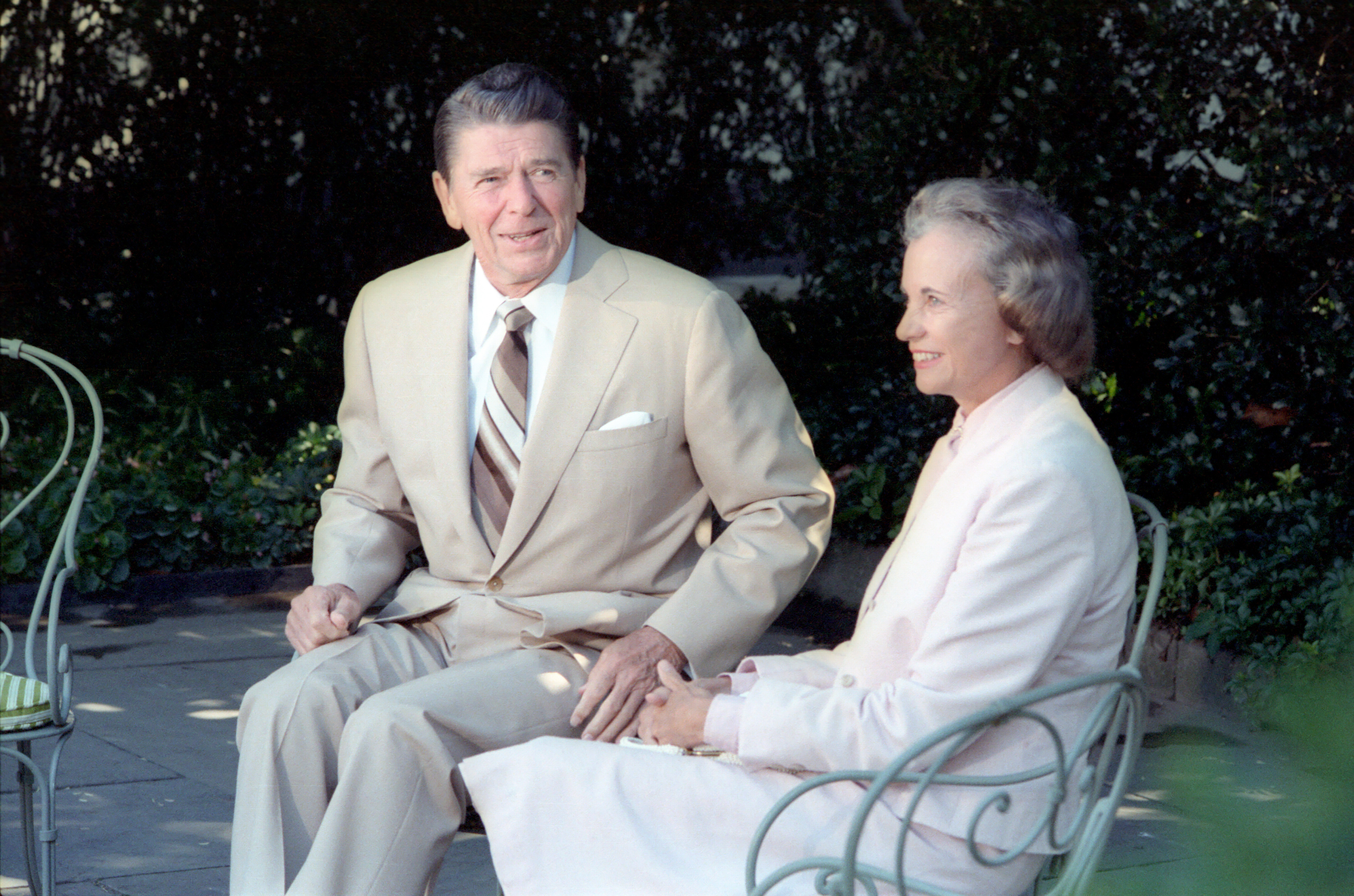
La candidata al Tribunal Suprem, Sandra Day O'Connor, parla amb Reagan fora de la Casa Blanca, el 15 de juliol de 1981.

El 7 de juliol de 1981, Reagan va anunciar que planejava nomenar Sandra Day O'Connor com a jutge associat del Tribunal Suprem dels Estats Units, en substitució del jutge retirat Potter Stewart. Durant la seva campanya presidencial del 1980, havia promès que nomenaria la primera dona a la Cort Suprema El 21 de setembre, O'Connor va ser confirmat pel Senat dels Estats Units amb un vot de 99-0.

#### Vaga dels controladors de trànsit aeri
L'agost de 1981, PATCO, el sindicat de controladors de trànsit aeri federals, va fer vaga, violant una llei federal que prohibia la vaga dels sindicats governamentals. Reagan va declarar que la situació era una emergència tal com es descriu a la Llei Taft-Hartley de 1947, Reagan va afirmar que si els controladors de trànsit aeri "no presenten informes per treballar en 48 hores, hauran perdut els seus llocs de treball i seran cessats" No van tornar, i el 5 d'agost, Reagan va acomiadar 11.345 controladors de trànsit aeri en vaga que havien ignorat la seva ordre i van utilitzar supervisors i controladors militars per gestionar el trànsit aeri comercial de la nació fins que es poguessin contractar i entrenar nous controladors. Un treball de referència de referència sobre l'administració pública va concloure: "L'acomiadament dels empleats de PATCO no només va demostrar una clara decisió del president de prendre el control de la burocràcia, sinó que també va enviar un clar missatge al sector privat que ja no calia témer els sindicats."

#### "Reaganòmica" i l'economia

Reagan descriu el seu pla per a la legislació de reducció d'impostos en un discurs televisat del Despatx Oval, el juliol de 1981

Durant l'últim any complet de Jimmy Carter (1980), la inflació va tenir una mitjana del 12,5%, en comparació amb el 4,4% durant l'últim any complet de Reagan (1988). Durant l'administració de Reagan, la taxa d'atur va disminuir del 7,5% al 5,4%, amb una taxa que va assolir màxims del 10,8% el 1982 i del 10,4% el 1983, amb una mitjana del 7,5% durant els vuit anys, i el creixement del PIB real va ser del 3,4% un màxim del 8,6% el 1983, mentre que el creixement nominal del PIB va ser de mitjana del 7,4% i va arribar al màxim al 12,2% el 1982.
Reagan va implementar polítiques neoliberals basades en l'economia del costat de l'oferta, defensant una filosofia del laissez-faire i una política fiscal de lliure mercat, buscant estimular l'economia amb grans reduccions d'impostos generals. També va donar suport al retorn dels Estats Units a algun tipus de patró or i va instar amb èxit al Congrés a establir la Comissió d'Or dels Estats Units per estudiar com es podria implementar. Citant les teories econòmiques d'Arthur Laffer, Reagan va promoure la reducció d'impostos proposada com a potencialment estimulant prou l'economia com per ampliar la base imposable, compensant la pèrdua d'ingressos a causa de les taxes impositius reduïdes, una teoria que va entrar en la discussió política com la corba de Laffer. La reaganòmica va ser objecte de debat amb els partidaris que van apuntar a millores en determinats indicadors econòmics clau com a prova d'èxit, i les crítiques que van assenyalar grans augments del dèficit pressupostari federal i del deute nacional. La seva política de "pau a través de la força" va resultar en una acumulació rècord de defensa en temps de pau que incloïa un augment real del 40% de la despesa en defensa entre 1981 i 1985.
Durant la presidència de Reagan, les taxes federals de l'impost sobre la renda es van reduir significativament amb la signatura de la Llei de l'Impost sobre la Recuperació Econòmica de 1981, que va reduir la franja fiscal superior del 70% al 50% durant tres anys (com a part d'un pla "5-10-10), i el parèntesi més baix del 14% a l'11%. Altres augments d'impostos aprovats pel Congrés i signats per Reagan van assegurar, no obstant això, que els ingressos fiscals en els seus dos mandats eren del 18,2% del PIB en comparació del 18,1% dels 40 anys del 1970 al 2010. La llei fiscal de 1981 també exigia que les exempcions i trams s'indexessin per a la inflació a partir del 1985.
Per contra, el Congrés va aprovar i Reagan va signar lleis augments fiscals d'alguna naturalesa cada any des del 1981 fins al 1987 per continuar finançant programes governamentals com la Llei d'equitat fiscal i responsabilitat fiscal de 1982 (TEFRA), la  Seguretat Social i la Llei de reducció de dèficit de 1984 (DEFRA). TEFRA va ser el "major augment d'impostos en temps de pau de la història nord-americana".". El creixement del producte interior brut (PIB) es va recuperar fortament després de la recessió de principis dels vuitanta del 1982, i va créixer durant els seus vuit anys de mandat a un ritme anual del 7,9% anual, amb un màxima del 12,2% de creixement el 1981. L'atur va arribar al màxim al 10,8% mensual al desembre del 1982, superior a qualsevol moment des de la Gran Depressió, i va caure durant la resta de la presidència de Reagan. Es van crear setze milions de nous llocs de treball, mentre que la inflació va disminuir significativament. La Llei de reforma fiscal de 1986, un altre esforç bipartidista defensat per Reagan, va simplificar el codi tributari reduint el nombre de trams fiscals a quatre i reduint diverses bonificacions fiscals. La taxa màxima es va reduir fins al 28 per cent, però els impostos sobre les plusvàlues es van incrementar del 20% al 28% en aquells amb els ingressos més alts. L'increment del tram fiscal més baix de l'11% al 15% va ser més que compensat per l'ampliació de l'exempció personal, la deducció estàndard i crèdit per impost sobre la renda obtingut. El resultat net va ser l'eliminació de sis milions d'americans pobres del registre d'impostos sobre la renda i una reducció de l'impost sobre la renda a tots els nivell s.
L'efecte net de totes les factures fiscals de l'era Reagan va ser una disminució de l'1% en els ingressos governamentals en comparació amb les estimacions d'ingressos del Departament del Tresor dels primers pressupostos de gener de l'administració després de la promulgació. No obstant això, els ingressos d'impostos sobre la renda federals van augmentar del 1980 al 1989, passant de 308.700 milions de dòlars a 549.000 milions de dòlars o una taxa mitjana anual del 8,2% (2,5% atribuïda a ingressos més elevats de la Seguretat Social), i les despeses federals van créixer taxa anual del 7,1%

Reagan es dirigeix al Congrés sobre el Programa per a la Recuperació Econòmica, el 28 d'abril de 1981 (poques setmanes després de sobreviure a l'intent d'assassinat)

Les polítiques de Reagan proposaven que el creixement econòmic es produiria quan els tipus impositius marginals fossin prou baixos per impulsar la inversió, cosa que donaria lloc a majors ocupacions i salaris. Els crítics van etiquetar aquesta "economia del degoteig": la creença que les polítiques fiscals que beneficien els rics crearan un efecte "degoteig" que arribarà als pobres.Van sorgir preguntes sobre si les polítiques de Reagan beneficien més als rics que els que viuen en la pobresa, i molts ciutadans pobres i minoritaris van veure Reagan com a indiferent a les seves lluites. Aquestes opinions es van agreujar amb el fet que el règim econòmic de Reagan incloïa congelar el salari mínim a 3,35 dòlars per hora, reduint l'assistència federal als governs locals en un 60%, reduint a la meitat el pressupost per a l'habitatge públic i les subvencions al lloguer de la secció 8 i eliminant el programa de subvencions del bloc de desenvolupament comunitari antipobresa. Juntament amb la retallada del 1981 de Reagan en la taxa tributària superior sobre els ingressos no guanyats, va reduir la taxa màxima de plusvàlua al 20%. Reagan va establir més tard els tipus impositius sobre les plusvàlues al mateix nivell que els tipus dels ingressos ordinaris, com els salaris i els salaris, ambdós superant el 28%. Reagan és vist com un heroi anti-impostos tot i augmentar els impostos onze vegades al llarg de la seva presidència, tot en nom de la responsabilitat fiscal. Segons Paul Krugman, "Per sobre de tot, l'increment d'impostos de 1982 va desfer-se d'aproximadament un terç de la retallada de 1981; com a proporció del PIB, l'increment va ser substancialment més gran que l'augment d'impostos de Clinton de 1993". Segons l'historiador i assessor de polítiques internes Bruce Bartlett, els augments d'impostos de Reagan al llarg de la seva presidència van recuperar la meitat de la reducció d'impostos del 1981.
Reagan es va oposar a la intervenció del govern i va reduir els pressupostos de programes no militars incloent Medicaid, cupons alimentaris, programes d'educació federal i l'EPA. Va protegir programes de drets com la  Seguretat Social i Medicare, però la seva administració va intentar purgar moltes persones amb discapacitat dels registres de discapacitat de la Seguretat Social.
La postura de l'administració cap a la indústria de l'estalvi i el préstec va contribuir a la crisi de l'estalvi i el préstec. Una minoria dels crítics de Reaganomics també va suggerir que les polítiques van influir parcialment en la caiguda del mercat de valors del 1987, però no hi ha consens sobre una única font per a la caiguda. Per cobrir els dèficits del pressupost federal recentment generats, els Estats Units van demanar prestats en gran manera tant a nivell nacional com a l'estranger, elevant el deute nacional de 997.000 milions de dòlars a 2.85 bilions de dòlars. Reagan va descriure el nou deute com la "major decepció" de la seva presidència.
Va tornar a nomenar Paul Volcker com a president de la Reserva Federal i el 1987 va nomenar el monetarista Alan Greenspan per succeir-lo. Reagan va acabar amb el control de preus del petroli nacional que havien contribuït a les crisis energètiques de 1973–1974 i l'estiu de 1979. El preu del petroli va baixar posteriorment i no hi va haver escassetat de combustible com les dels anys setanta. Reagan també va complir la promesa de la campanya del 1980 de derogar l'impost sobre beneficis inesperats el 1988, que anteriorment havia augmentat la dependència del petroli estranger. Alguns economistes, com els premis Nobel Milton Friedman i Robert Mundell argumenten que les polítiques fiscals de Reagan van dinamitzar l'economia nord-americana i van contribuir al boom econòmic dels anys noranta. Altres economistes, com el premi Nobel Robert Solow, argumenten que els dèficits de Reagan van ser un dels motius principals pel qual el seu successor, George HW Bush, va renegar de la promesa de la seva campanya i va recórrer a augmentar els impostos.
Durant la presidència de Reagan, es va iniciar un programa dins de la Comunitat d'Intel·ligència dels Estats Units per garantir la fortalesa econòmica nord-americana. El programa, Projecte Sòcrates, va desenvolupar i va demostrar els mitjans necessaris perquè els Estats Units generessin i lideressin el següent salt evolutiu en l'adquisició i la utilització de tecnologia per obtenir un avantatge competitiu: la innovació automatitzada. Per assegurar que els Estats Units van obtenir el màxim benefici de la innovació automatitzada, Reagan, durant el seu segon mandat, va elaborar una ordre executiva per crear una nova agència federal per implementar els resultats del Projecte Sòcrates a nivell nacional. No obstant això, el mandat de Reagan va acabar abans que l'ordre executiu es pogués coordinar i signar, i l'administració Bush entrant, que va qualificar el Projecte Sòcrates de "política industrial", la va donar per finalitzada.

#### Drets civils
Sovint es va criticar l'administració de Reagan per aplicar de manera inadequada la legislació de drets civils, si no perjudicar-la activament. El 1982, va signar un projecte de llei que prorrogava la Llei dels drets de vot durant 25 anys després que una campanya legislativa i de lobbying de base l'obligés a abandonar el seu pla per alleujar les restriccions d'aquesta llei. També va signar una legislació que establia unes dia festiu federal dedicat a Martin Luther King, tot i que ho va fer amb reserves. El març de 1988 va vetar la Llei de restauració de drets civils de 1987, però el Congrés va anul·lar el seu veto. Reagan havia argumentat que s'infringia la legislació dels drets dels estats i els drets de les esglésies i dels empresaris.

#### Escalada de la Guerra Freda

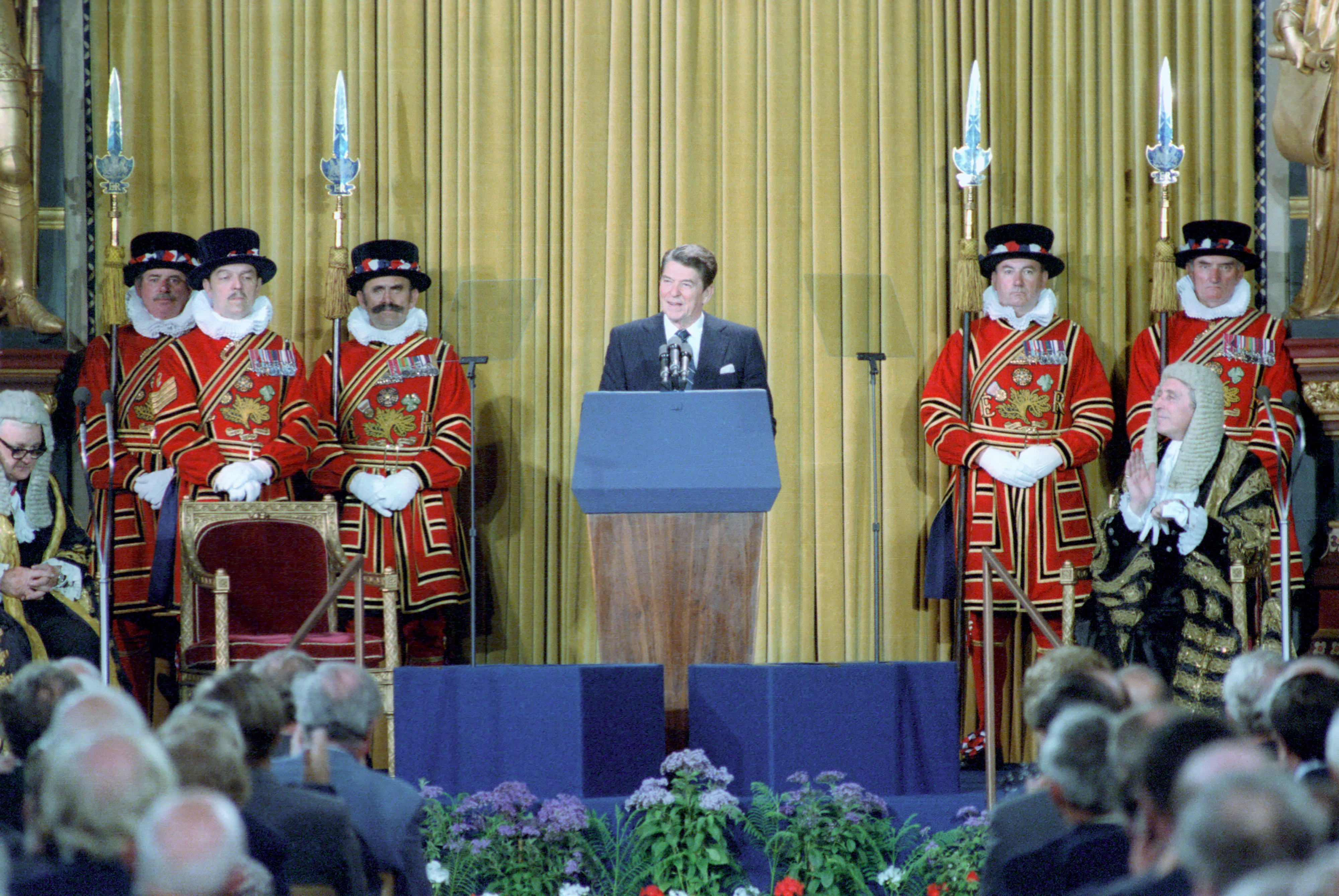
Com a primer president dels Estats Units convidat a parlar davant el Parlament britànic (8 de juny de 1982), Reagan va predir que el marxisme-leninisme acabaria a la "paperera de la història".

Reagan va escalar la Guerra Freda, accelerant la reversió de la política de distensió que va començar durant l'administració Carter, després de la Revolució Saur afganesa i la posterior invasió soviètica. Va ordenar una massiva acumulació de les Forces Armades dels Estats Units i va implementar noves polítiques dirigides cap a la Unió Soviètica; va reviure el programa B-1 Lancer que havia estat cancel·lat per l'administració Carter i va produir el míssil MX. En resposta al desplegament soviètic del SS-20, Reagan va supervisar el desplegament per part de l'OTAN del míssil Pershing a Alemanya Occidental. El 1982 Reagan va intentar tallar l'accés de Moscou a la moneda dura impedint la seva línia de gas proposada a Europa occidental. Va fer mal a l'economia soviètica, però també va causar mala voluntat entre els aliats nord-americans d'Europa que comptaven amb aquests ingressos. Reagan es va retirar sobre aquest tema.
El 1984, el periodista Nicholas Lemann va entrevistar el secretari de Defensa Caspar Weinberger i va resumir l'estratègia de l'administració Reagan per retrocedir la Unió Soviètica:
| « | La seva societat és econòmicament feble i no té riquesa, educació i tecnologia per entrar a l'era de la informació. Ho han llançat tot a la producció militar, i la seva societat comença a mostrar un estrès terrible com a resultat. No poden sostenir la producció militar com podem fer-ho. Finalment, els trencarà i només hi haurà una superpotència en un món segur, si només, si podem continuar gastant.. | » |

Lemann va assenyalar que quan va escriure això el 1984, va pensar que els Reaganites vivien en un món fantàstic. Però el 2016, Lemann va afirmar que el passatge representa "una descripció força controvertida del que realment va fer Reagan".
Reagan i la primera ministra del Regne Unit, Margaret Thatcher, van denunciar la Unió Soviètica en termes ideològics. En un famós discurs el 8 de juny de 1982 al Parlament del Regne Unit a la Royal Gallery del Palau de Westminster, Reagan va dir: "la marxa de la llibertat i la democràcia deixarà el marxisme-leninisme a la paperera de la història". El 3 de març de 1983, va predir que el comunisme col·lapsaria, afirmant: "El comunisme és un altre capítol trist i estrany de la història de la humanitat les darreres pàgines de les quals encara s'estan escrivint". En un discurs a l'Associació Nacional d'Evangèlics el 8 de març de 1983, Reagan va anomenar la Unió Soviètica "un imperi maligne".

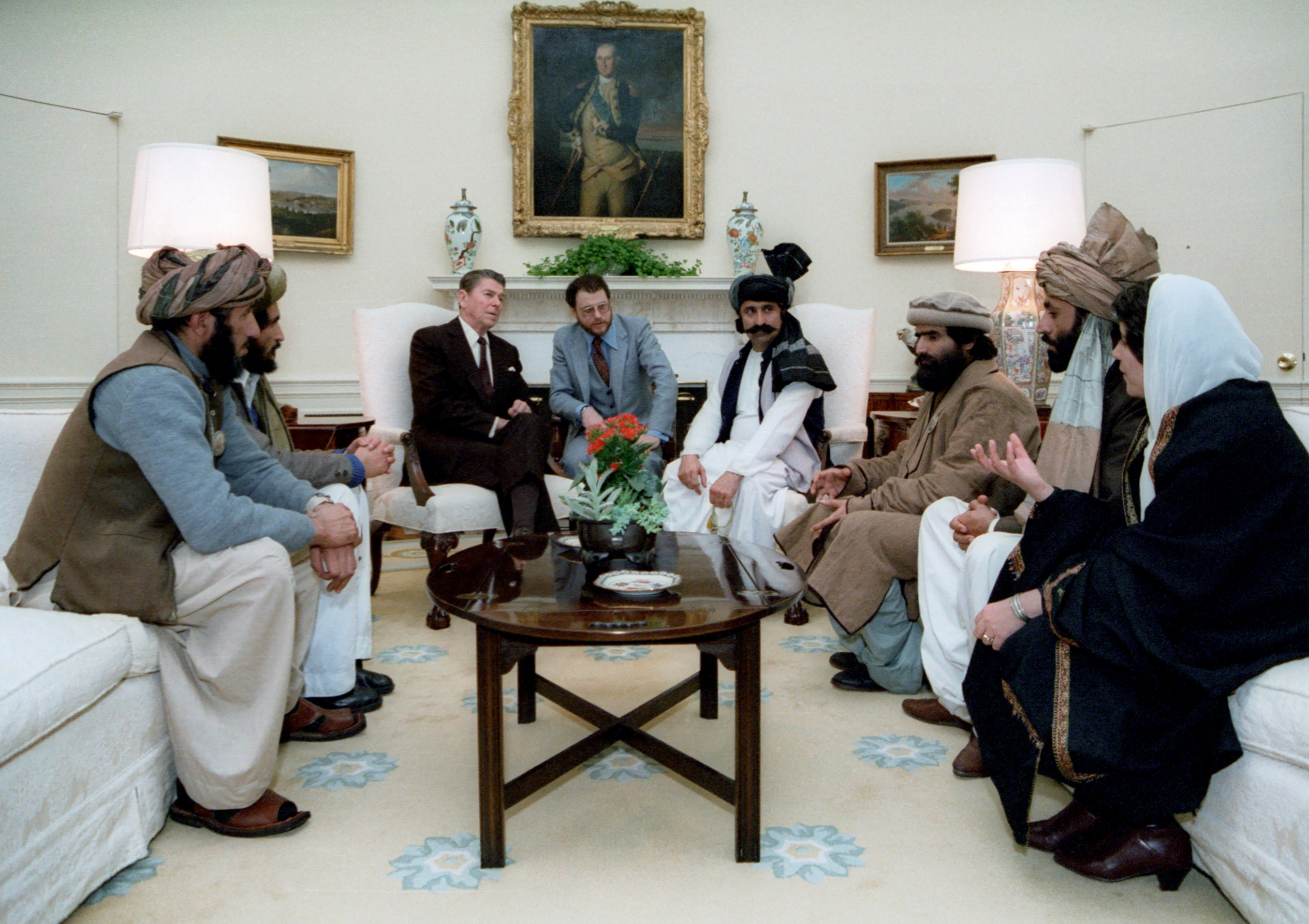
Reunió amb líders dels mujahidins afganesos al Despatx Oval, 1983

Després que els combatents soviètics derrocessin el vol 007 de Korean Air Lines a prop de l'illa de Moneron l'1 de setembre de 1983, amb 269 persones, inclòs el congressista de Geòrgia, Larry McDonald, Reagan va titllar l'acte de "massacre" i va declarar que els soviètics s'havien tornat "contra el món i la moral "preceptes que guien les relacions humanes entre la gent de tot arreu". L'administració de Reagan va respondre a l'incident suspenent tot el servei aeri soviètic de passatgers als Estats Units i va abandonar diversos acords en negociació amb els soviètics, ferint-los econòmicament. Com a conseqüència del tiroteig i de la causa de la desviació de KAL 007 que es creia que eren insuficiències relacionades amb el seu sistema de navegació, Reagan va anunciar el 16 de setembre de 1983 que el sistema de posicionament global es posaria a disposició de l'ús civil de forma gratuïta, un cop completat per evitar errors de navegació similars en el futur.
Sota una política coneguda com a Doctrina Reagan, Reagan i la seva administració també van proporcionar ajuda oberta i encoberta als moviments de resistència anticomunista en un esforç per "revertir" els governs comunistes recolzats pels soviètics a l'Àfrica, Àsia i Amèrica Llatina. No obstant això, en una ruptura amb la política de l'administració Carter d'armar Taiwan sota la Llei de Relacions amb Taiwan, Reagan també va acordar amb el govern comunista de la Xina reduir la venda d'armes a Taiwan.

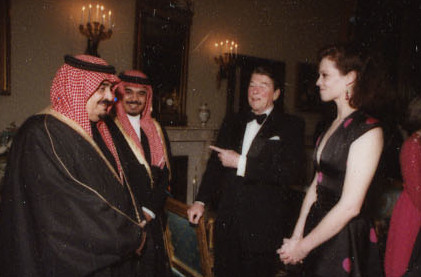
Reagan amb l'actriu Sigourney Weaver i el rei Fahd d'Aràbia Saudita el 1985. Els Estats Units i l'Aràbia Saudita van subministrar diners i armes als combatents antisoviètics a l'Afganistan.

Reagan va desplegar la divisió d'activitats especials de la CIA a l'Afganistan i el Pakistan. Van ser fonamentals per entrenar, equipar i dirigir les forces mujahidins contra l'exèrcit soviètic. El programa Covert Action del president Reagan ha rebut crèdits per ajudar a posar fi a l'ocupació soviètica de l'Afganistan, encara que alguns dels armaments finançats pels Estats Units introduïts aleshores representarien una amenaça per a les tropes nord-americanes a la guerra del 2001 a l'Afganistan. La CIA també va començar a compartir informació amb el govern iraniàque estava cortejant secretament. En un cas, el 1982, aquesta pràctica va permetre al govern identificar i purgar els comunistes dels seus ministeris i eliminar pràcticament la infraestructura prosoviètica a l'Iran.
Al març de 1983, Reagan va presentar la Iniciativa Estratègica de Defensa (SDI), un projecte de defensa que hauria utilitzat sistemes terrestres i espacials per protegir els Estats Units de l'atac de míssils balístics nuclears estratègics. Reagan creia que aquest escut de defensa podria fer impossible la guerra nuclear. Hi havia molta incredulitat al voltant de la viabilitat científica del programa, que va portar als opositors a anomenar el SDI "Guerra de les Galàxies" i argumentar que el seu objectiu tecnològic era inabastable. Els soviètics es van preocupar pels possibles efectes que tindria l'IDS; el líder Iuri Andròpov va dir que posaria "en perill tot el món". Per aquestes raons, David Gergen, antic ajudant del president Reagan, creu que, retrospectivament, SDI va accelerar el final de la Guerra Freda.
Tot i que van ser recolzats pels principals conservadors nord-americans que van argumentar que l'estratègia de política exterior de Reagan era essencial per protegir els interessos de seguretat dels Estats Units, els crítics van titllar les iniciatives de política exterior de l'administració com a agressives i imperialistes i les van reprovar com a "militants". L'administració també va ser durament criticada per donar suport als líders anticomunistes acusats de violacions greus dels drets humans, com Hissène Habré del Txad i Efraín Ríos Montt de Guatemala. Durant els 16 mesos (1982-1983) Montt va ser president de Guatemala, l'exèrcit guatemalenc va ser acusat de genocidi per massacres de membres del poble Ixil i d'altres grups indígenes. Reagan havia dit que Montt estava rebent un "rap", and i el va descriure com "un home de gran integritat personal". Les violacions anteriors dels drets humans havien motivat els Estats Units a tallar l'ajuda al govern guatemalenc, però l'administració Reagan va apel·lar al Congrés per reiniciar l'ajuda militar. Tot i que no va tenir èxit amb això, l'administració va tenir èxit en proporcionar ajuda no militar com USAID.

#### Guerra civil libanesa

Reagan (extrema esquerra) i la primera dama Nancy Reagan presenten els seus respectes a les 17 víctimes nord-americanes de l'atac del 18 d'abril a l'ambaixada dels Estats Units per part de Hezbollah a Beirut, 1983

Amb l'aprovació del Congrés, Reagan va enviar forces al Líban el 1983 per reduir l'amenaça de la guerra civil libanesa. Les forces de manteniment de la pau nord-americanes a Beirut, que formaven part d'una força multinacional durant la guerra civil libanesa, van ser atacades el 23 d'octubre de 1983. El bombardeig de la caserna de Beirut va matar 241 militars nord-americans i va ferir més de 60 persones per un camioneta suïcida. Reagan va enviar al cuirassat USS New Jersey per atacar posicions sirianes al Líban. Després va retirar tots els marines del Líban.

#### Invasió de Granada
El 25 d'octubre de 1983, Reagan va ordenar a les forces nord-americanes que envaïssin Granada (amb el nom en clau "Operació Fúria Urgent"), on un cop d'estat el 1979 havia establert un govern independent marxista-leninista no alineat. Una crida formal de l'Organització d'Estats del Carib Oriental (OECS) va conduir a la intervenció de les forces nord-americanes; el president Reagan també va citar una suposada amenaça regional que suposava una acumulació militar soviètica-cubana al Carib i la preocupació per la seguretat de diversos centenars d'estudiants de medicina nord-americans a la Universitat de St. George com a motius adequats per envair. L'Operació Urgent Fury va ser la primera gran operació militar realitzada per les forces nord-americanes des de la guerra del Vietnam. Van començar diversos dies de lluita, que van resultar en una victòria nord-americana, amb 19 morts nord-americans i 116 soldats ferits.A mitjans de desembre, després que el governador general nomenés un nou govern, les forces nord-americanes es van retirar.

#### Campanya presidencial de 1984

Vots electorals presidencials de 1984 per estat. Reagan (vermell) va guanyar tots els estats excepte l'estat d'origen de Mondale, Minnesota; Mondale també va portar el districte de Columbia.

Reagan va acceptar la nominació republicana a la convenció republicana de Dallas, Texas. Va proclamar que "tornava a ser el matí a Amèrica", pel que fa a la recuperació de l'economia i el rendiment dominant dels atletes nord-americans en els Jocs Olímpics d'Estiu de 1984 celebrats a Los Angeles, entre d'altres. Es va convertir en el primer president dels Estats Units a inaugurar uns Jocs Olímpics. Els Jocs Olímpics anteriors que tenien lloc als Estats Units havien estat oberts pel vicepresident (tres vegades) o per un altre responsable (dues vegades).
L'opositor de Reagan a les eleccions presidencials de 1984 va ser l'exvicepresident Walter Mondale. Després d'una actuació feble en el primer debat presidencial, es va posar en dubte la capacitat de Reagan per guanyar un altre mandat. Reagan va rebotar en el segon debat; enfrontant-se a preguntes sobre la seva edat, va ironitzar: "No convertiré l'edat en un tema d'aquesta campanya. No vaig a explotar, amb finalitats polítiques, la joventut i la inexperiència del meu oponent". Aquesta observació va generar aplaudiments i rialles, fins i tot del mateix Mondale.
Aquell novembre, Reagan va guanyar la reelecció, guanyant a 49 dels 50 estats. Mondale només va guanyar el seu estat natal de Minnesota i el districte de Columbia. Reagan va guanyar 525 dels 538 vots electorals, el màxim candidat a la presidència de la història dels Estats Units. Pel que fa als vots electorals, aquesta va ser la segona elecció presidencial més fracassada de la història moderna dels Estats Units; la victòria el 1936 de Franklin D. Roosevelt sobre Alf Landon, en la qual va obtenir el 98,5% o 523 dels 531 vots electorals aleshores, ocupa el primer lloc. Reagan va guanyar el 58,8% dels vots populars i el 40,6% de Mondale. El seu popular marge de victòria — gairebé 16,9 milions de vots (54,4 milions per Reagan i 37,5 milions per Mondale)—només va ser superat per Richard Nixon en la seva victòria del 1972 sobre George McGovern.

### Segon mandat

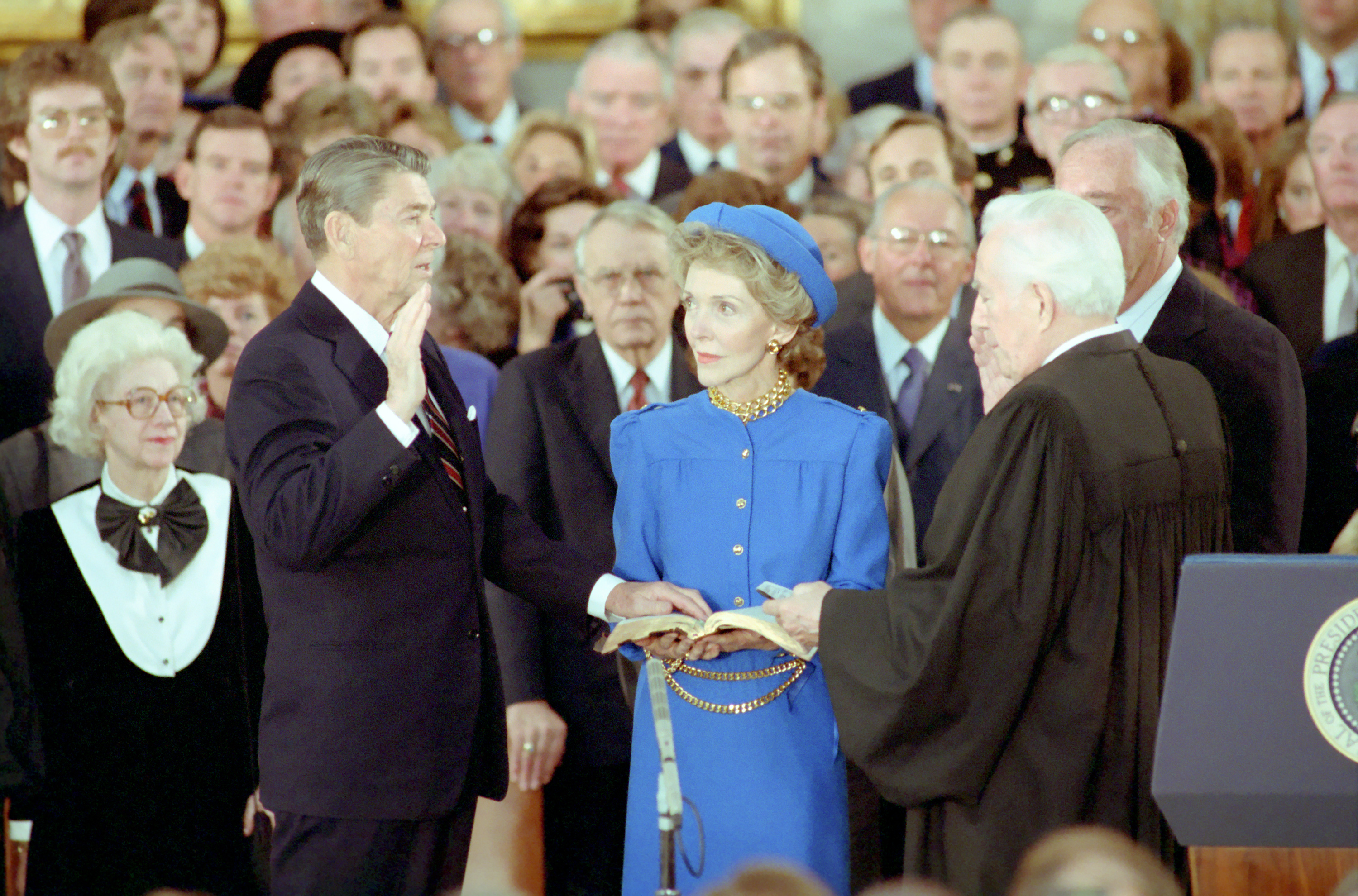
Reagan és investit per un segon mandat com a president pel jutge Warren E. Burger a la rotonda del Capitoli

Reagan va ser investit president per segona vegada el 20 de gener de 1985, en una cerimònia privada a la Casa Blanca. En aquell moment, Reagan, de 73 anys, era la persona més vella a prestar el jurament presidencial; aquest rècord va ser superat posteriorment per Joe Biden, que tenia 78 anys en la seva inauguració el 2021. Com que el 20 de gener va caure un diumenge, no es va celebrar una celebració pública sinó que va tenir lloc a la rotonda del Capitoli l'endemà. El 21 de gener va ser un dels dies més freds registrats a Washington, DC; a causa del mal temps, es van celebrar celebracions inaugurals a l'interior del Capitoli. En les setmanes següents, Reagan va sacsejar una mica el seu personal i va traslladar el cap de gabinet de la Casa Blanca, James Baker a la Secretaria del Tresor i nomenant el secretari del Tresor, Donald Regan, antic oficial de Merrill Lynch, cap de gabinet.

#### Guerra contra les drogues
En resposta a les preocupacions sobre l'augment de l'epidèmia de crack, Reagan va iniciar la campanya de guerra contra les drogues el 1982, una política liderada pel govern federal per reduir el comerç il·legal de drogues. Tot i que Nixon havia declarat prèviament la guerra a les drogues, Reagan va defensar polítiques més agressives. Va dir que "les drogues amenaçaven la nostra societat" i es va comprometre a lluitar per escoles i llocs de treball lliures de drogues, ampliar el tractament de les drogues, reforçar els esforços per fer complir la llei i la prohibició de les drogues i una major sensibilització pública.
El 1986, Reagan va signar un projecte de llei sobre l'aplicació de drogues que pressupostava 1.700 milions de dòlars (equivalents a 4.000 milions de dòlars el 2020) per finançar la guerra contra les drogues i va especificar una pena mínima obligatòria per als delictes contra la droga. El projecte de llei va ser criticat per promoure importants disparitats racials en la població reclusa, i els crítics també van acusar que les polítiques feien poc per reduir la disponibilitat de drogues al carrer, tot resultant en una enorme càrrega financera per als Estats Units. Els defensors de l'esforç assenyalen l'èxit en la reducció de les taxes de consum de drogues adolescents que atribueixen a les polítiques de les administracions de Reagan: : l'ús de marihuana entre els estudiants de secundària va disminuir del 33% el 1980 al 12% el 1991. La primera dama Nancy Reagan va fer de la guerra contra les drogues la seva principal prioritat fundant la campanya de consciència sobre drogues "Simplement digues no", que tenia com a objectiu dissuadir els nens i adolescents de consumir drogues recreatives oferint diverses maneres de dir "no". Nancy Reagan va viatjar a 65 ciutats de 33 estats, sensibilitzant sobre els perills de les drogues, inclòs l'alcohol.

#### Resposta a l'epidèmia de sida
Segons organitzacions activistes de la sida com ACT UP i acadèmics com Don Francis i Peter S. Arno, l'administració de Reagan va ignorar en gran manera la crisi de la SIDA, que va començar a desenvolupar-se als Estats Units el 1981, el mateix any en què Reagan va assumir el càrrec. També afirmen que la investigació sobre la sida estava crònicament infrafinançada durant l'administració de Reagan i que les sol·licituds de més finançament per part dels metges dels Centres per al Control de Malalties (CDC) eren denegades rutinàriament.
Quan el president Reagan va pronunciar el seu primer discurs preparat sobre l'epidèmia, a sis anys de la seva presidència, 36.058 nord-americans havien estat diagnosticats de SIDA i 20.849 n'havien mort. El 1989, any en què Reagan va deixar el càrrec, més de 100.000 persones havien estat diagnosticades de SIDA als Estats Units i més de 59.000 d'elles havien mort
Els funcionaris de l'administració de Reagan van contrarestar les crítiques de deixadesa en assenyalar que el finançament federal per a programes relacionats amb la SIDA va augmentar durant la seva presidència, passant d'uns pocs centenars de milers de dòlars el 1982 a 2.300 milions de dòlars el 1989. En una conferència de premsa de setembre de 1985, Reagan va dir: " això és una de les nostres prioritats ... no hi ha dubte sobre la gravetat d'això i la necessitat de trobar una resposta ". [277] Gary Bauer, l'assessor de política interna de Reagan a la fi del seu segon mandat, va argumentar que la creença de Reagan en el govern del gabinet el va portar a assignar la feina de parlar contra la sida al seu cirurgià general dels Estats Units i al secretari dels Estats Units. Salut i serveis humans

#### L'apartheid
A partir de finals de la dècada de 1960, el públic nord-americà va augmentar cada vegada més en la seva oposició a la política d'apartheid del govern de minories blanques de Sud-àfrica i en la seva insistència que els EUA imposessin sancions econòmiques i diplomàtiques a Sud-àfrica. La força de l'oposició contra l'apartheid va augmentar durant el primer mandat de Reagan, ja que la seva desinversió de components del moviment sud-africà, que existia des de feia força anys, va guanyar massa crítica després dels Estats Units, particularment als campus universitaris. i entre les principals denominacions protestants. El president Reagan es va oposar a la desinversió perquè, tal com va escriure en una carta a Sammy Davis Jr, "faria mal a la mateixa gent que intentem ajudar i no ens deixaria cap contacte a Sud-àfrica per intentar influir en el govern ". També va assenyalar el fet que "les indústries de propietat nord-americana donen feina a més de 80.000 negres" i que les seves pràctiques laborals eren "molt diferents de les costums sud-africanes normals".
Com a estratègia alternativa per oposar-se a l'apartheid, l'Administració de Reagan va desenvolupar una política de compromís constructiu amb el govern sud-africà com a mitjà per animar-lo a allunyar-se gradualment de l'apartheid. Va formar part d'una iniciativa més àmplia dissenyada per fomentar el desenvolupament econòmic pacífic i el canvi polític a tot el sud d'Àfrica. Aquesta política, però, va generar moltes crítiques públiques i va renovar les crides a la imposició de sancions estrictes. Com a resposta, Reagan va anunciar la imposició de noves sancions al govern sud-africà, inclòs un embargament d'armes a finals de 1985. Tanmateix, aquestes sancions van ser considerades febles pels activistes contra l'apartheid i insuficients pels opositors del president al Congrés. L'agost de 1986, el Congrés va aprovar la Llei integral contra l'apartheid, que incloïa sancions més dures. Reagan va vetar l'acte, però el veto va ser anul·lat pel Congrés. Després, Reagan va reiterar que la seva administració i "tota Amèrica" s'oposaven a l'apartheid i va dir que "el debat ... no era si s'oposava o no a l'apartheid, sinó la millor manera d'oposar-s'hi i la millor manera de portar la llibertat a aquells problemes. país ". Diversos països europeus i el Japó aviat van seguir el lideratge dels Estats Units i van imposar les seves sancions a Sud-àfrica.

#### Bombardeig de Líbia

La primera ministra britànica Margaret Thatcher (aquí amb Reagan el 1986) va concedir a l'ús nord-americà de bases aèries britàniques per llançar l'atac a Líbia.

Les relacions entre Líbia i els Estats Units sota el president Reagan van ser contínuament disputades, començant per l' incident del golf de Sidra el 1981; el 1982, el líder libi Muammar Gaddafi va ser considerat per la CIA, juntament amb el líder de l'URSS Leonid Brejnev i el líder cubà Fidel Castro, que formava part d'un grup conegut com la "trinitat profana" i també va ser etiquetat com "el nostre enemic públic internacional número u "per un funcionari de la CIA. Aquestes tensions es van recuperar després a principis d'abril de 1986, quan va explotar una bomba en una discoteca de Berlín resultant en 63 militars nord-americans ferits i la mort d'un. Afirmant que hi havia "proves irrefutables" que Líbia havia dirigit el "bombardeig terrorista", Reagan va autoritzar l'ús de la força contra el país. A la tarda del 15 d'abril de 1986, els Estats Units van llançar una sèrie d' atacs aeris contra objectius terrestres a Líbia.
La primera ministra britànica Margaret Thatcher va permetre a la Força Aèria dels Estats Units utilitzar les bases aèries britàniques per llançar l'atac, amb la justificació que el Regne Unit donava suport al dret nord-americà a l'autodefensa segons l'article 51 de la Carta de les Nacions Unides. L'atac va ser dissenyat per aturar la "capacitat d'exportar terrorisme" de Gaddafi, oferint-li "incentius i raons per alterar el seu comportament criminal". El president es va dirigir a la nació des del Despatx Oval després que començessin els atacs, afirmant: "Quan els nostres ciutadans siguin atacats o maltractats a qualsevol part del món per ordre directa de règims hostils, respondrem mentre estigui a aquest despatx ". L'atac va ser condemnat per molts països. Per un vot de 79 a favor, 28 en contra i 33 abstencions, l'Assemblea General de les Nacions Unides va adoptar la resolució 41/38 que "condemna l'atac militar perpetrat contra la Jamahiriya àrab libia del poble socialista el 15 d'abril de 1986, que constitueix una violació de la Carta de les Nacions Unides i del dret internacional ".

#### Immigració
Reagan va signar la Llei de reforma i control de la immigració el 1986. Amb la llei es feia il·legal contractar o reclutar voluntàriament immigrants il·legals, obligava els empresaris a acreditar l'estat d'immigració dels seus empleats i concedia amnistia a aproximadament tres milions d'immigrants il·legals que havien entrat als Estats Units abans de l'1 de gener de 1982, i havia viscut al país contínuament. En signar l'acte en una cerimònia celebrada al costat de la recentment reformada Estàtua de la Llibertat, Reagan va dir, "Les disposicions de legalització d'aquest acte aniran molt per millorar la vida d'una classe d'individus que ara s'han d'amagar a l'ombra, sense accedir a molts dels beneficis d'una societat lliure i oberta. Molt aviat, molts dels aquests homes i dones seran capaços d'entrar a la llum del sol i, en última instància, si ho decideixen, poden convertir-se en nord-americans." Reagan també va dir: "El programa de sancions empresarials és la clau de volta i l'element principal. Eliminarà l'incentiu per a la immigració il·legal eliminant les oportunitats laborals que atrauen els estrangers il·legals aquí."

#### Assumpte Iran-Contra

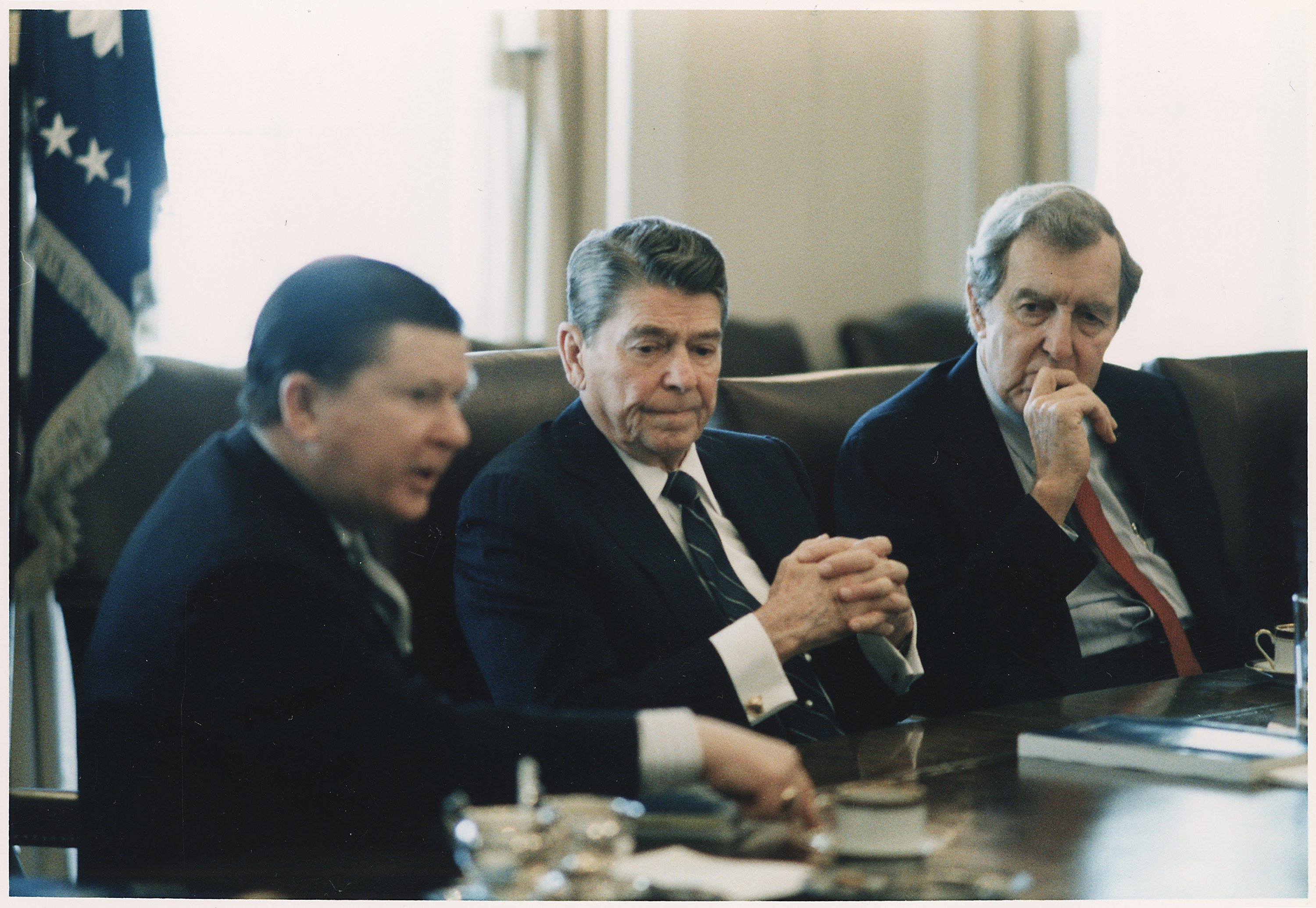
Reagan (centre) rep l'informe de la Comissió de la Torre sobre l'assumpte Iran-Contra a la sala del gabinet amb John Tower (esquerra) i Edmund Muskie (dreta).

El 1986, l'assumpte Iran-Contra es va convertir en un problema per a l'administració derivat de l'ús dels ingressos per la venda d'armes encobertes a l'Iran durant la guerra Iran-Iraq per finançar els rebels de la Contra que lluitaven contra el govern a Nicaragua, que havia estat específicament prohibit per un acte del Congrés. L'afer es va convertir en un escàndol polític als Estats Units durant la dècada de 1980. El Tribunal Internacional de Justícia, la jurisdicció de la qual va decidir el cas va ser disputada pels Estats Units,, va dictaminar que els Estats Units havien violat el dret internacional i infringien els tractats a Nicaragua de diverses maneres. Reagan va retirar posteriorment l'acord entre els Estats Units i el Tribunal Internacional de Justícia.
El president Reagan va professar que desconeixia l'existència de la trama. Va obrir la seva pròpia investigació i va nomenar dos republicans i un demòcrata, John Tower, Brent Scowcroft i Edmund Muskie, respectivament, per investigar l'escàndol. La comissió no va poder trobar proves directes que Reagan tingués coneixement previ del programa, però el va criticar durament per la seva desvinculació de la gestió del seu personal, cosa que va fer possible el desviament de fons. Un informe separat del Congrés va concloure que "si el president no tenia coneixement de què feien els seus assessors de seguretat nacional, hauria de tenir-ho". La popularitat de Reagan va caure del 67% al 46% en menys d'una setmana, el descens més ràpid i significatiu que ha tingut mai un president. L'escàndol va donar lloc a onze condemnes i catorze acusacions al personal de Reagan.
Molts centreamericans critiquen Reagan pel seu suport als contres, qualificant-lo de fanàtic anticomunista, encegat pels abusos dels drets humans, mentre que altres diuen que va "salvar Amèrica Central" Daniel Ortega, sandinista i president de Nicaragua, va dir que esperava que Déu perdonés a Reagan la seva "guerra bruta contra Nicaragua".
El 1988, prop del final de la guerra Iran-Iraq, el creuer de míssils guiats de la Marina dels Estats Units, l'USS Vincennes, va disparar accidentalment conta el vol 655 de l'Iran Air, matant 290 passatgers civils. L'incident va empitjorar encara més les tenses relacions entre l'Iran i els Estats Units.

#### Declivi de la Unió Soviètica i descongelació de les relacions

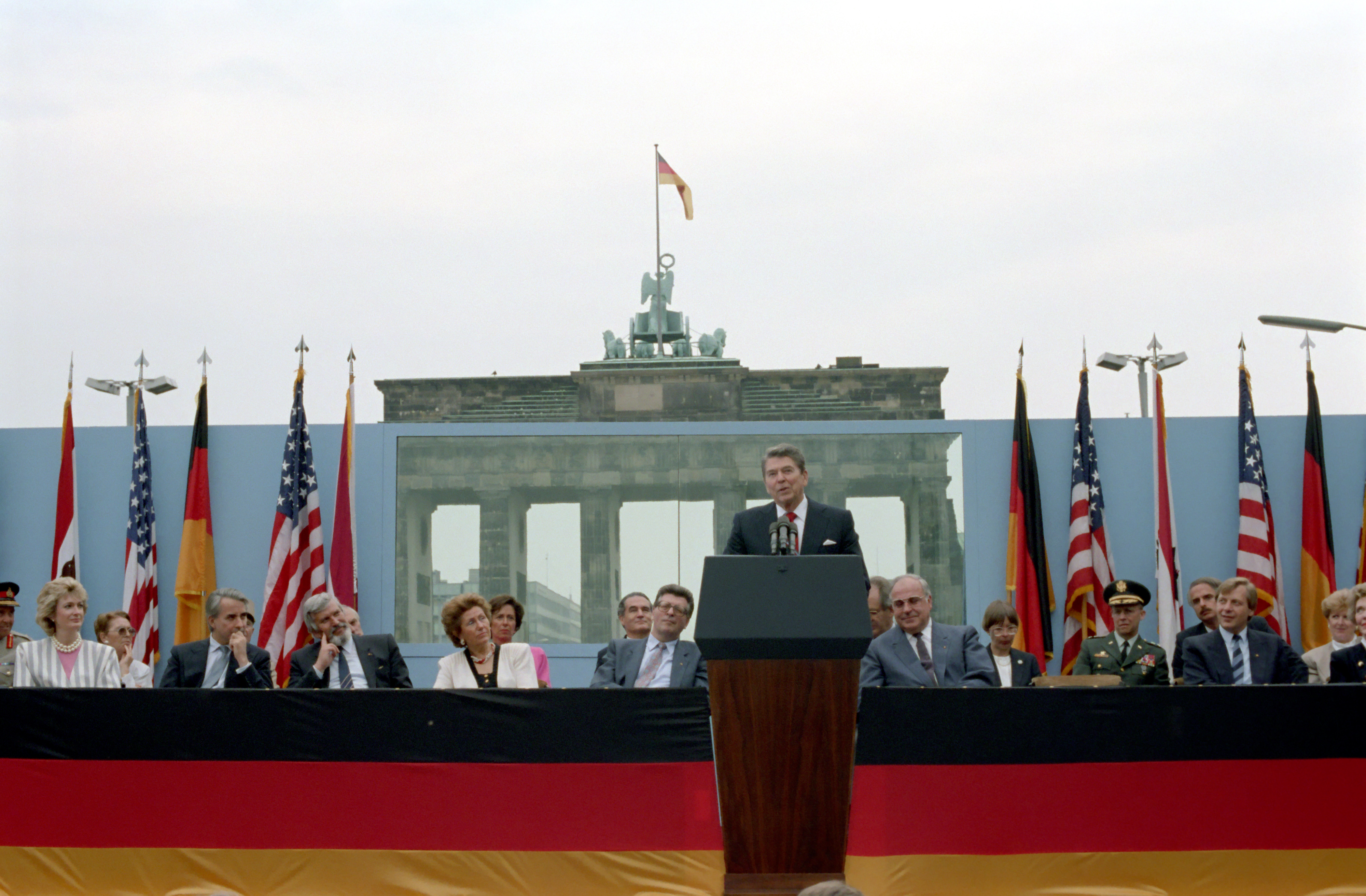
Desafiant a Gorbatxov a "enderrocar aquest mur" a la porta de Brandenburg, el 12 de juny de 1987

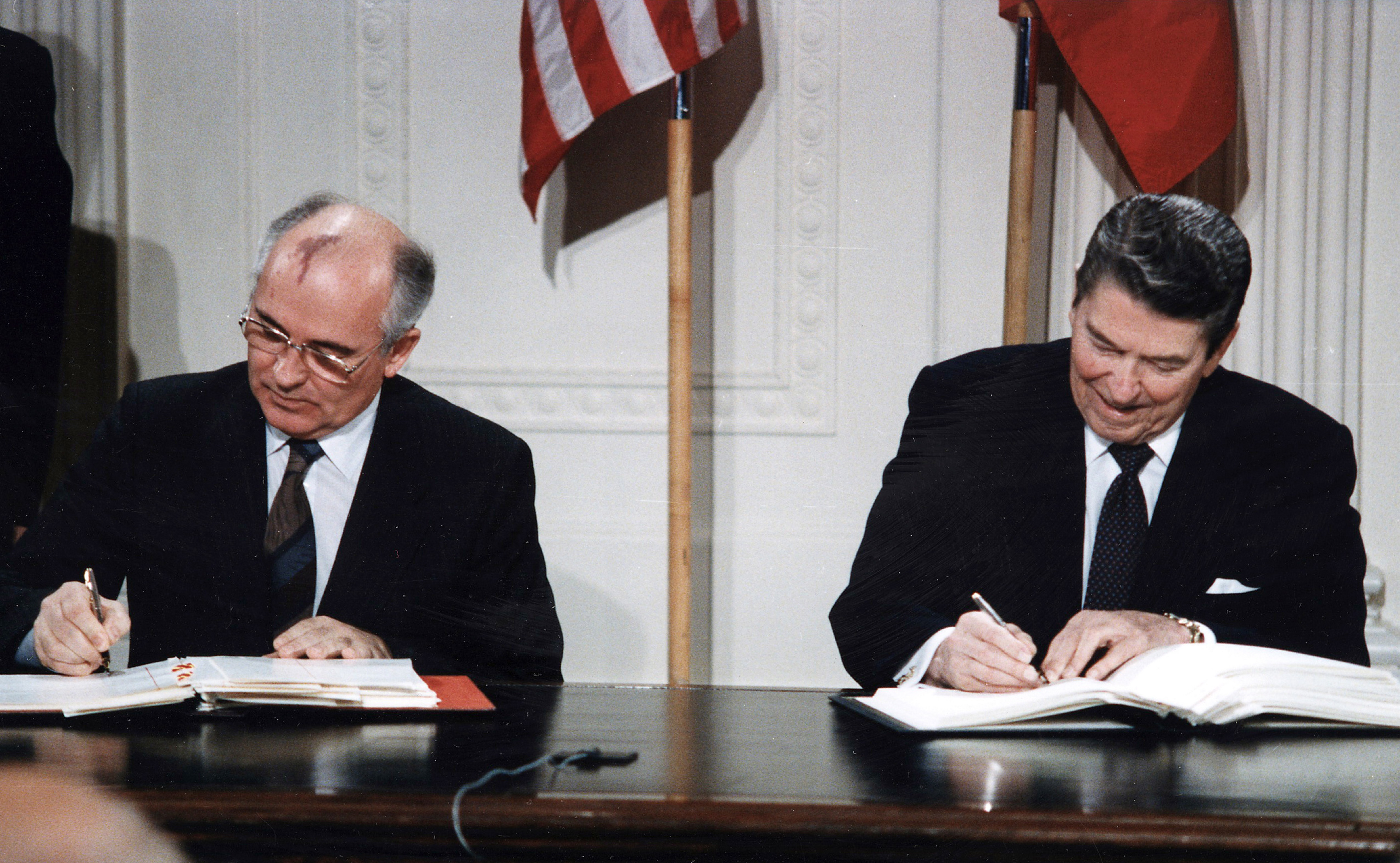
Gorbatxov i Reagan signen el tractat INF a la Casa Blanca, el desembre de 1987

Fins a principis dels vuitanta, els Estats Units havien confiat en la superioritat qualitativa de les seves armes per espantar essencialment als soviètics, però l'escletxa s'havia reduït. Tot i que la Unió Soviètica no va accelerar la despesa militar després de l'acumulació militar del president Reagan,, les seves enormes despeses militars, en combinació amb l'agricultura col·lectivitzada i la fabricació planificada ineficient, van suposar una pesada càrrega per a l'economia soviètica. Al mateix temps, els preus del petroli el 1985 van caure a un terç del nivell anterior; el petroli era la principal font d'ingressos per exportacions soviètiques. Aquests factors van contribuir a una economia soviètica estancada durant el mandat de Mikhaïl Gorbatxov.
Mentrestant, Reagan va intensificar la retòrica. En el seu famós discurs de 1983 als fonamentalistes religiosos, va exposar la seva estratègia per a la victòria. En primer lloc, va titllar el sistema soviètic d'"Imperi maligne" i d'un fracàs: la seva desaparició seria una sort de Déu per al món. En segon lloc, Reagan va explicar que la seva estratègia era una acumulació d'armes que deixaria els soviets molt enrere, sense més remei que negociar la reducció d'armes. Finalment, mostrant el seu característic optimisme, va elogiar la democràcia liberal i va prometre que aquest sistema acabaria triomfant sobre el comunisme soviètic.
Reagan va apreciar el canvi revolucionari en la direcció de la política soviètica amb Mikhaïl Gorbatxov, i es va dirigir a la diplomàcia, amb la intenció d'encoratjar el líder soviètic a perseguir importants acords d'armament. Ell i Gorbatxov van celebrar quatre conferències de cimeres entre 1985 i 1988: la primera a Ginebra, Suïssa, la segona a Reykjavík, Islàndia, la tercera a Washington, DC i la quarta a Moscou. Reagan creia que si podia convèncer els soviètics perquè permetessin més democràcia i llibertat d'expressió, això conduiria a la reforma i al final del comunisme. La cimera crítica es va celebrar a Reykjavík l'octubre de 1986, on es van reunir sols, amb traductors però sense ajudants. Per sorpresa del món i desgrat dels partidaris més conservadors de Reagan, van acordar abolir totes les armes nuclears. Gorbatxov va demanar llavors la fi de l'IDS. Reagan va dir que no, afirmant que només era defensiu i que compartiria els secrets amb els soviètics. No es va aconseguir cap acord.

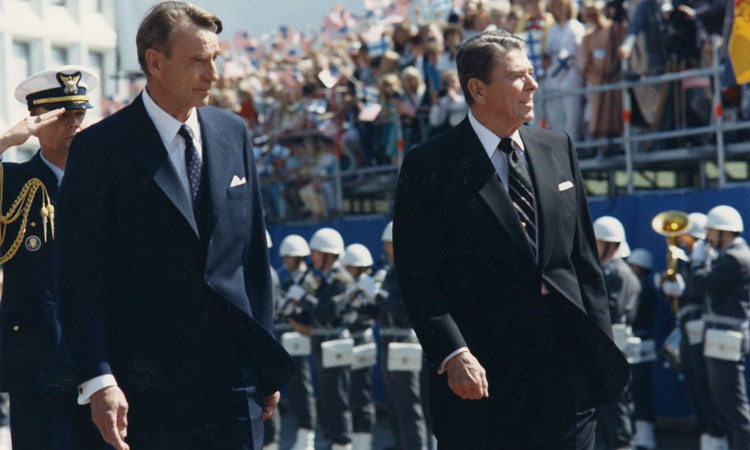
Reagan (dreta) amb Mauno Koivisto, el president de Finlàndia, a Hèlsinki, 1988

En declaracions al mur de Berlín el 12 de juny de 1987, cinc anys després de la seva primera visita a Berlín Occidental com a president, Reagan va desafiar a Gorbatxov a anar més enllà, dient: "Secretari general Gorbatxov, si busqueu la pau, si busqueu prosperitat per a la Unió Soviètica i Europa oriental, si busqueu la liberalització, vingueu aquí a aquesta porta! Sr. Gorbatxov, obriu aquesta porta! Sr. Gorbatxov, enderroqui aquest mur!" Més tard, el novembre de 1989, les autoritats alemanyes de l'est van començar a permetre als ciutadans passar lliurement a través de punts de control fronterer, i va començar a desmantellar el Mur el juny següent; ; la seva demolició es va acabar el 1992.
En la visita de Gorbatxov a Washington el desembre de 1987, ell i Reagan van signar a la Casa Blanca el Tractat de les Forces Nuclears de Rang Mitjà (Tractat INF), que va eliminar tota una classe d'armes nuclears. Els dos líders van establir el marc per al Tractat Estratègic de Reducció d'Armes, o START I; Reagan va insistir que es canviés el nom del tractat, de converses de limitació d'armes estratègiques a converses de reducció d'armes estratègiques.
Quan Reagan va visitar Moscou per la quarta cimera el 1988, els soviètics el van veure com una celebritat. Un periodista va preguntar al president si encara considerava la Unió Soviètica l'imperi malvat. "No", va respondre, "parlava d'una altra època, d'una altra època". A petició de Gorbatxov, Reagan va pronunciar un discurs sobre els mercats lliures a la Universitat Estatal de Moscou.

### Salut
A principis de la seva presidència, Reagan va començar a portar un audiòfon a mida, tecnològicament avançat, primer a l'orella dreta i més tard a l'orella esquerra també. La seva decisió de fer-se pública el 1983 pel fet de portar el petit dispositiu amplificador d'àudio va augmentar les seves vendes.
El 13 de juliol de 1985, Reagan va ser operat a l'Hospital Naval de Bethesda per extirpar uns pòlips cancerosos del còlon. Va renunciar al poder presidencial al vicepresident durant vuit hores en un procediment similar tal com es va esbossar a la 25a Esmena, que va evitar específicament invocar. La cirurgia va durar poc menys de tres hores i va tenir èxit. Reagan va reprendre els poders de la presidència més tard aquell mateix dia. L'agost d'aquest mateix any, va ser sotmès a una operació per eliminar les cèl·lules canceroses de la pell del nas. A l'octubre, es van detectar més cèl·lules de càncer de pell al nas i es van eliminar.
El gener de 1987, Reagan va ser operat d'una engrandiment de la pròstata que va causar més preocupacions per la seva salut. No es van trobar creixements cancerosos i no va ser sedat durant l'operació. El juliol d'aquell any, als 76 anys, se li va sotmetre a una tercera operació de càncer de pell al nas.
El 7 de gener de 1989, Reagan va ser operat al Walter Reed Army Medical Center per reparar la contractura de Dupuytren del dit anular de la mà esquerra. La cirurgia va durar més de tres hores i es va realitzar sota anestèsia regional.

### Poder judicial
Durant la campanya presidencial del 1980, Reagan es va comprometre a nomenar la primera jutgessa del Tribunal Suprem si li donés l'oportunitat Aquesta oportunitat va arribar durant el seu primer any de mandat quan el jutge associat Potter Stewart es va retirar; Reagan va seleccionar Sandra Day O'Connor, que va ser confirmada per unanimitat pel Senat. En el seu segon mandat, Reagan va tenir tres oportunitats per ocupar una vacant del Tribunal Suprem. Quan el jutge en cap Warren E. Burger es va retirar el setembre de 1986, Reagan va nomenar el jutge adjunt titular William Rehnquist per succeir Burger com a jutge en cap (el nomenament d'un jutge associat titular com a jutge en cap està subjecte a un procés de confirmació separat). Després, després de la confirmació de Rehnquist, el president va anomenar Antonin Scalia per ocupar la consegüent vacant de justícia associada. L'última oportunitat de Reagan per ocupar una vacant va sorgir a mitjan 1987 quan el jutge associat Lewis F. Powell Jr. va anunciar la seva intenció de retirar-se. Reagan va escollir inicialment el jurista conservador Robert Bork per succeir Powell. Els grups civils i de drets de les dones i els demòcrates del Senat van oposar fermament a la nominació de Bork. Aquell octubre, després d'un conflictiu debat al Senat, la nominació va ser rebutjada per una votació nominal de 42 a 58. Poc després, Reagan va anunciar la seva intenció de nomenar Douglas Ginsburg per al Tribunal. No obstant això, abans que el seu nom fos presentat al Senat, Ginsburg es va retirar de la seva consideració. Anthony Kennedy va ser nominat posteriorment i confirmat com a successor de Powell.
Juntament amb els seus quatre nomenaments al Tribunal Suprem, Reagan va nomenar 83 jutges als tribunals d'apel·lació dels Estats Units i 290 jutges als tribunals de districte dels Estats Units. A principis de la seva presidència, Reagan va nomenar Clarence M. Pendleton Jr. de San Diego com el primer afroamericà a presidir la Comissió de Drets Civils dels Estats Units. Pendleton va intentar orientar la comissió cap a una direcció conservadora en línia amb les opinions de Reagan sobre la política de drets socials i civils durant el seu mandat des del 1981 fins a la seva sobtada mort el 1988. Pendleton aviat va despertar la ira de moltes defensores dels drets civils i feministes quan va ridiculitzar la comparació de proposta de sou com a propi dels "Looney Tunes".

## Post-presidència (1989-2004)

### Assalt
El 13 d'abril de 1992, Reagan va ser agredit per un manifestant antinuclear durant un discurs de dinar mentre acceptava un premi de l' Associació Nacional de Radiodifusors de Las Vegas. El manifestant, Richard Springer, va destrossar una estàtua de cristall d'una àguila de 61 de 14 quilos que les emissores havien donat a l'expresident. Uns fragments de vidre voladors van colpejar Reagan, però no va resultar ferit. Utilitzant les credencials dels mitjans de comunicació, Springer tenia la intenció d'anunciar els plans governamentals per a una prova d'armes nuclears subterrànies al desert del Nevada l'endemà. Springer va ser el fundador d'un grup antinuclear anomenat 100th Monkey. Després de la seva detenció per càrrecs d'assalt, un portaveu del Servei Secret no va poder explicar com Springer va superar els agents federals que custodiaven la vida de Reagan en tot moment. Més tard, Springer es va declarar culpable per reduir càrrecs i va dir que no havia volgut ferir Reagan amb les seves accions. Es va declarar culpable d'un delicte del delicte federal d'interferir amb el Servei Secret, però es van retirar altres càrrecs per agressió i resistència als agents.

### Parlar en públic

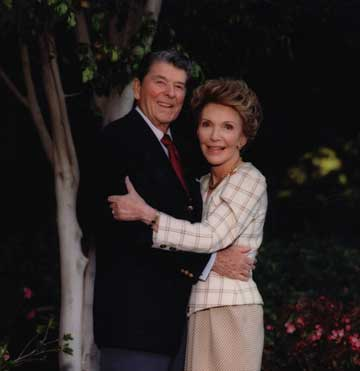
Els Reagans a Los Angeles, 1992

Després de deixar el càrrec el 1989, els Reagans van comprar una casa a Bel Air, Los Angeles, a més del Reagan Ranch de Santa Bàrbara. Assistien regularment a Bel Air Church i ocasionalment feien aparicions en nom del Partit Republicà; Reagan va pronunciar un discurs ben rebut a la Convenció Nacional Republicana del 1992. Anteriorment, el 4 de novembre de 1991 es va dedicar i obrir al públic la Biblioteca Presidencial Ronald Reagan. Cinc presidents i sis primeres dames van assistir a les cerimònies de dedicació, marcant la primera vegada que cinc presidents es van reunir al mateix lloc. Reagan va continuar parlant públicament a favor del Brady Bill; una esmena constitucional que requereix un pressupost equilibrat ; i la derogació de la 22a Esmena, que prohibeix a qualsevol persona exercir més de dos mandats com a president. El 1992 Reagan va establir el Premi a la Llibertat Ronald Reagan amb la recentment creada Fundació Presidencial Ronald Reagan. El seu últim discurs públic es va produir el 3 de febrer de 1994, durant un homenatge a Washington, DC; la seva última gran aparició pública va ser al funeral de Richard Nixon el 27 d'abril de 1994.

### Malaltia d'Alzheimer

#### Anunci i reacció (1994)

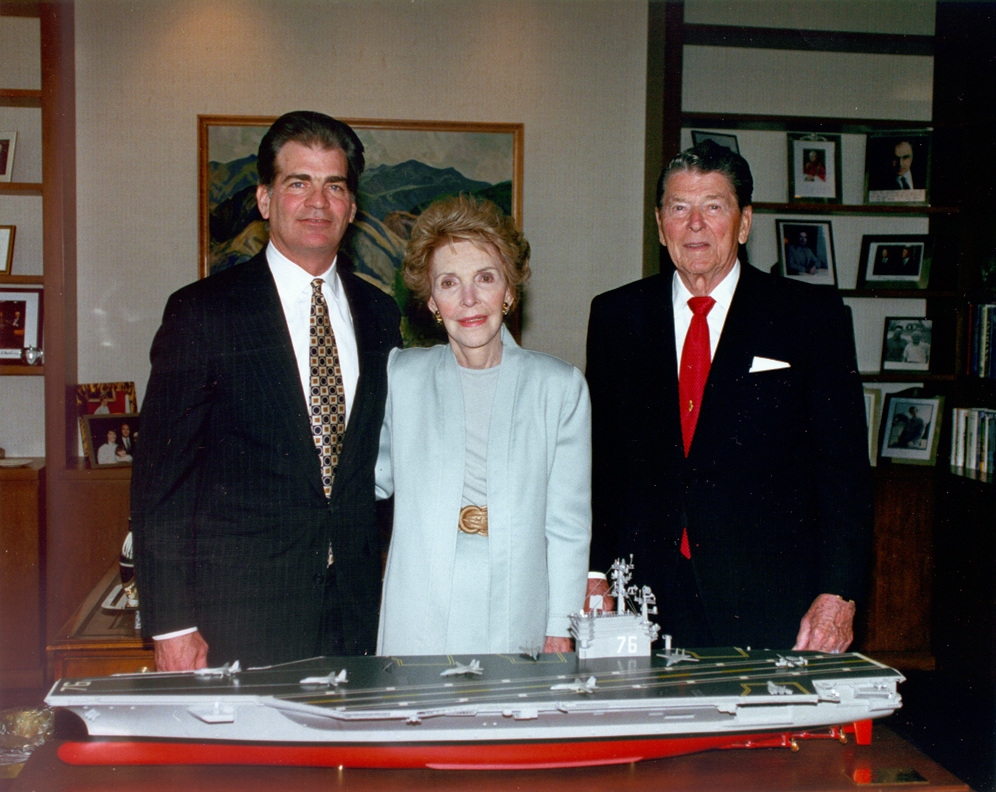
The Reagans amb un model de l'USS Ronald Reagan, maig de 1996

A l'agost de 1994, a l'edat de 83 anys, a Reagan se li va diagnosticar la malaltia d'Alzheimer, una malaltia neurodegenerativa incurable que destrueix les cèl·lules cerebrals i, finalment, provoca la mort. El novembre d'aquest mateix any, va informar la nació del diagnòstic mitjançant una carta manuscrita, escrivint en part:
| « | Recentment m'han dit que sóc un dels milions d'americans afectats per la malaltia d'Alzheimer ... De moment em sento bé. Tinc la intenció de viure la resta dels anys que Déu em doni en aquesta terra fent les coses que sempre he fet ... Ara començo el viatge que em conduirà al capvespre de la meva vida. Sé que per a Amèrica sempre hi haurà un matí brillant per davant. Gràcies amics meus. Que Déu us beneeixi sempre. | » |

Després del seu diagnòstic, les cartes de suport dels benvolguts van arribar a la seva casa de Califòrnia. No obstant això, també es va especular sobre quant de temps Reagan havia demostrat símptomes de degeneració mental. En una recepció als alcaldes del juny de 1981, poc després de l'intent d'assassinat, Reagan va saludar el seu secretari d'Habitatge i Desenvolupament Urbà, Samuel Pierce, dient: "Com esteu, senyor alcalde? Com estan les coses a la vostra ciutat?", tot i que més tard es va adonar del seu error. En un llibre del 2011 titulat My Father at 100, Ron, el fill de Reagan, va dir que havia sospitat dels primers signes de demència del seu pare ja el 1984; una denúncia que va desencadenar una furiosa resposta del seu germà, Michael, que l'acusava de "vendre el seu pare per vendre llibres". Ron més tard temperaria les seves afirmacions, dient al New York Times que no creia que el seu pare estigués realment inhibit per l'Alzheimer mentre estava al càrrec, només que "probablement la malaltia estava present en ell", durant anys abans dels seus diagnòstics de 1994. Al seu llibre Reporting Live, ex corresponsal de la Casa Blanca de la CBS, Lesley Stahl va explicar que en la seva última reunió amb el president el 1986, Reagan no semblava saber qui era. Stahl va escriure que va estar a punt d'informar que Reagan era senil, però al final de la reunió havia recuperat la seva alerta.
Els experts mèdics han refutat àmpliament les observacions que Reagan va patir Alzheimer mentre encara estava al càrrec, inclosos els molts metges que van tractar Reagan durant i després de la seva presidència. Respecte a la seva competència mental mentre estava al càrrec, els quatre metges de la Casa Blanca de Reagan van afirmar que mai van tenir cap preocupació "fins i tot amb la perspectiva del" diagnòstic de l'expresident. El neurocirurgià Daniel Ruge, que va exercir de metge al president del 1981 al 1985, va dir que mai no va detectar signes de la malaltia mentre parlava gairebé tots els dies amb Reagan. John E. Hutton, que va servir del 1985 al 1989, va dir que el president "absolutament" no "presentava signes de demència ni d'Alzheimer". Tot i que tots coneixien la malaltia, cap dels metges de la Casa Blanca de Reagan era un expert en Alzheimer específicament; un especialista extern que va revisar els registres mèdics i públics de Reagan va estar d'acord amb la conclusió que no presentava signes de demència durant la seva presidència. Els metges de Reagan van dir que va començar a presentar símptomes evidents de la malaltia a finals de 1992 o 1993, diversos anys després d'haver deixat el càrrec. Un exemple pot incloure's quan Reagan va repetir un brindis amb Margaret Thatcher, amb paraules i gestos idèntics, a la festa del seu 82è aniversari, el 6 de febrer de 1993. Lawrence Altman (MD) del The New York Times, tot assenyalant que "la línia entre el simple oblit i el començament de l'Alzheimer pot ser difusa", en revisar els registres mèdics de Reagan i entrevistar els seus metges, van acordar que no semblava haver-hi signes de demència mentre estava al càrrec. Altres membres del personal, ex ajudants i amics van dir que no veien cap indici d'Alzheimer mentre era president. Reagan sí que va experimentar fallides de memòria ocasionals, sobretot amb noms.
Reagan va patir un episodi de traumatisme cranial el juliol de 1989, cinc anys abans del seu diagnòstic. Després de caure d'un cavall a Mèxic, es va trobar un hematoma subdural que es va tractar quirúrgicament a la fi de l'any. Nancy Reagan, citant el que els metges li van dir, va afirmar que la caiguda del seu marit el 1989 va accelerar l'aparició de la malaltia d'Alzheimer, encara que no s'ha demostrat de manera concloent que les lesions cerebrals agudes accelerin l'Alzheimer o la demència. Ruge va dir que era possible que l'accident de cavall afectés la memòria de Reagan.

#### Progressió (1994-2004)
Amb el pas dels anys, la malaltia d'Alzheimer va destruir lentament la capacitat mental de Reagan. Va ser capaç de reconèixer només algunes persones, inclosa la seva dona, Nancy. No obstant això, es va mantenir actiu; passejava pels parcs propers a casa i per les platges, jugava a golf regularment i fins al 1999 anava sovint a la seva oficina a la propera Century City.
Reagan va patir una caiguda a la seva casa de Bel Air el 13 de gener de 2001, provocant un trencament del maluc. La fractura es va reparar l'endemà, i Reagan, de 89 anys, va tornar a casa més tard aquella setmana, tot i que s'enfrontava a una teràpia física difícil a casa. El 6 de febrer de 2001, Reagan va arribar als 90 anys, convertint-se en el tercer president dels Estats Units després de fer-ho John Adams i Herbert Hoover. Les aparicions públiques de Reagan es van fer molt menys freqüents amb la progressió de la malaltia i, com a resultat, la seva família va decidir que viuria en un tranquil aïllament amb la seva dona Nancy. Li va dir a Larry King de la CNN el 2001, a molt pocs visitants se'ls va permetre veure el seu marit perquè creia que "Ronnie voldria que la gent el recordés tal com era". Després del diagnòstic i la mort del seu marit, Nancy Reagan es va convertir en una defensora de la investigació de les cèl·lules mare, afirmant que podria conduir a la cura de l'Alzheimer.

## Mort i funeral

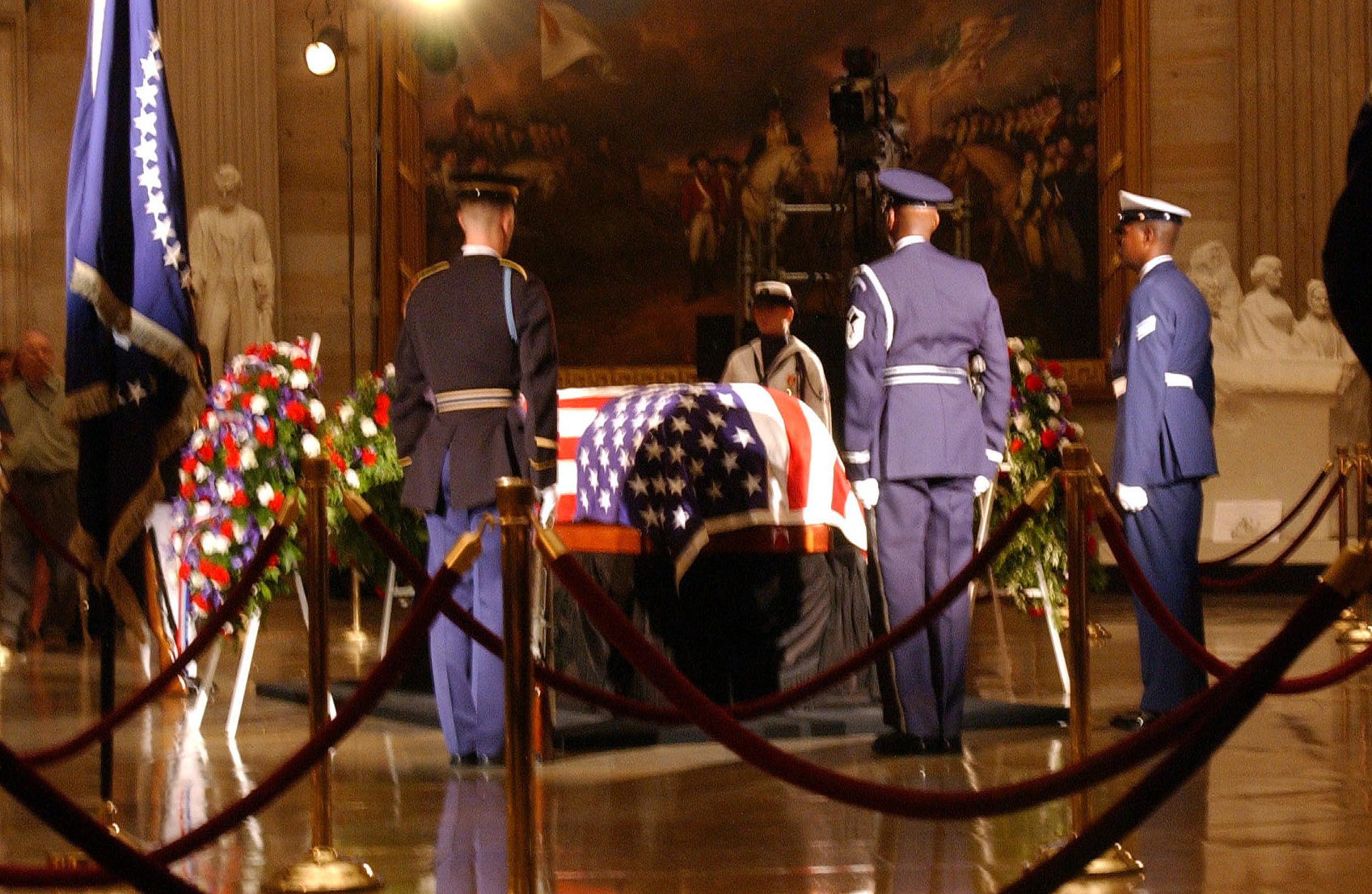
Reagan estès a la rotonda del Capitoli

Reagan va morir de pneumònia, complicada per la malaltia d'Alzheimer a casa seva al districte de Bel Air de Los Angeles, Califòrnia, la tarda del 5 de juny de 2004. Poc temps després de la seva mort, Nancy Reagan va publicar un comunicat dient: "La meva família i jo voldríem que el món sabés que el president Ronald Reagan ha mort després de deu anys de malaltia d'Alzheimer als 93 anys. Agraïm les oracions de tothom". En declaracions a París, França, el president George W. Bush va qualificar la mort de Reagan d '"una hora trista a la vida d'Amèrica" També va declarar l'11 de juny dia nacional de dol.
El cos de Reagan va ser traslladat al tanatori Kingsley and Gates de Santa Mònica, Califòrnia, on els benvolguts van retre homenatge posant flors i banderes americanes a la gespa El 7 de juny, el seu cos va ser traslladat a la Biblioteca Presidencial Ronald Reagan, on es va celebrar un breu funeral familiar, dirigit pel pastor Michael Wenning. El cos de Reagan va reposar reposat al vestíbul de la Biblioteca fins al 9 de juny; més de 100.000 persones van veure el fèretre. El 9 de juny, el cos de Reagan va ser traslladat a Washington, DC, on es va convertir en el desè president nord-americà que es dipositava a la rotonda del Capitoli dels Estats Units; en trenta-quatre hores, 104.684 persones van passar pel fèretre.
L'11 de juny es va celebrar un funeral d'estat a la catedral nacional de Washington, presidit pel president George W. Bush. Els elogis van ser pronunciats per l'ex primera ministre britànica Margaret Thatcher, l'ex primer ministre canadenc Brian Mulroney, i l'expresident George H.W. Bush i el president George W. Bush. També hi van assistir Mikhaïl Gorbatxov i molts líders mundials, inclòs el primer ministre britànic Tony Blair; el príncep Carles, en representació de la seva mare la reina Elisabet II; el canceller alemany Gerhard Schröder; el primer ministre italià, Silvio Berlusconi; i els presidents interins Hamid Karzai de l'Afganistan i Ghazi al-Yawer de l'Iraq.
Després del funeral, la comitiva de Reagan va tornar a la biblioteca presidencial de Ronald W. Reagan a Simi Valley, Califòrnia, on es va celebrar un altre servei, i el president Reagan va ser enterrat. En el moment de la seva mort, Reagan era el president més longeu de la història dels Estats Units, després d'haver viscut 93 anys i 120 dies (2 anys, 8 mesos i 23 dies més que John Adams, a qui va superar el registre). També va ser el primer president dels Estats Units a morir al segle xxi. El lloc d'enterrament de Reagan està inscrit amb les paraules que va pronunciar a l'obertura de la Biblioteca Presidencial de Ronald Reagan: “Sé en el meu cor que l'home és bo, que allò que és correcte sempre acabarà triomfant i que hi ha un propòsit i un valor per a tots la vida ".

## Llegat
Des que Reagan va deixar el càrrec el 1989, s'ha produït un debat substancial entre estudiosos, historiadors i el públic en general al voltant del seu llegat. Els partidaris han assenyalat una economia més eficient i pròspera com a resultat de les polítiques econòmiques de Reagan, un triomf la política exterior, incloent un final pacífic de la Guerra Freda, i una restauració de l'orgull i la moral nord-americana. Els defensors diuen que tenia un amor apassionat i apassionat pels Estats Units que va restablir la fe en el somni americà, després d'un declivi de la confiança i el respecte propi dels Estats Units sota el dèbil lideratge percebut de Jimmy Carter, particularment durant la crisi dels ostatges a l'Iran, així com la seva perspectiva tètrica i trista sobre el futur dels Estats Units durant les eleccions del 1980. Els crítics assenyalen que les polítiques econòmiques de Reagan van provocar un augment dels dèficits pressupostaris,, una bretxa més gran en la riquesa i un augment de les persones sense llar i que l'assumpte Iran-Contra va reduir la credibilitat nord-americana.
Les opinions sobre el llegat de Reagan entre els principals responsables polítics i periodistes del país també difereixen. Edwin Feulner, president de The Heritage Foundation, va dir que Reagan "va ajudar a crear un món més segur i lliure" i va dir de les seves polítiques econòmiques: "Va prendre una Amèrica amb" malestar " ... i va fer creure als seus ciutadans de nou en el seu destí." No obstant això, Mark Weisbrot, codirector del Centre d'Investigacions Econòmiques i Polítiques, va afirmar que les "polítiques econòmiques de Reagan eren majoritàriament un fracàs", mentre que Howard Kurtz del The Washington Post va opinar que Reagan era "una figura molt més controvertida en el seu temps del que suggeririen els òbits en gran manera de la televisió".
Tot i el debat continuat al voltant del seu llegat, molts erudits conservadors i liberals coincideixen a dir que Reagan ha estat el president més influent des de Franklin D. Roosevelt, deixant la seva empremta en la política, la diplomàcia, la cultura i l'economia nord-americanes a través de la seva comunicació eficaç i el seu compromís pragmàtic. Tal com va resumir l'historiador britànic MJ Heale, des que Reagan va deixar el càrrec, els historiadors han arribat a un ampli consens en què va rehabilitar el conservadorisme, va girar la nació cap a la dreta, va practicar un conservadorisme pragmàtic que equilibrava la ideologia i les restriccions de la política, va revifar la fe a la presidència i l'excepcionalitat nord-americana, i va contribuir a la victòria a la Guerra Freda.

### Guerra Freda
El 2017, una enquesta C-SPAN a acadèmics va classificar Reagan en termes de lideratge en comparació amb els 42 presidents. Va ocupar el lloc nou de les relacions internacionals.
El principal assoliment de Reagan va ser el final de la Guerra Freda quan va deixar el càrrec. A més, l'URSS i els moviments comunistes patrocinats per la Unió Soviètica a tot el món s'estaven desfent, i es van esfondrar completament tres anys després d'abandonar el càrrec. Els Estats Units es van convertir així en l'única superpotència. Els seus admiradors diuen que va guanyar la Guerra Freda. Després de 40 anys d'alta tensió, l'URSS es va retirar en els darrers anys del segon mandat de Reagan. El 1989, el Kremlin va perdre el control de tots els seus satèl·lits d'Europa de l'Est. El 1991, el comunisme va ser enderrocat a l'URSS i el 26 de desembre de 1991 la Unió Soviètica va deixar d'existir. Els estats resultants no representaven cap amenaça per als Estats Units. El paper exacte de Reagan es debat, i molts creuen que les polítiques de defensa de Reagan, les polítiques econòmiques, les polítiques militars i la retòrica de línia dura contra la Unió Soviètica i el comunisme, juntament amb les seves cimeres amb el secretari general Gorbatxov, van tenir un paper important en acabar la Guerra Freda.

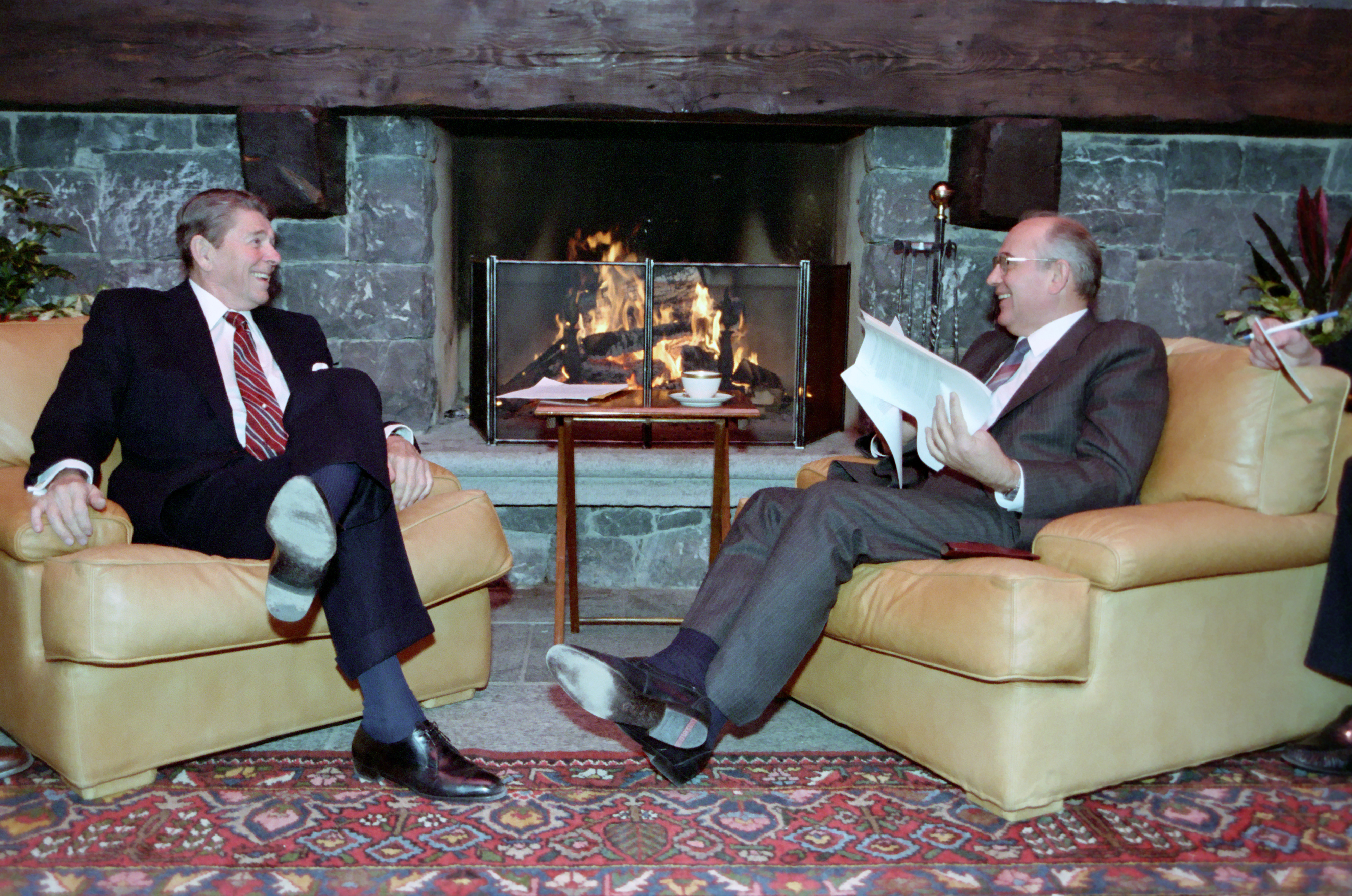
El president Reagan i EL secretari general soviètic Gorbachev, 1985

Va ser el primer president que va rebutjar la contenció i la distensió i va posar en pràctica el concepte que la Unió Soviètica podia ser derrotada en lloc de simplement negociar-la, una estratègia post-Détente, una convicció que va ser reivindicada per Guennadi Gueràssimov, el portaveu del ministeri de Gorbatxov, que va dir que la Iniciativa de Defensa Estratègica era un "xantatge molt reeixit ... L'economia soviètica no podia suportar aquesta competència". La retòrica agressiva de Reagan cap a la URSS va tenir efectes mixtos; Jeffery W. Knopf observa que ser etiquetat com a "malvat" probablement no va fer cap diferència per als soviètics, sinó que va animar els ciutadans d'Europa de l'Est contraris al comunisme.
El secretari general Gorbatxov va dir sobre el paper de la Guerra Freda del seu antic rival: "[Era] un home que va contribuir a la fi de la Guerra Freda", i el va considerar "un gran president". Gorbatxov no reconeix una victòria o pèrdua a la guerra, sinó un final pacífic; va dir que no es va intimidar amb la dura retòrica de Reagan. Margaret Thatcher, ex primera ministre del Regne Unit, va dir sobre Reagan: "va advertir que la Unió Soviètica tenia un impuls insaciable pel poder militar ... però també va intuir que els fracassos sistèmics eren impossibles de reformar. . " Més tard, va dir: "Ronald Reagan tenia una pretensió més alta que qualsevol altre líder per haver guanyat la guerra freda per la llibertat i ho va fer sense que es dispari un tret." Brian Mulroney, antic primer ministre del Canadà va dir: "Entra a la història com un actor fort i dramàtic [a la Guerra Freda]". L'expresident polonès Lech Wałęsa va reconèixer: "Reagan va ser un dels líders mundials que va contribuir de manera important al col·lapse del comunisme". El professor Jeffrey Knopf ha argumentat que el lideratge de Reagan va ser només una de les causes del final de la Guerra Freda. La política de contenció del President Harry S. Truman també es considera una força darrere de la caiguda de l'URSS, i la invasió soviètica de l'Afganistan va soscavar el propi sistema soviètic.

### Llegat nacional i polític

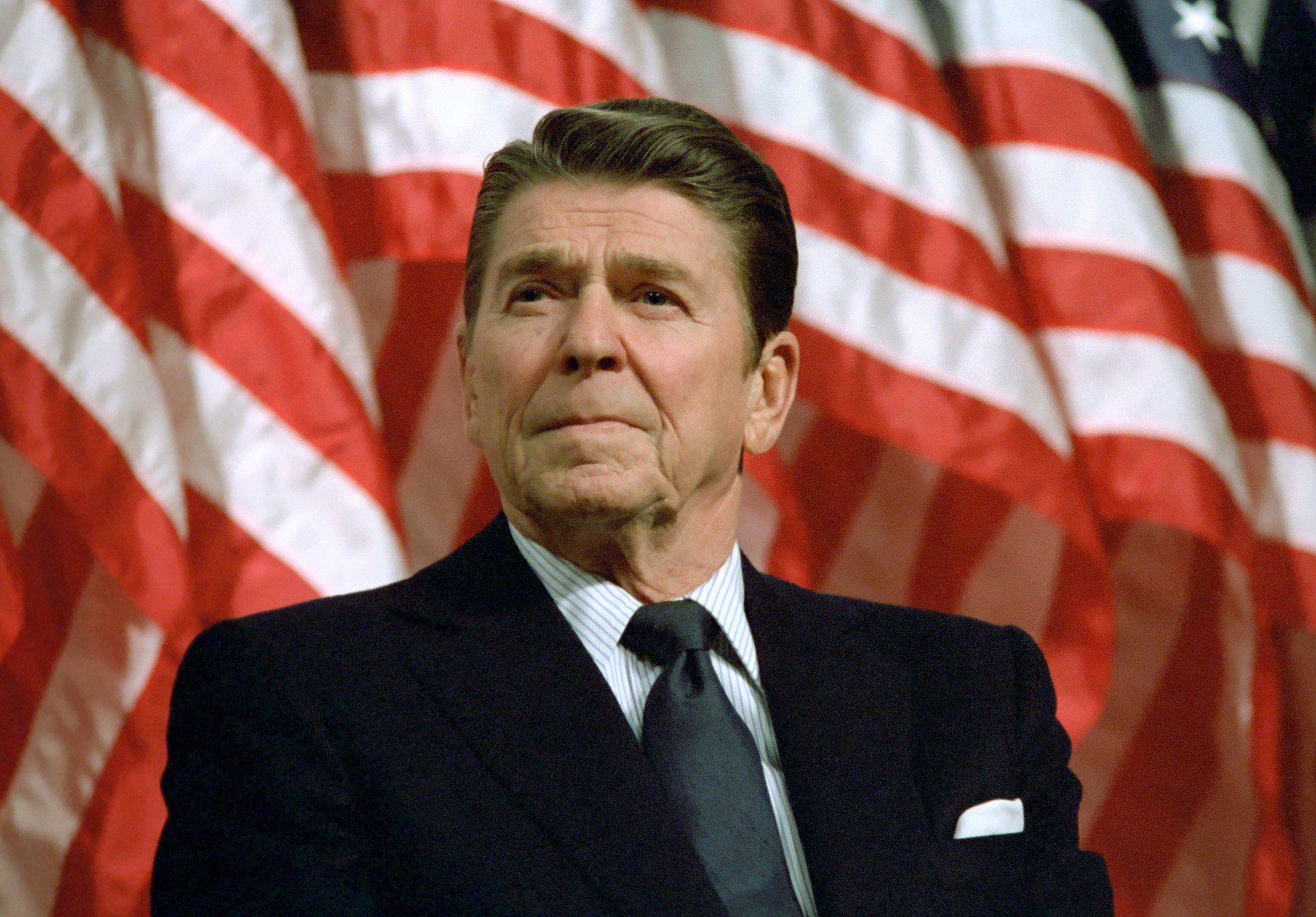
Reagan el 1982

Reagan va reformar el partit republicà, va dirigir el moviment conservador modern i va alterar la dinàmica política dels Estats Units. Més homes van votar republicans sota Reagan, i Reagan va aprofitar els votants religiosos. Els anomenats "Demòcrates Reagan" van ser el resultat de la seva presidència.
Després de deixar el càrrec, Reagan es va convertir en una influència icònica dins del partit republicà. Les seves polítiques i creences han estat invocades amb freqüència pels candidats a la presidència republicana des del 1988. Els candidats a la presidència republicana del 2008 no van ser una excepció, ja que pretenien comparar-se a ell durant els debats primaris, fins i tot imitant les seves estratègies de campanya. El candidat republicà John McCain va dir amb freqüència que va arribar al càrrec com a "soldat de peu a la Revolució Reagan. La declaració més famosa de Reagan sobre el paper d'un govern més petit era que "el govern no és una solució al nostre problema, el govern és el problema".[417] L' elogi pels èxits de Reagan va formar part de la retòrica estàndard del GOP un quart de segle després de la seva jubilació. El periodista del Washington Post, Carlos Lozada, va assenyalar com els principals candidats republicans de la cursa presidencial del 2016 van adoptar el "culte estàndard del GOP Gipper".
El període de la història nord-americana més dominat per Reagan i les seves polítiques relacionades amb els impostos, el benestar, la defensa, la justícia federal i la Guerra Freda es coneix avui com l'era Reagan. Aquest període va emfatitzar que la conservadora "Revolució Reagan", liderada per Reagan, va tenir un impacte permanent sobre els Estats Units en la política interior i exterior. L'administració de Bill Clinton es tracta sovint com una extensió de l'era Reagan, com també ho és l'administració de George W. Bush. L'historiador Eric Foner va assenyalar que la candidatura d'Obama el 2008 "va despertar molts pensaments desitjosos entre els que anhelaven un canvi després de gairebé trenta anys de reaganisme".

### Imatge cultural i política
| Data                      | Esdeveniment                    | Aprovació (%) | Rebuig (%) |
| ------------------------- | ------------------------------- | ------------- | ---------- |
| 30 de març de 1981        | Tirotejat per Hinckley          | 73            | 19         |
| 22 de gener de 1983       | Alt desocupació                 | 42            | 54         |
| 26 d'abril de 1986        | Atemptat contra Líbia           | 70            | 26         |
| 26 de febrer de 1987      | Assumpte Iran-Contra            | 44            | 51         |
| 27-29 de desembre de 1988 | Gairebé final de la presidència | 63            | 29         |
| N/D                       | Mitjana professional            | 57            | 39         |
| 30 de juliol del 2001     | (Retrospectiva)                 | 64            | 27         |

Segons el columnista Chuck Raasch, "Reagan va transformar la presidència nord-americana de maneres que només uns pocs han estat capaços de fer". Va redefinir l'agenda política de l'època, defensant impostos més baixos, una filosofia econòmica conservadora i un militarisme més fort. El seu paper a la Guerra Freda va millorar encara més la seva imatge com un tipus de líder diferent". L'estil avuncular, l'optimisme i el comportament de la gent senzilla" de Reagan també el van ajudar a convertir la "governació en una forma d'art".
La popularitat de Reagan ha augmentat des del 1989. Quan Reagan va deixar el càrrec el 1989, una enquesta de la CBS va indicar que tenia una qualificació d'aprovació del 68 per cent. Aquesta xifra va igualar la qualificació d'aprovació de Franklin D. Roosevelt (i posteriorment va ser igualada per Bill Clinton), com la qualificació més alta d'un president que sortia a l'era moderna. Les enquestes de Gallup el 2001, 2007 i 2011 el van classificar com a número u o número dos quan es va demanar als corresponsals el màxim president de la història. Reagan es va classificar en el tercer lloc dels presidents de la Segona Guerra Mundial en una enquesta de 2007 de Rasmussen Reports, cinquè en una enquesta de l'ABC del 2000, novè en una altra enquesta de 2007 de Rasmussen i vuitè en una enquesta de finals del 2008 del diari britànic The Times. En un Siena College enquesta de més de 200 historiadors, però, Reagan va ocupar el setzè de 42. Mentre que el debat sobre el llegat de Reagan està en curs, el Anual 2009 C-SPAN Enquesta dels líders presidencials classificava Reagan el desè president més gran. L'enquesta a historiadors destacats va classificar Reagan amb el número 11 el 2000.

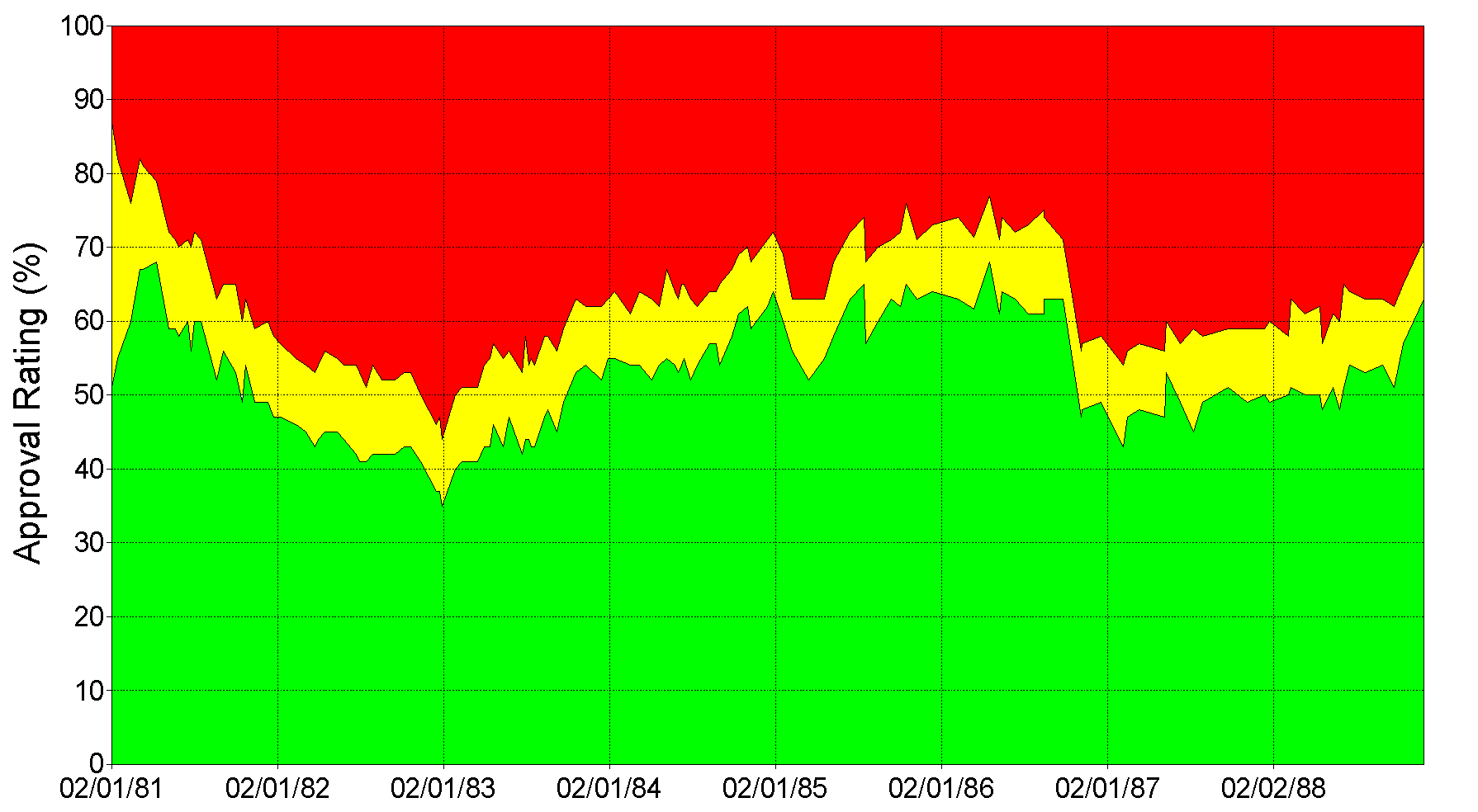
Qualificacions d'aprovació del president Reagan (Gallup)

El 2011, l'Institut per a l'Estudi de les Amèriques va publicar la primera enquesta acadèmica britànica per avaluar els presidents dels Estats Units. Aquesta enquesta d'especialistes britànics en història i política dels Estats Units va situar Reagan com el vuitè president dels Estats Units.
La capacitat de Reagan de parlar de qüestions substancials amb termes comprensibles i de centrar-se en les principals preocupacions nord-americanes li va valer el elogiós sobrenom "The Great Communicator"". D'això, Reagan va dir: "Vaig guanyar el sobrenom de gran comunicador. Però mai no vaig pensar que fos el meu estil el que marqués la diferència: era el contingut. No era un gran comunicador, però vaig comunicar grans coses." La seva edat i el seu discurs suau li van donar una càlida imatge avi.
Reagan també va guanyar el sobrenom de "el president del tefló", ja que les percepcions públiques d'ell no van quedar tacades per les controvèrsies que van sorgir durant la seva administració Segons Patricia Schroeder, congressista de Colorado, que va encunyar la frase, l'epítet es referia a la capacitat de Reagan de "fer gairebé qualsevol cosa i no culpar-se'n".
La reacció del públic a Reagan sempre va ser mixta. Va ser el president més antic fins aquell moment i va rebre el suport de votants joves, que van iniciar una aliança que va traslladar molts d'ells al Partit Republicà. Reagan no va sortir bé amb els grups minoritaris en termes d'aprovació, especialment els afroamericans. No obstant això, el seu suport a Israel durant tota la seva presidència li va valer el suport de molts jueus. Va destacar els valors familiars en les seves campanyes i durant la seva presidència, tot i que va ser el primer president que es va divorciar. La combinació de l'estil de parla de Reagan, el patriotisme descarat, les habilitats de negociació, així com el seu intel·ligent ús dels mitjans de comunicació, van tenir un paper important en la definició dels anys vuitanta i el seu futur llegat.
Se sabia que Reagan feia bromes amb freqüència durant la seva vida, mostrava humor durant tota la seva presidència, i era famós pels seus contes. Els seus nombrosos acudits i línies senzilles han estat etiquetats com a "clàssics" i "llegendaris" Entre els seus acudits més notables hi havia un referent a la Guerra Freda. Com a prova de micròfon en preparació del discurs setmanal de la ràdio a l'agost de 1984, Reagan va fer la següent broma: "Els meus companys nord-americans, em complau dir-vos avui que he signat una legislació que prohibirà Rússia per sempre. Comencem a bombardejar a cinc minuts" El sentit de l'humor de Reagan també va ser observat per centenars d'americans a la base aèria nord-americana de Tempelhof, el 12 de juny de 1987. Mentre feia un discurs celebrant el 750è aniversari de Berlín, va aparèixer un globus a la primera fila. Sense perdre el ritme, Reagan va fer una broma "em trobava a faltar", una referència al seu anterior intent d'assassinat el 1981. L'exassistent David Gergen va comentar: "Era aquest humor ... que crec que va agradar a Reagan."
Reagan també tenia la capacitat d'oferir consol i esperança a la nació en conjunt en moments de tragèdia. Després de la desintegració del transbordador espacial Challenger el 28 de gener de 1986. El vespre del desastre, Reagan es va dirigir a la nació, dient: "El futur no pertany als dèbils; pertany als valents ... No els oblidarem mai, ni l'última vegada que els hem vist, aquest matí, mentre es preparaven per al seu viatge i s'acomiadaven i "lliscaven els bruts vincles de la Terra" per "tocar la cara de Déu".

## Honors
Reagan va rebre diversos premis en els seus anys pre i postpresidencial. Després de la seva elecció com a president, Reagan va rebre una pertinença d'or per tota una vida als Screen Actors Guild, va ser inclòs al Saló de la Fama de l'Associació Nacional d'Oradors, i va rebre el Premi de Sylvanus Thayer de les Acadèmies Militars dels Estats Units.
El 1981, Reagan va ser nomenat guanyador de l'Acadèmia Lincoln d'Illinois i va ser guardonat amb l'Ordre de Lincoln (el màxim honor de l'estat) pel governador d'Illinois a l'àrea de govern. El 1982 va rebre la "Medalla al servei distingit" per la Legió Americana perquè la seva màxima prioritat era la defensa nacional. El 1983, va rebre la màxima distinció de l'Associació Scout del Japó, el Premi Faisà d'Or. El 1989, Reagan va ser nomenat cavaller honorari Gran Creu de l'Ordre del Bany, un dels màxims ordres britànics. Això li va donar dret a l'ús de les lletres post-nominals "GCB", però, com a estranger, no podia ser referit com "Sir Ronald Reagan". Només dos presidents dels Estats Units han rebut aquest honor des que van arribar al càrrec: Reagan i George HW Bush; Dwight D. Eisenhower el rebre el seu abans de ser president en la seva condició de general després de la Segona Guerra Mundial. Reagan també va ser nomenat membre honorari del Keble College, a Oxford. El Japó li va concedir el Gran Cordó de l'Ordre del Crisantem el 1989; va ser el segon president dels Estats Units a rebre l'ordre i el primer a rebre-la per motius personals, ja que Eisenhower la va rebre com a commemoració de les relacions nord-americanes. El 1990, Reagan va obtenir el màxim premi d'honor de la WPPAC perquè va signar el tractat de les forces nuclears de rang mitjà amb Mikhaïl Gorbatxov (aleshores president de Rússia), posant fi a la guerra freda.

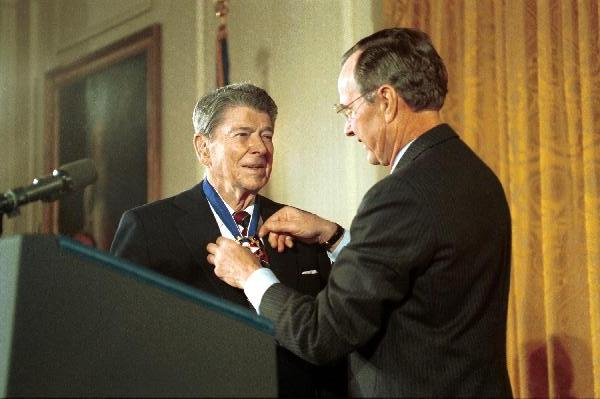
L'expresident Reagan torna a la Casa Blanca per rebre la Medalla Presidencial de la Llibertat del president Bush, 1993

El 18 de gener de 1993, Reagan va rebre la Medalla Presidencial de la Llibertat (atorgada amb distinció), el màxim honor que els Estats Units poden atorgar, del president George H.W. Bush, el seu vicepresident i successor. Reagan també va rebre la Medalla Senatorial Republicana de la Llibertat, el màxim honor atorgat pels membres republicans del Senat.
El 87è aniversari de Reagan el 1998, l'aeroport nacional de Washington va passar a denominar-se aeroport nacional Wasshington Ronald Reagan mitjançant un projecte de llei signat en llei pel president Bill Clinton. Aquell any es va dedicar a Washington, DC el Ronald Reagan Building and International Trade Center. Va ser un dels 18 inclosos a l'enquesta sobre homes i dones més admirats del segle XX de Gallup, a partir d'una enquesta duta a terme als EUA el 1999; dos anys més tard, l'USS Ronald Reagan va ser batejat per Nancy Reagan i la Marina dels Estats Units. És un dels pocs vaixells de la Marina batejats en honor a una persona viva i el primer portaavions em ser nomenat en honor d'un expresident viu.
El 1998 la Fundació Memorial de la Marina dels Estats Units va atorgar a Reagan el premi Naval Heritage pel seu suport a la Marina i als militars nord-americans tant en la seva carrera cinematogràfica com durant la seva presidència.
El Congrés va autoritzar la creació de la casa infantil Ronald Reagan a Dixon, Illinois, el 2002, pendent de la compra federal de la propietat. El 16 de maig d'aquell any, Nancy Reagan va acceptar la Medalla d'Or del Congrés, el màxim honor civil atorgat pel Congrés, en nom del president i ella mateixa.
Després de la mort de Reagan, el Servei Postal dels Estats Unitss va emetre el 2005 un segell commemoratiu del president Ronald Reagan. Més endavant, la CNN, juntament amb els editors de la revista Time, el van nomenar la "persona més fascinant" de la primers 25 anys de la xarxa"; Time n'apareix un Reagan de les 100 persones més importants de segle 20 també. El Discovery Channel va demanar als seus espectadors que votessin per The Greatest American el juny del 2005; Reagan es va situar en primer lloc, per davant d'Abraham Lincoln i Martin Luther King Jr.
El 2006, Reagan va ser ingressat al Saló de la Fama de Califòrnia, situat al The California Museum. Cada any a partir del 2002, els governadors de Califòrnia, Gray Davis i Arnold Schwarzenegger, van proclamar el 6 de febrer el "Dia de Ronald Reagan" a l'estat de Califòrnia en honor del seu predecessor més famós. El 2010, Schwarzenegger va signar el projecte de llei del Senat 944, escrit pel senador George Runner, per fer cada 6 de febrer el dia de Ronald Reagan a Califòrnia.
El 2007, el president polonès Lech Kaczyński va conferir pòstumament a Reagan la màxima distinció polonesa, l'Orde de l'Àguila Blanca, dient que Reagan havia inspirat el poble polonès a treballar pel canvi i ajudava a desbancar el règim comunista repressiu; Kaczyński va dir que "no hauria estat possible si no fos per la mentalitat dura, la determinació i el sentiment de missió del president Ronald Reagan" Reagan va donar suport a la nació de Polònia durant tota la seva presidència, donant suport al moviment anticomunista de Solidaritat, juntament amb el papa Joan Pau II; el parc Ronald Reagan, un equipament públic a Gdańsk, va ser nomenat en honor seu.
El 3 de juny de 2009, Nancy Reagan va desvelar una estàtua del seu difunt marit a la rotonda del Capitoli dels Estats Units. L'estàtua representa l'estat de Califòrnia a la col·lecció National Statuary Hall. Després de la mort de Reagan, els dos grans partits polítics nord-americans van acordar erigir una estàtua de Reagan en lloc de la de Thomas Starr King. El dia abans, el president Obama va signar la llei de la Ronald Reagan Centennial Commission Act, que va establir una comissió per planificar activitats amb motiu del proper centenari del naixement de Reagan.
El  Dia de la Independència de 2011 es va presentar una estàtua a Reagan davant de l'ambaixada dels Estats Units a Londres. Se suposava que va assistir a la inauguració la dona de Reagan, Nancy, però no hi va assistir; l'exsecretària d'Estat Condoleezza Rice va prendre el seu lloc i va llegir una declaració en nom seu. L'amiga del president Reagan i primer ministre britànic durant la seva presidència, Margaret Thatcher, tampoc no va poder assistir a causa d'una salut fràgil.
El novembre de 2018, un llargmetratge anomenat Reagan va rebre finançament de TriStar Global Entertainment amb Dennis Quaid interpretant Reagan. Aquesta seria la segona vegada que Quaid retratava un president dels EUA. Reagan tenia previst començar el rodatge el maig del 2020, però es va ajornar a causa de la pandèmia de la COVID-19.

## Galeria

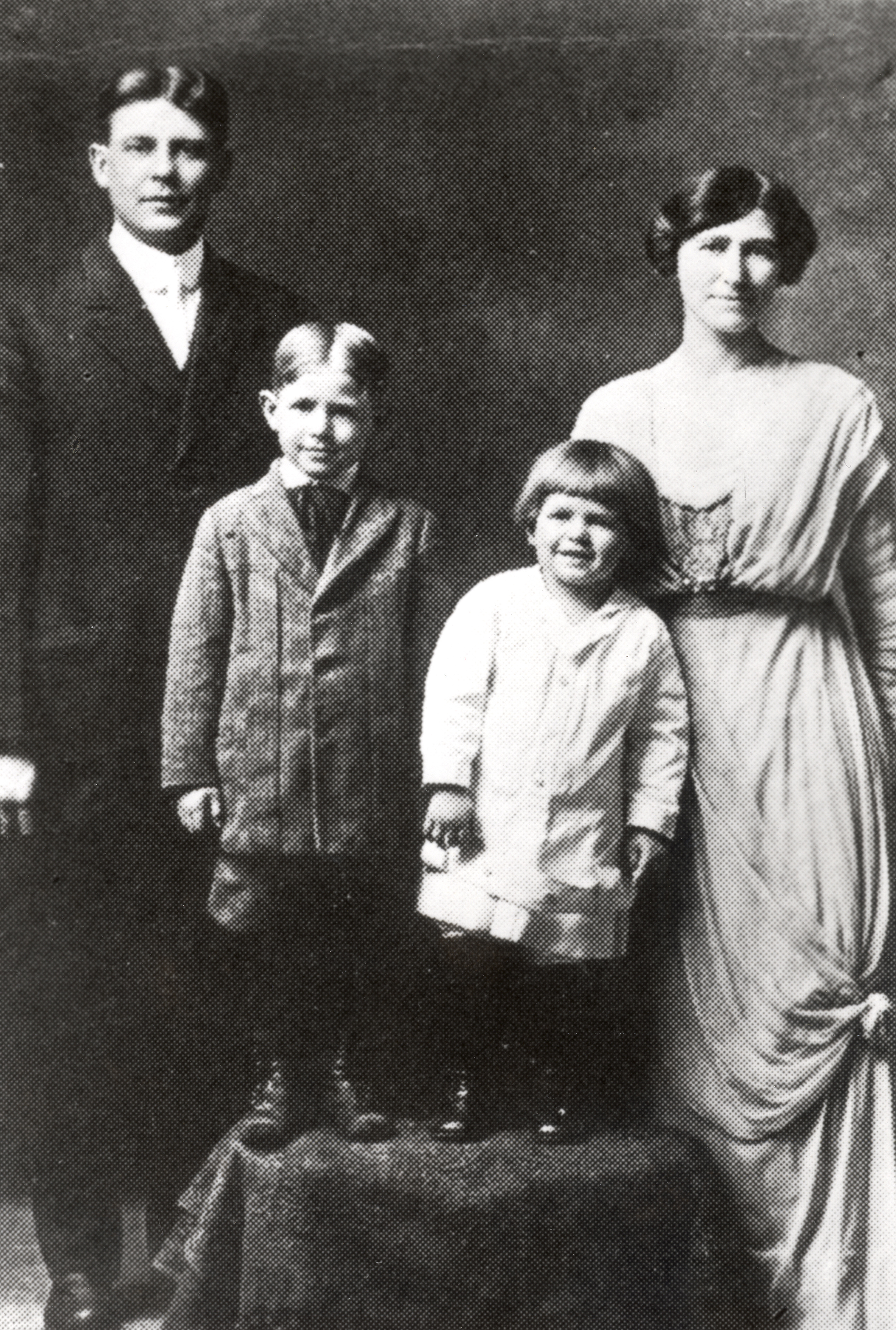
c. 1916–17. A la imatge des de l'esquerra: el pare Jack, el germà gran Neil, Reagan (amb el tallat de cabells "Dutchboy") i la mare Nelle
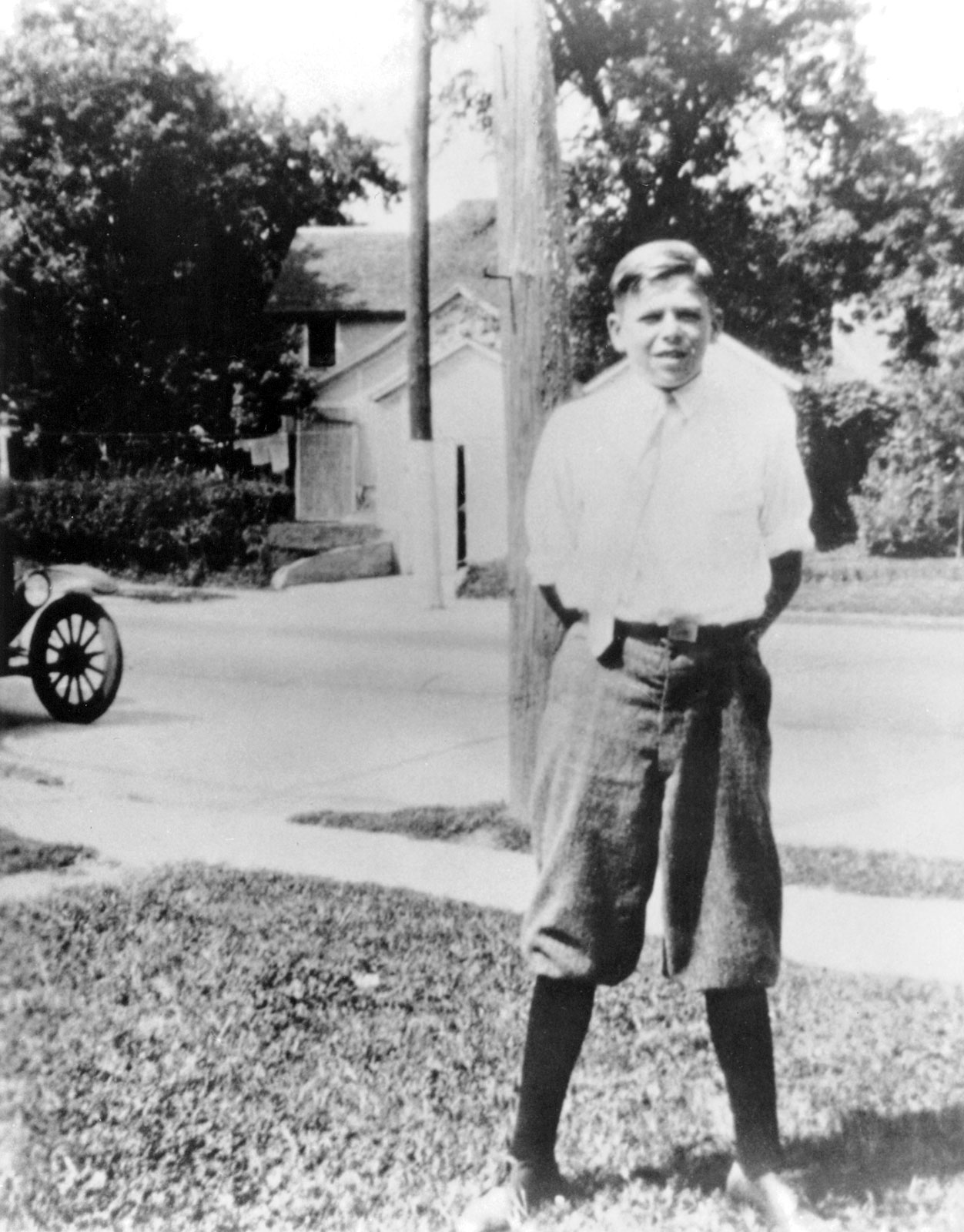
Anys 1920. Quan era adolescent, a Dixon, Illinois
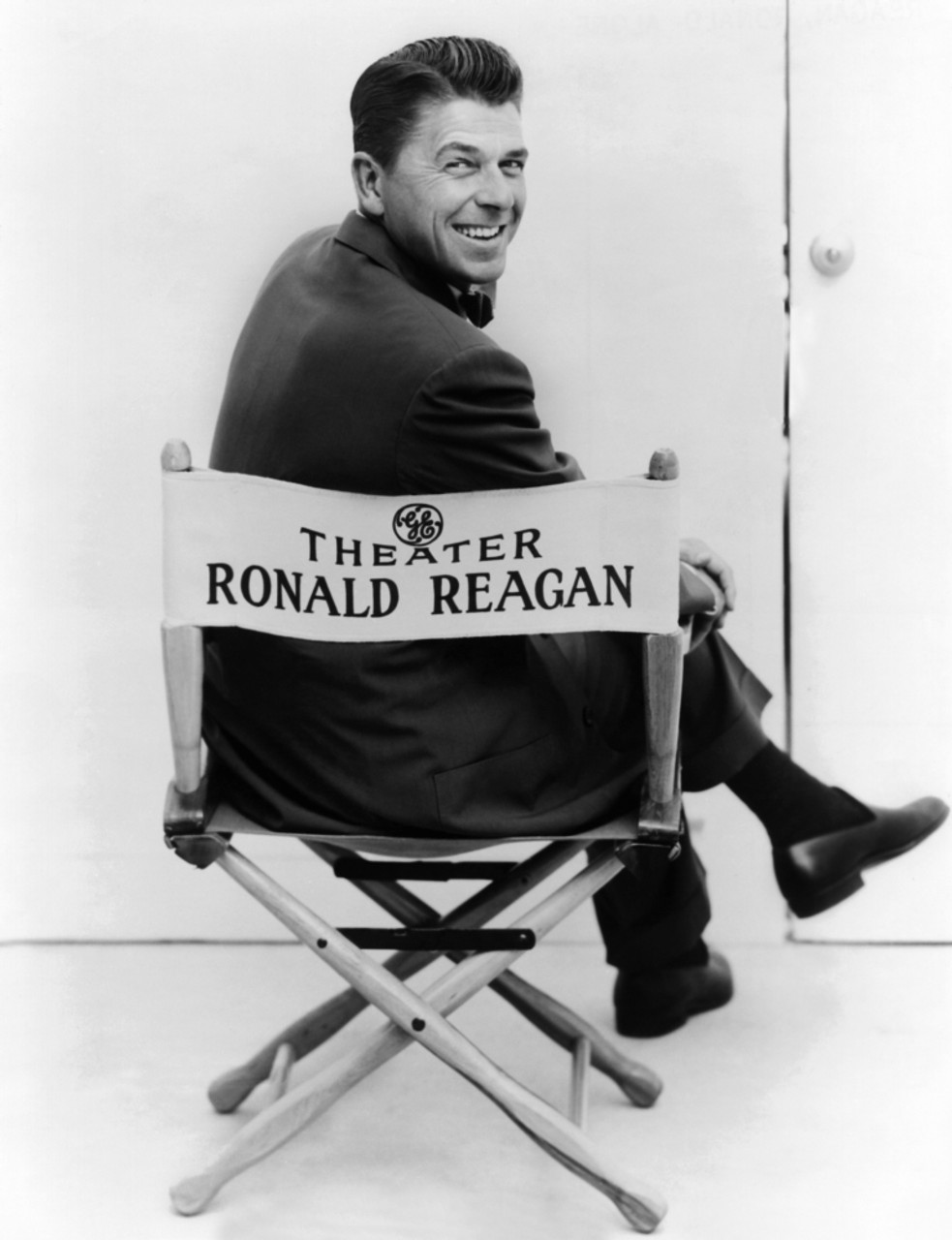
. Presentant General Electric Theater
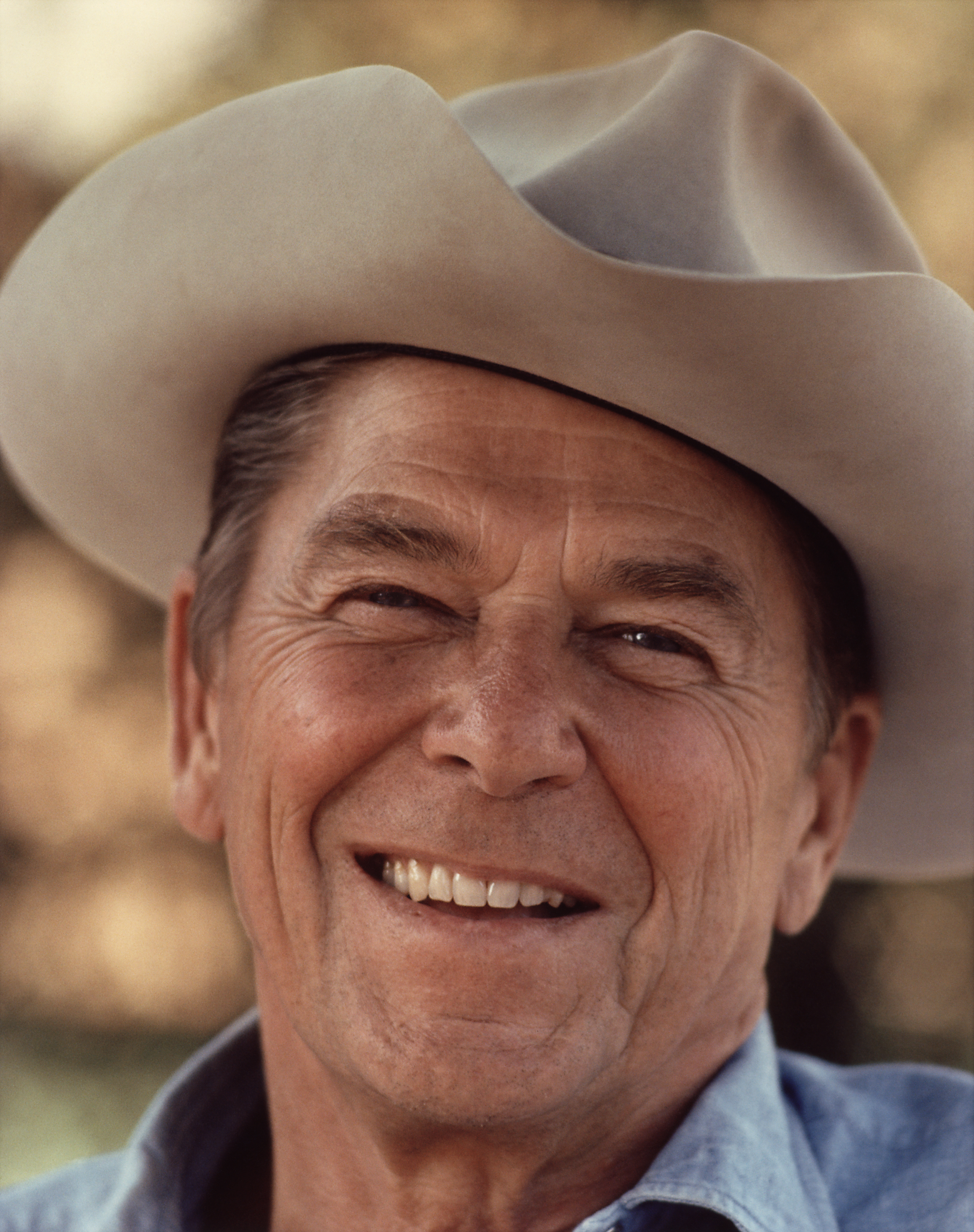
1976. A casa seva al Rancho del Cielo
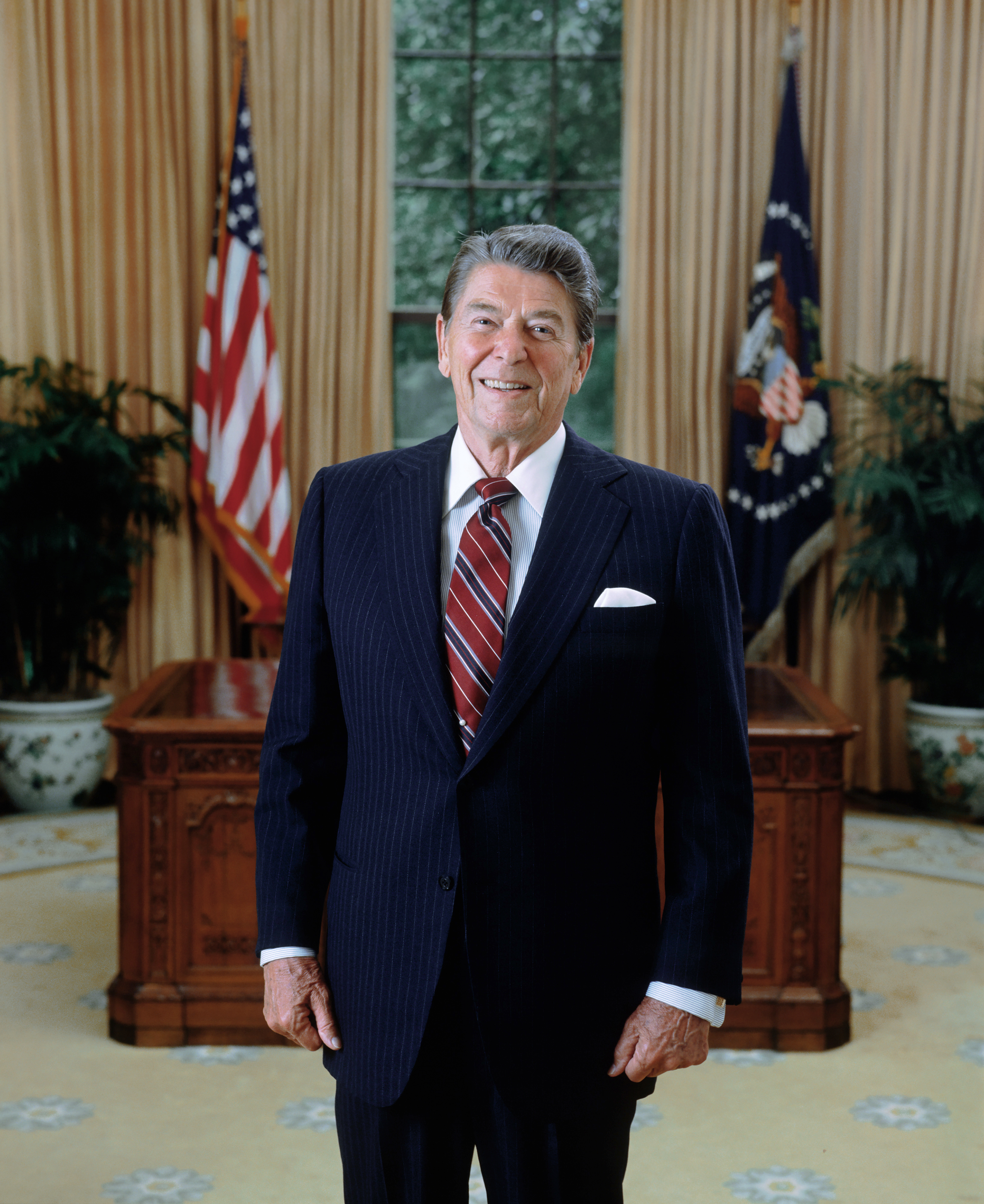
1985. El seu segon retrat presidencial